# 让-莱昂·热罗姆
让-莱昂·热罗姆（法語：Jean-Léon Gérôme，法語發音：[ʒɑ̃ leɔ̃ ʒeʁom]；1824年5月11日—1904年1月10日）是一位法国历史画画家。
在十九世纪中、后期，印象主义风行法国甚至全世界，不过在当时的法国也有另一股逆流，坚守学院派的古典主义，让-莱昂·热罗姆就是其中之一。

## 生平

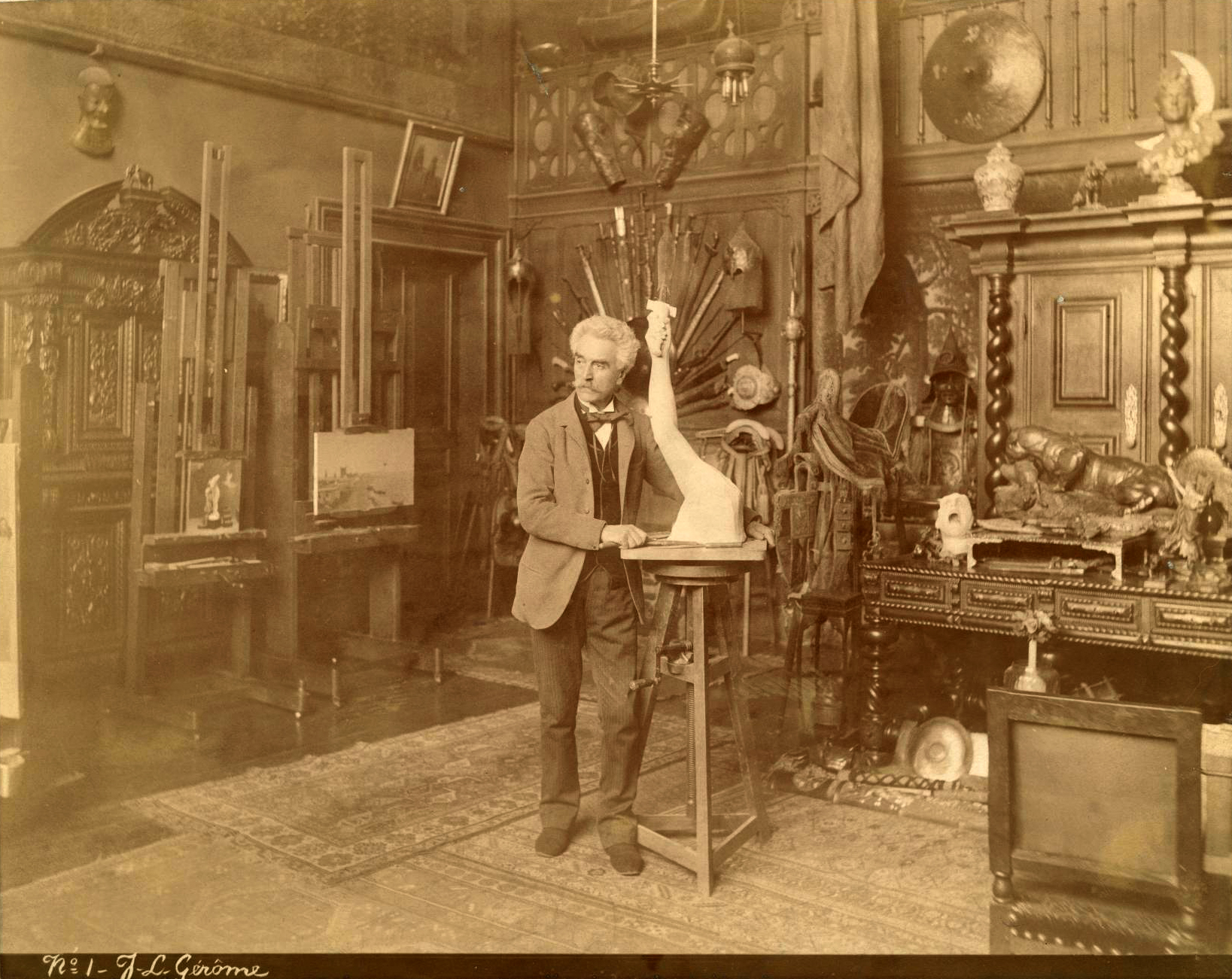
让-莱昂·热罗姆在工作室

热罗姆17岁时赴巴黎成为德拉罗什的学生。1844年和1845年跟随他的导师游历意大利。两年后的1847年，他就在巴黎沙龙的展览上展示了他自己的作品《斗鸡》並獲獎。此后他经常参加这个法国最重要的艺术展览。他的画的主要内容是历史和传说题材。1854年他周游土耳其，1857年他到了埃及，这两次旅行对他之後风格的發展有很大的影响。
傑洛姆是学院艺术画家，是新兴的印象派绘画的强烈反对者。他有许多学生，包括奧迪隆·雷東、托马斯·埃金斯、弗雷德里克·阿瑟·布里奇曼、阿尔贝特·埃德费尔特、凱尼恩·考克斯、瓦西里·韋列夏金和喬治·伯里曼等人。

## 作品
1872年画的《拇指向下》是他以古羅馬为题材的代表作，它影響了今日人們對於角斗士的形象概念。《角斗士》的导演雷德利·斯科特也承认他是受这幅画的啟發而拍摄了他的电影的。
傑洛姆在画这幅画前做了许多考察工作，他在庞貝仔细地研究了发掘出来的武器和盔甲。这幅画可能确切地描绘了当时的气氛：在遮陽布幕下瘋狂的观众决定处死战败的角斗士，作为祭司的白衣维斯塔贞女（這些均是被确定的史实）也被熱烈的气氛感染了。
傑洛姆画的历史人物的肖像比较不知名，但是他画的路易十四和莫里哀的肖像也值得一提。此外傑洛姆还创作雕塑作品。他的一个组像在1881年的巴黎沙龙展览上获得了金奖。

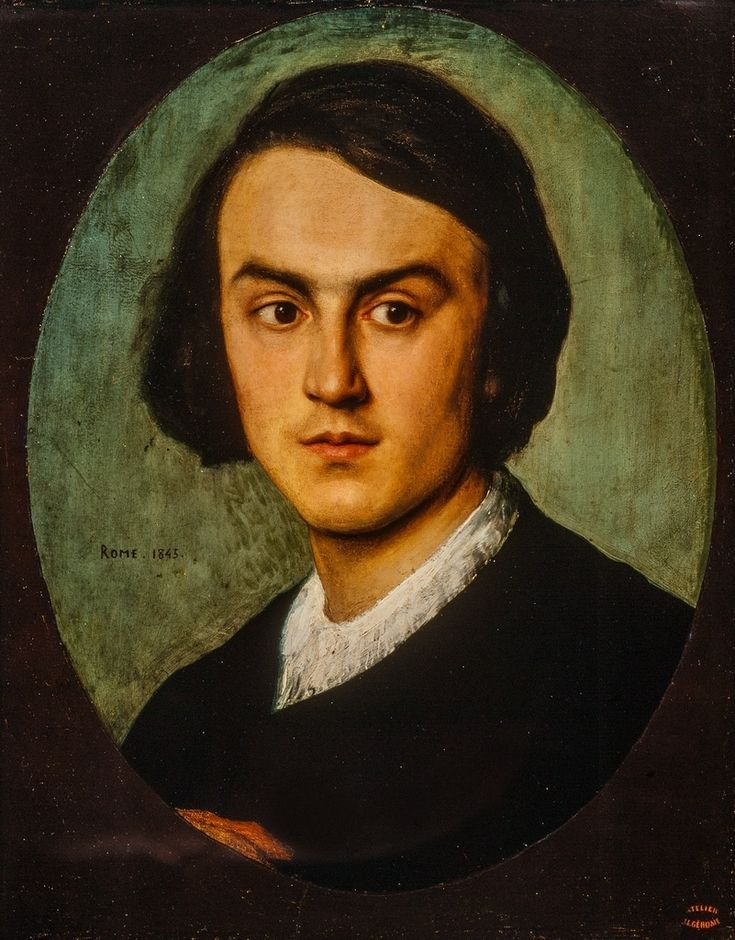
自畫像，約1845年，Eskenazi Museum of Art藏
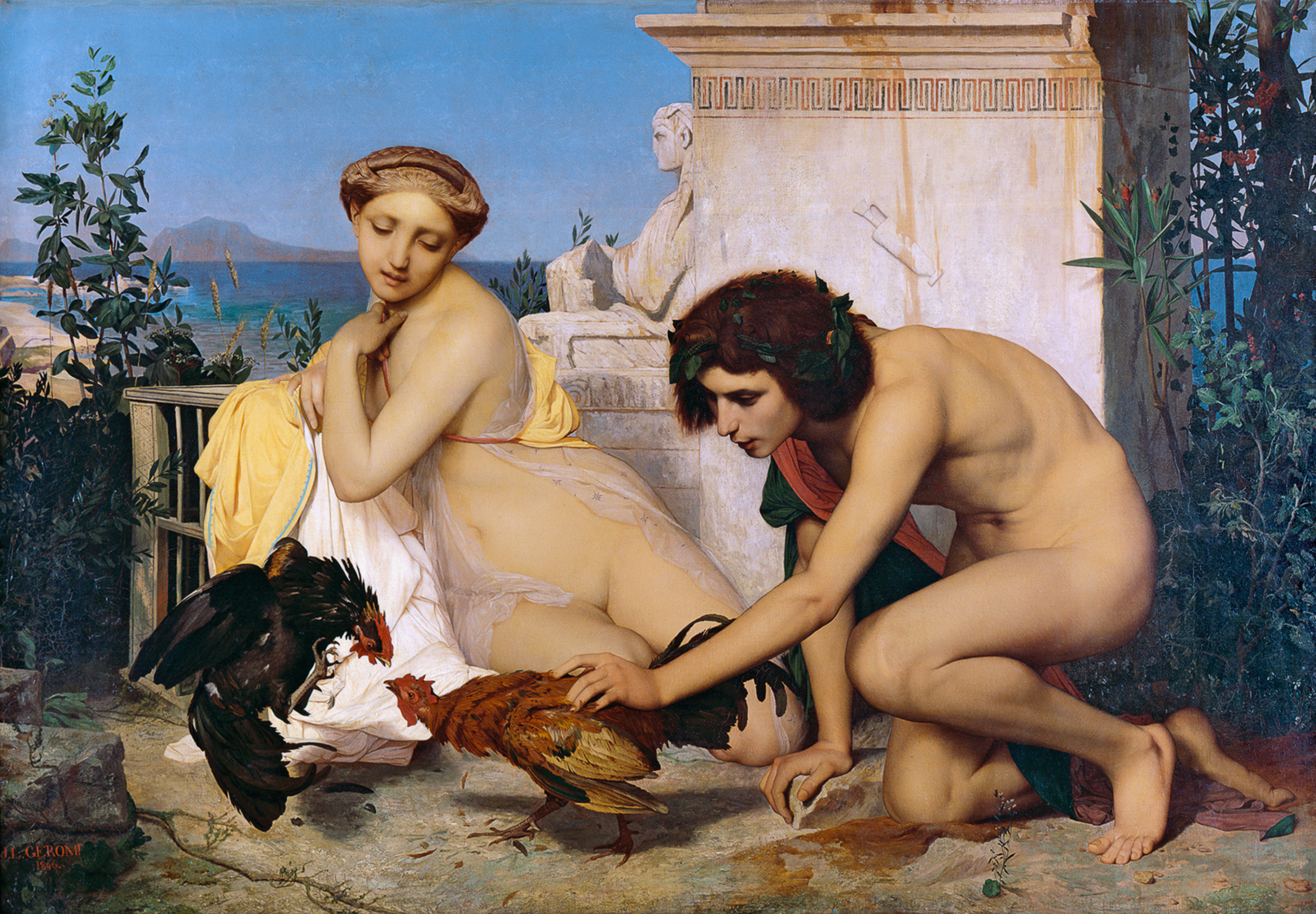
《斗鸡》，1846年，奧賽博物館藏
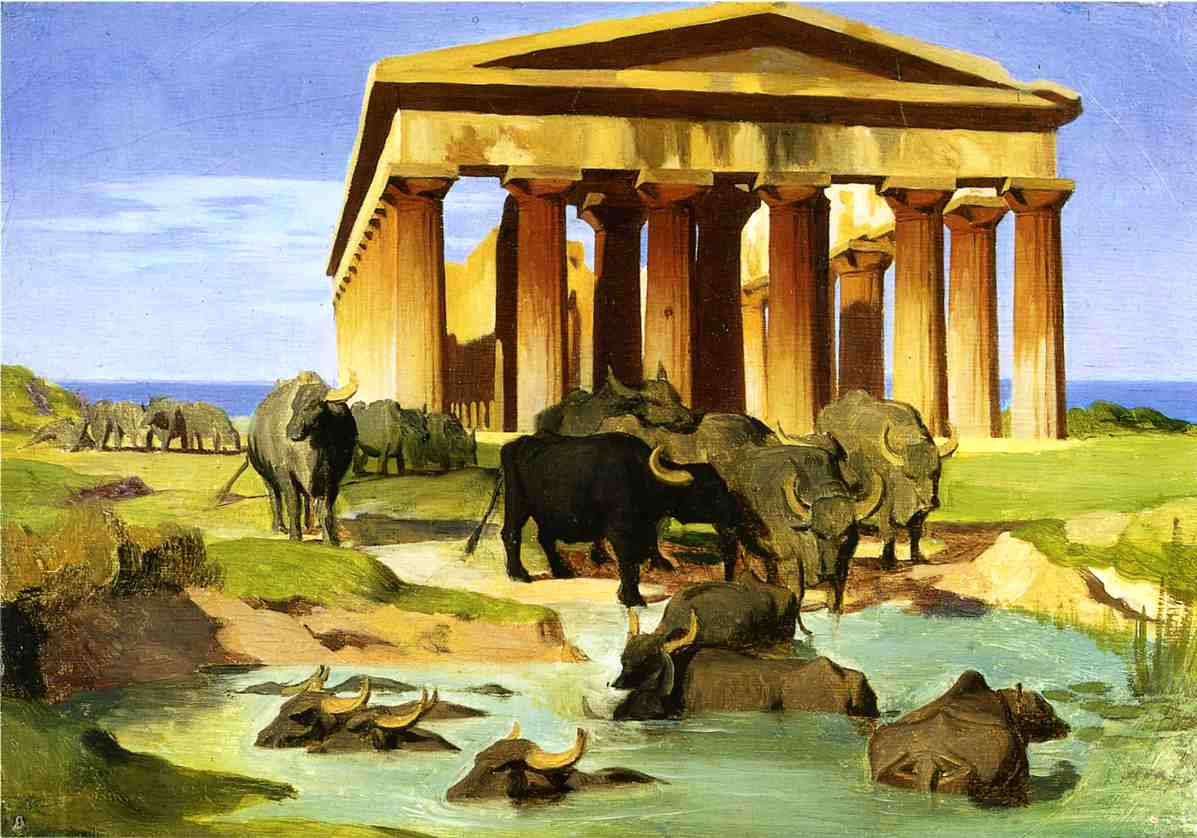
帕埃斯圖姆的景色，1847年
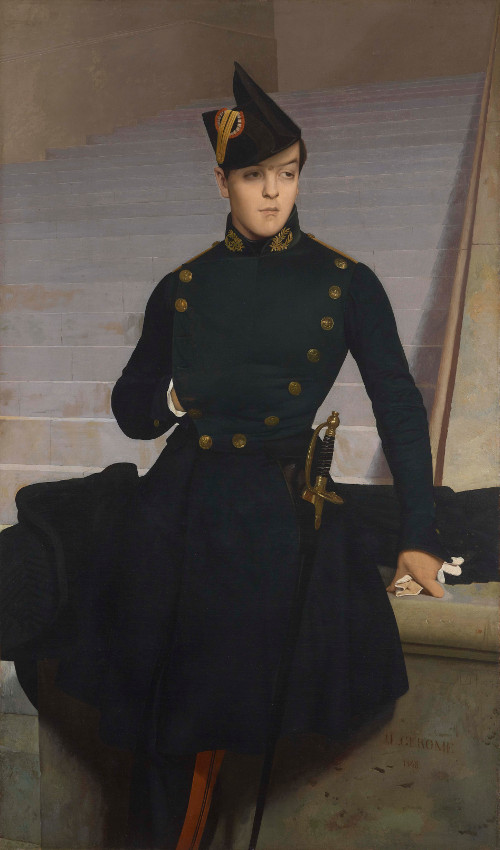
兄弟Claude-Armand Gérôme的肖像，約1848年，菲茨威廉博物館藏
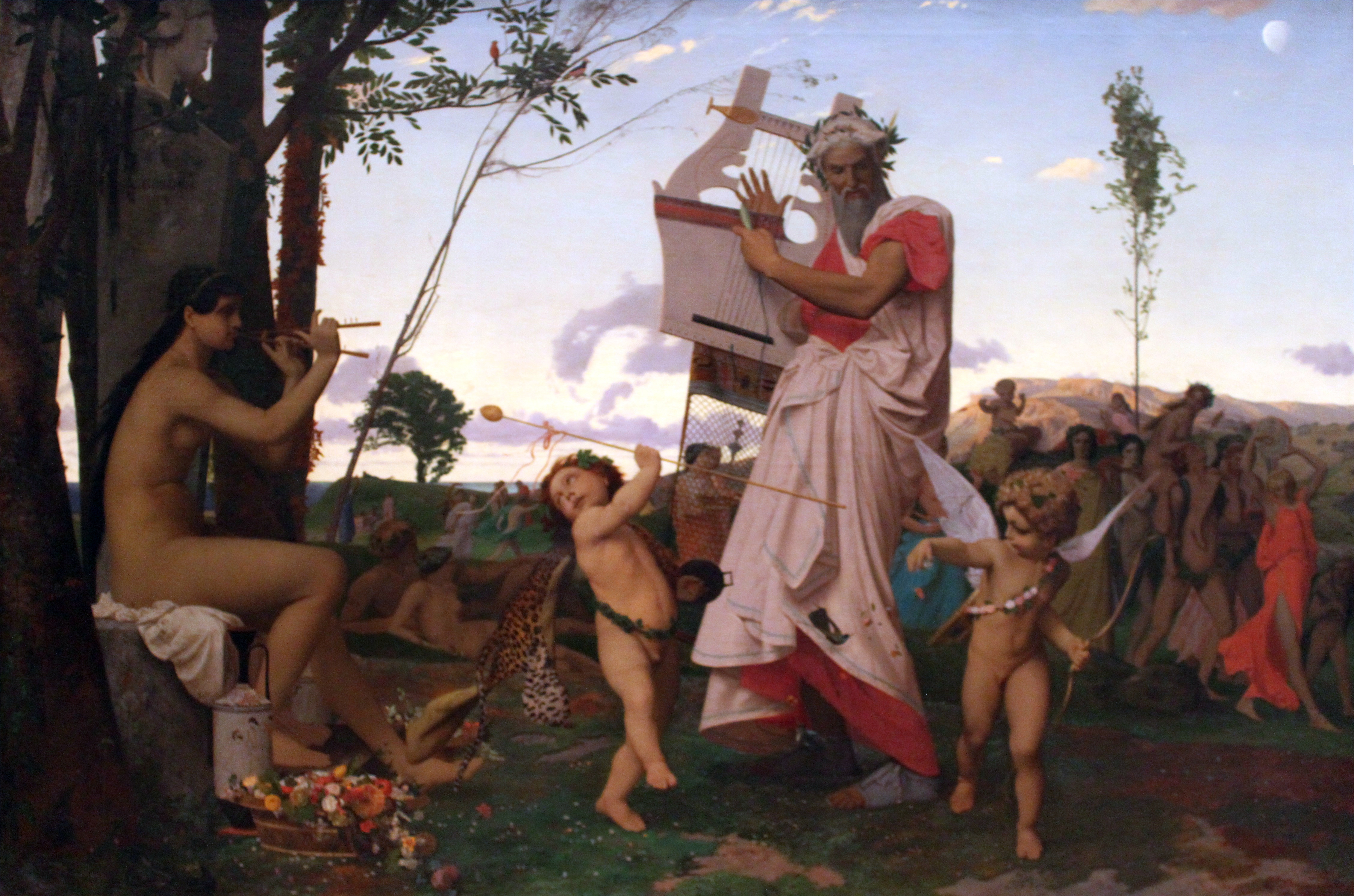
阿那克里翁、巴克科斯與厄洛斯，1848年，奧古斯汀博物館藏
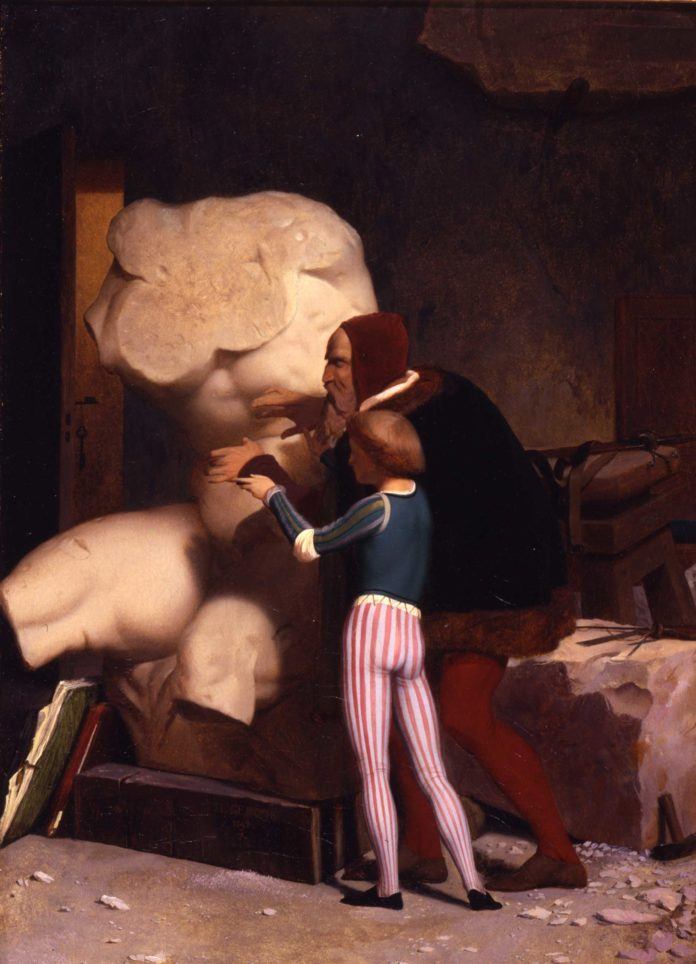
米開朗基羅透過觀景殿英雄殘軀（英语：Belvedere Torso）學習雕刻，1849年，達黑什藝術博物館（英语：Dahesh Museum of Art）藏
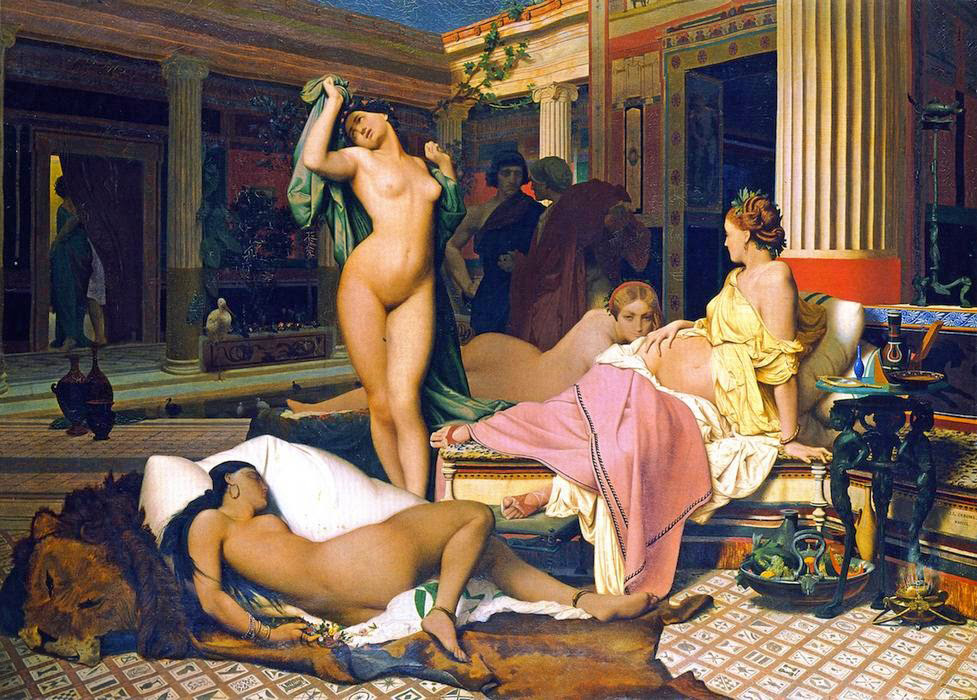
（希臘人的）香閨，1850年（或1860年）
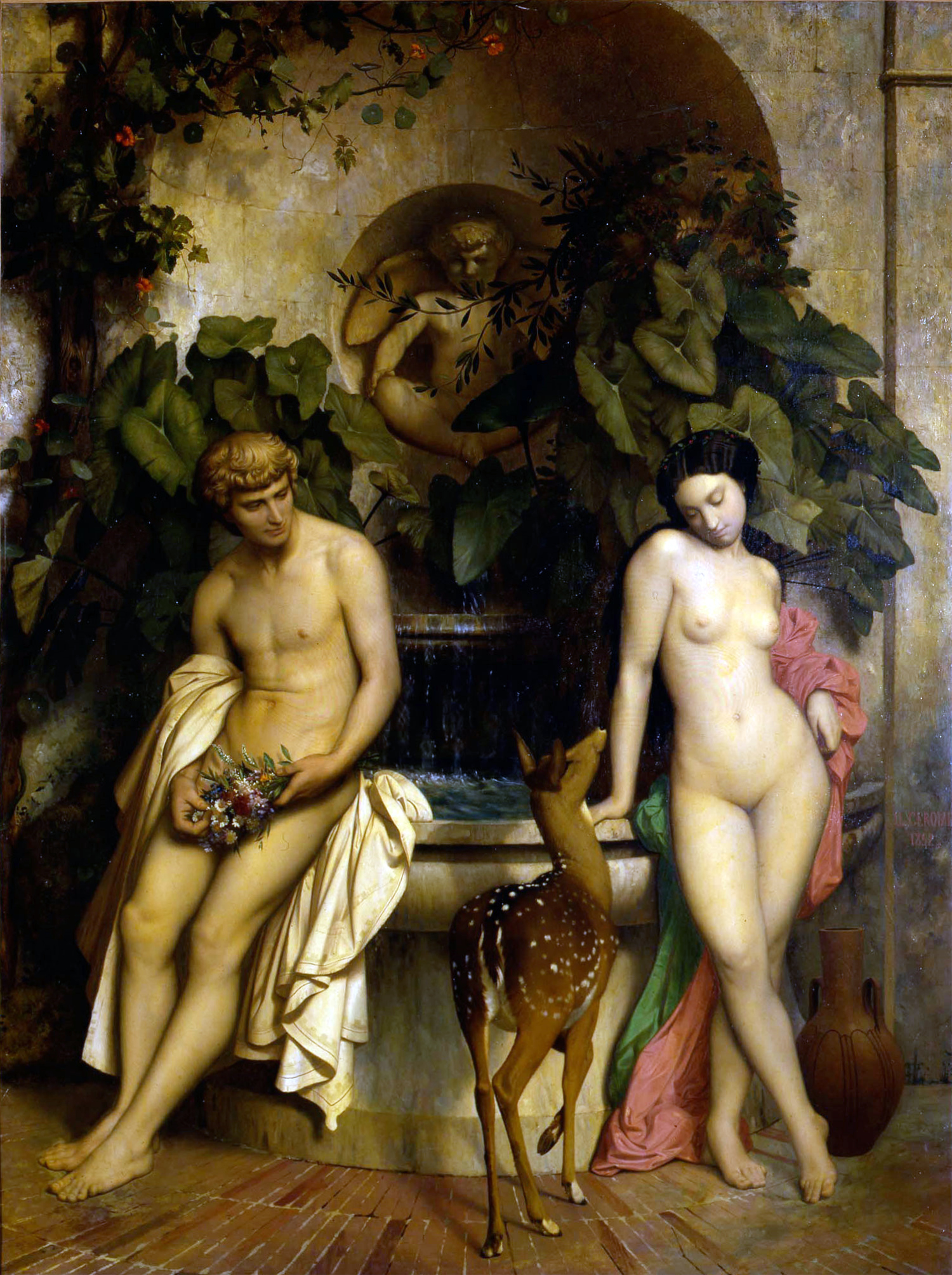
達夫尼與克羅伊（Daphnis et Chloé），1852年，Musée Massey藏
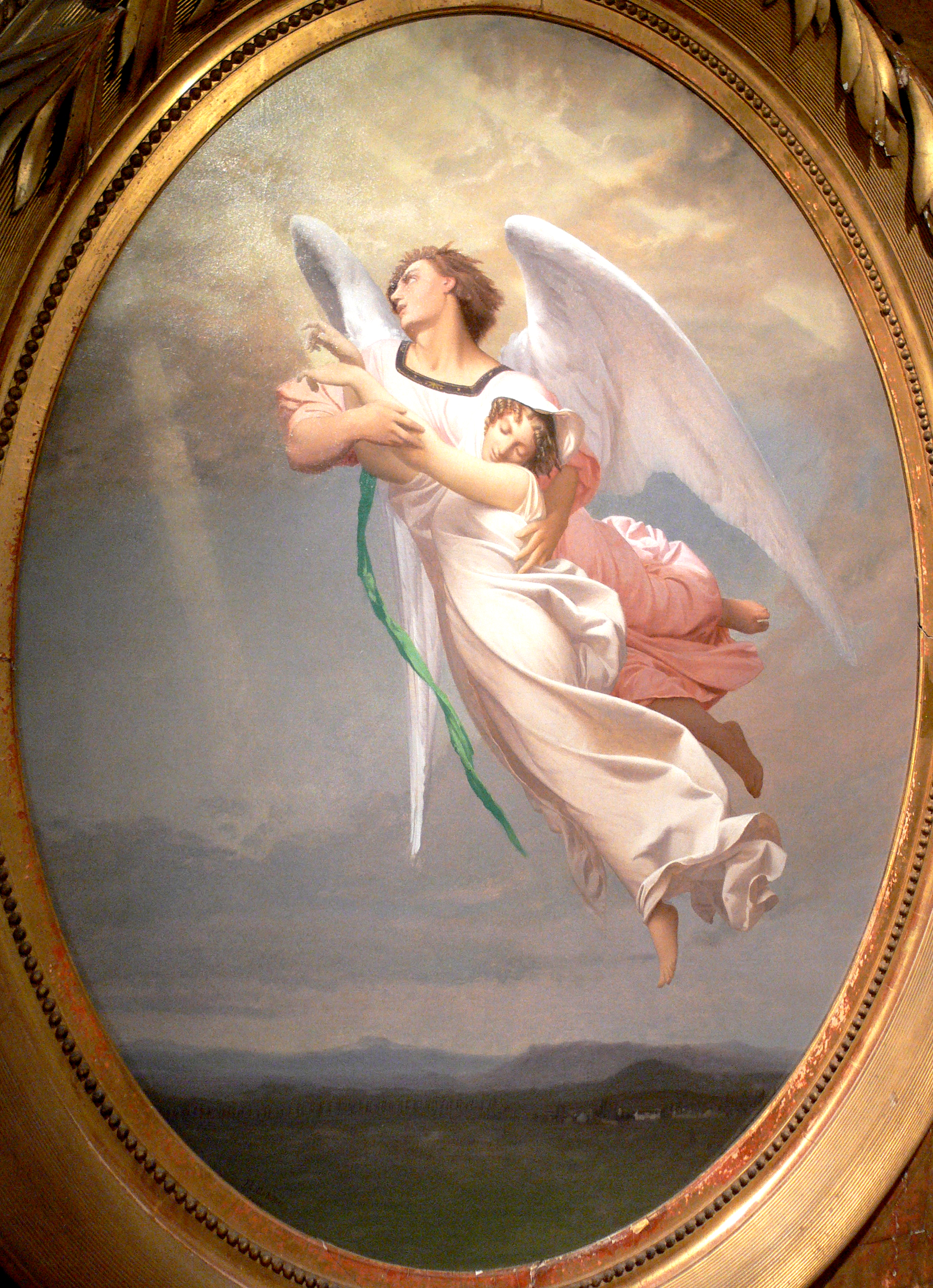
天使帶走魂魄，1853年，Musée Georges-Garret藏
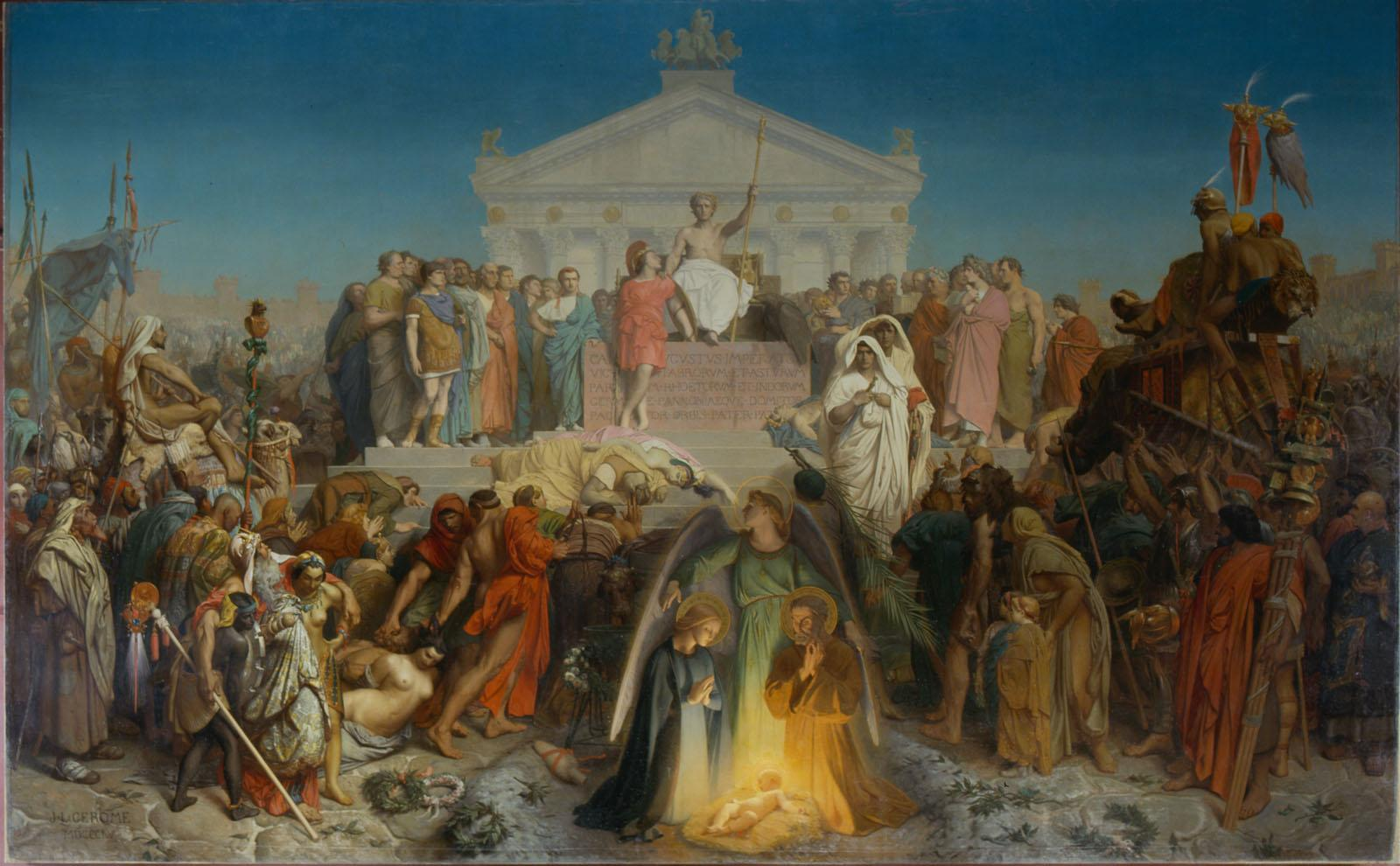
奧古斯都朝，耶穌誕生，約1854到1855年
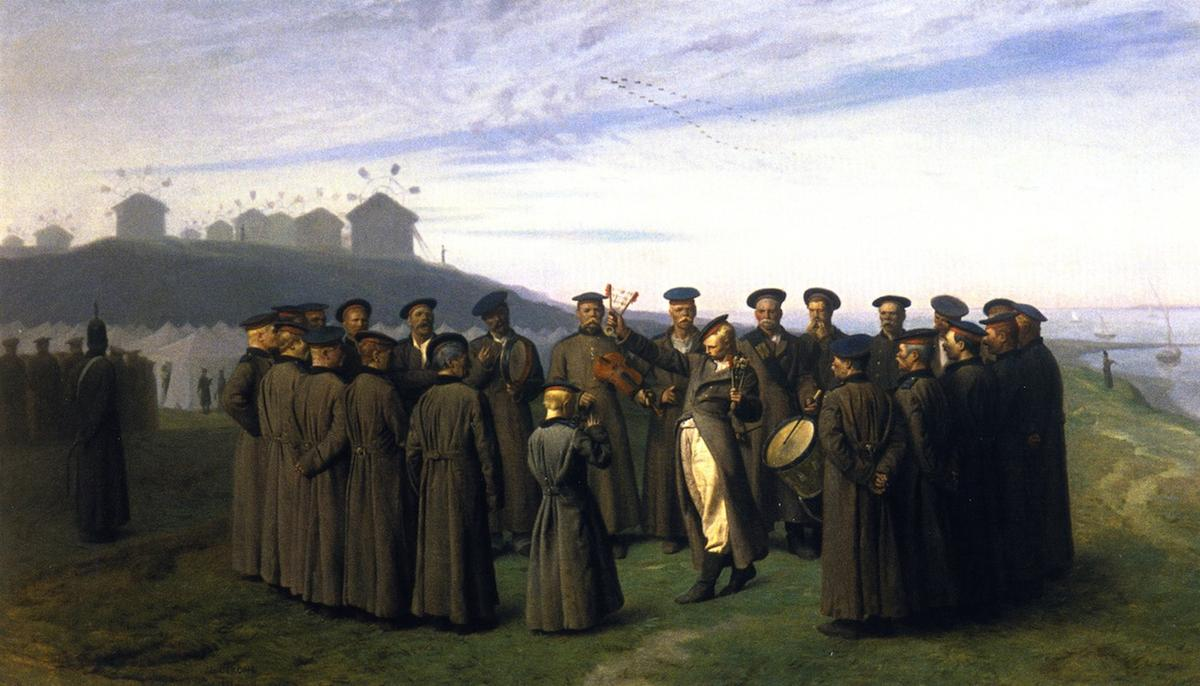
帝俄陣營的娛樂，1855年
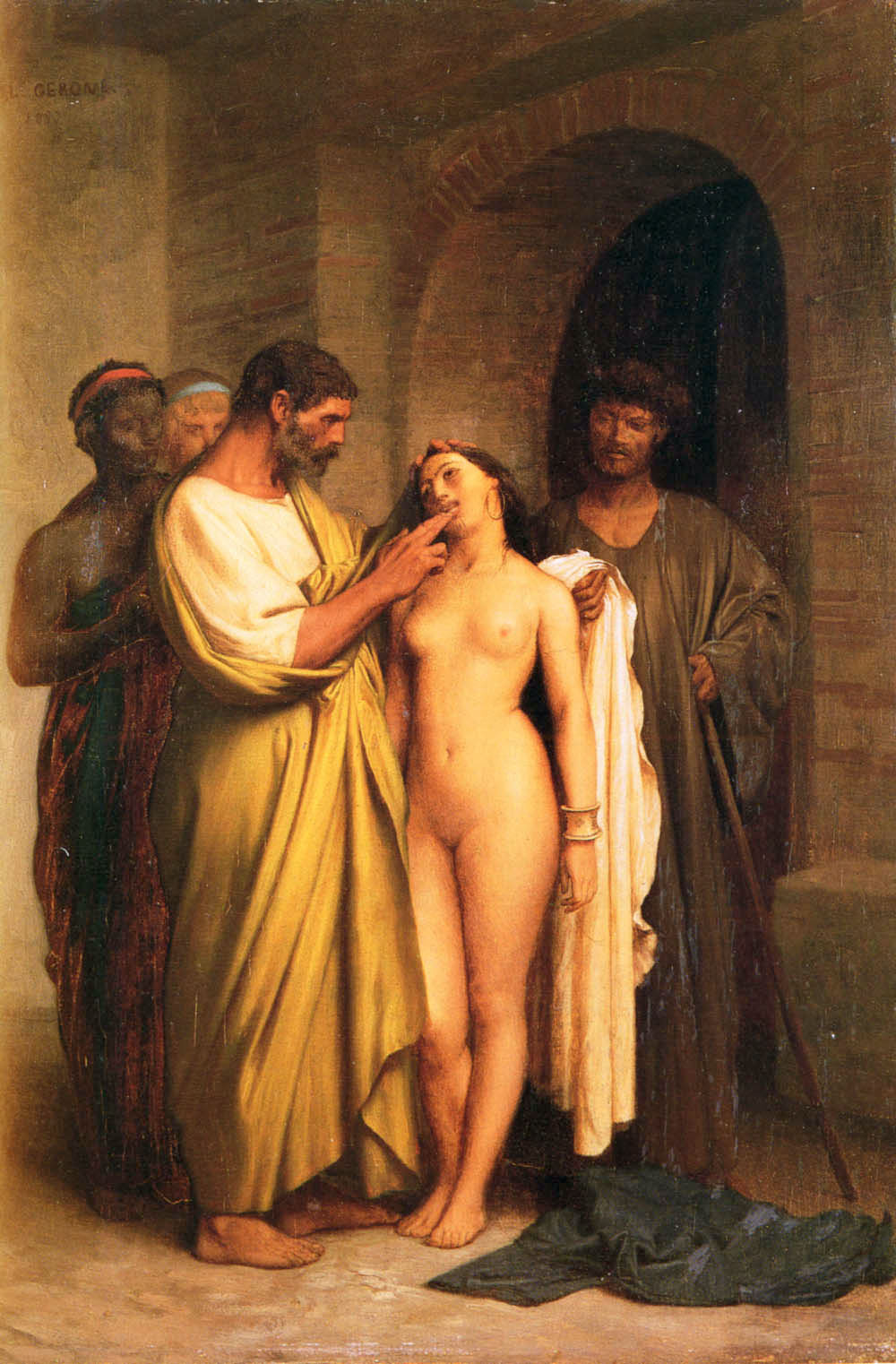
購買奴隸，1857年
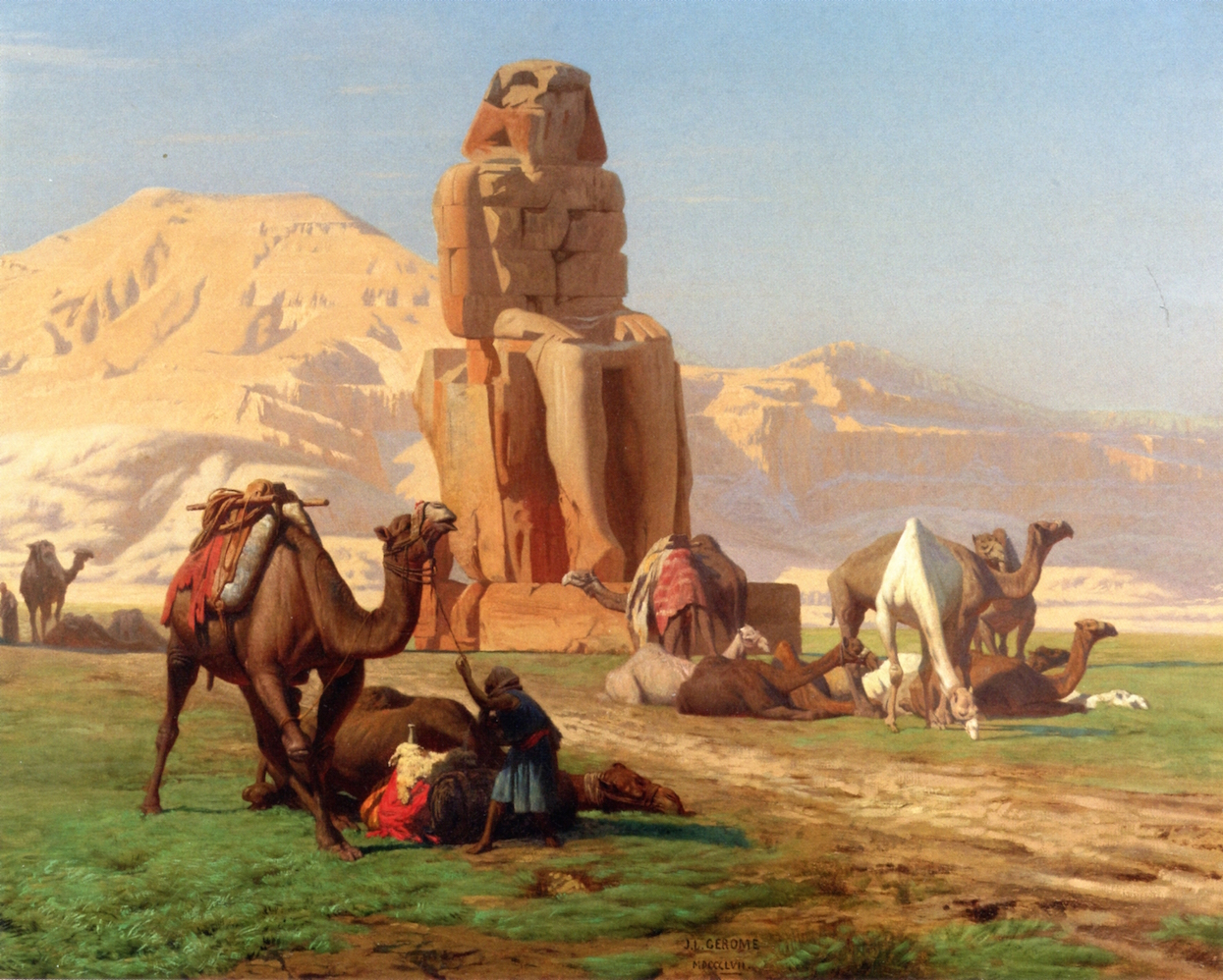
門農巨像，1857年
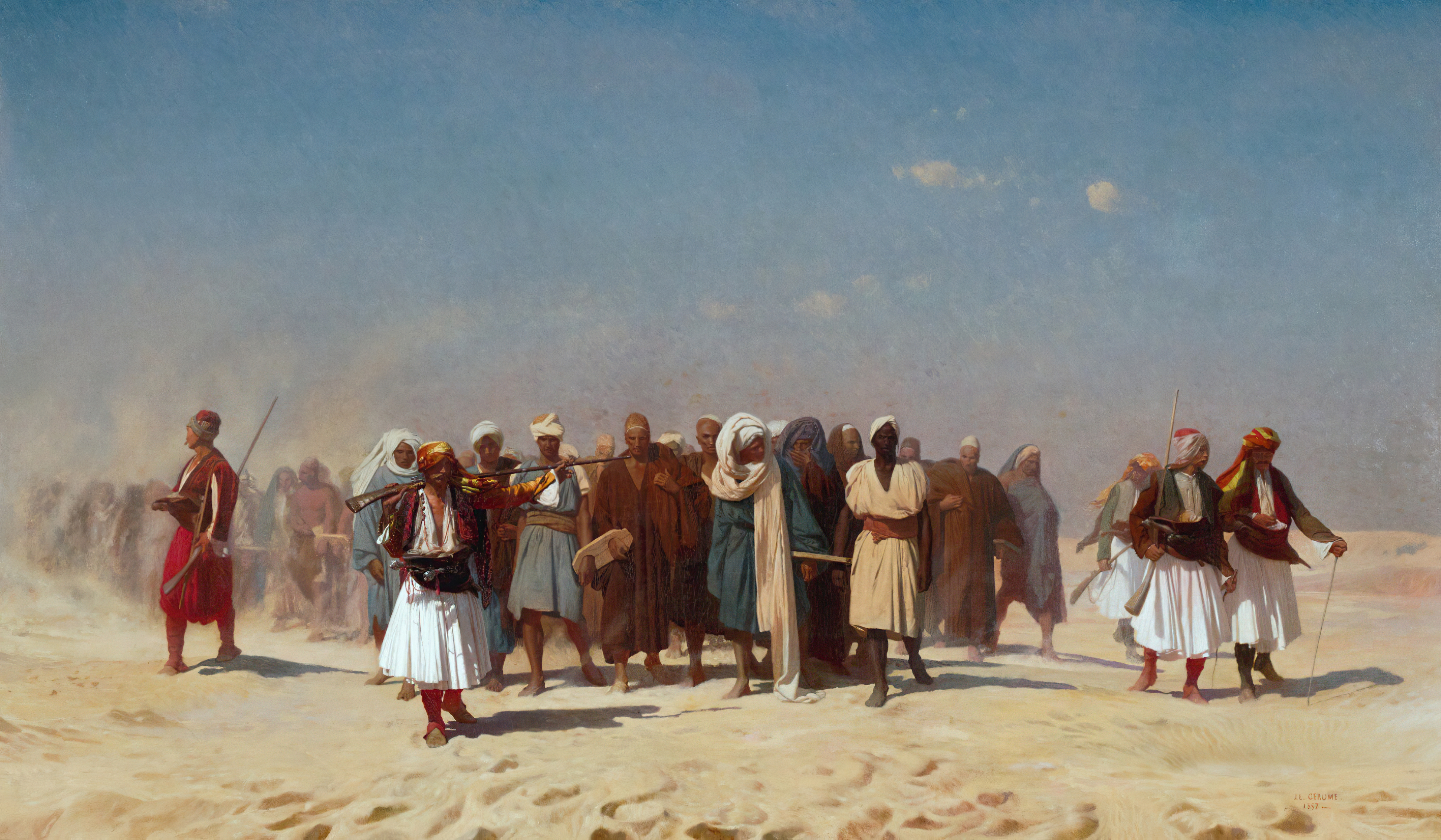
埃及新徵兵穿越沙漠，1857年
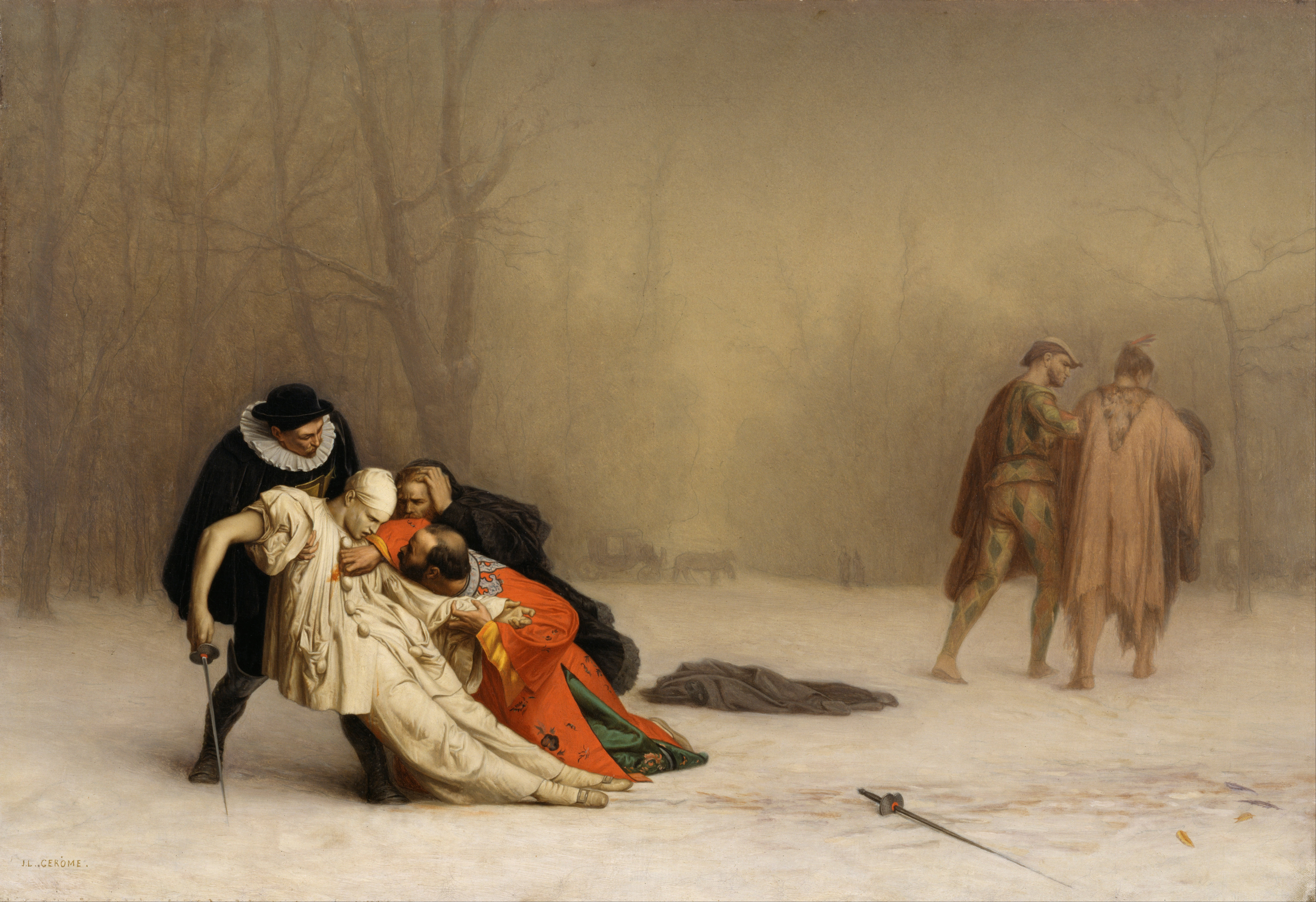
《化装舞会后的决斗》，1857到1859年
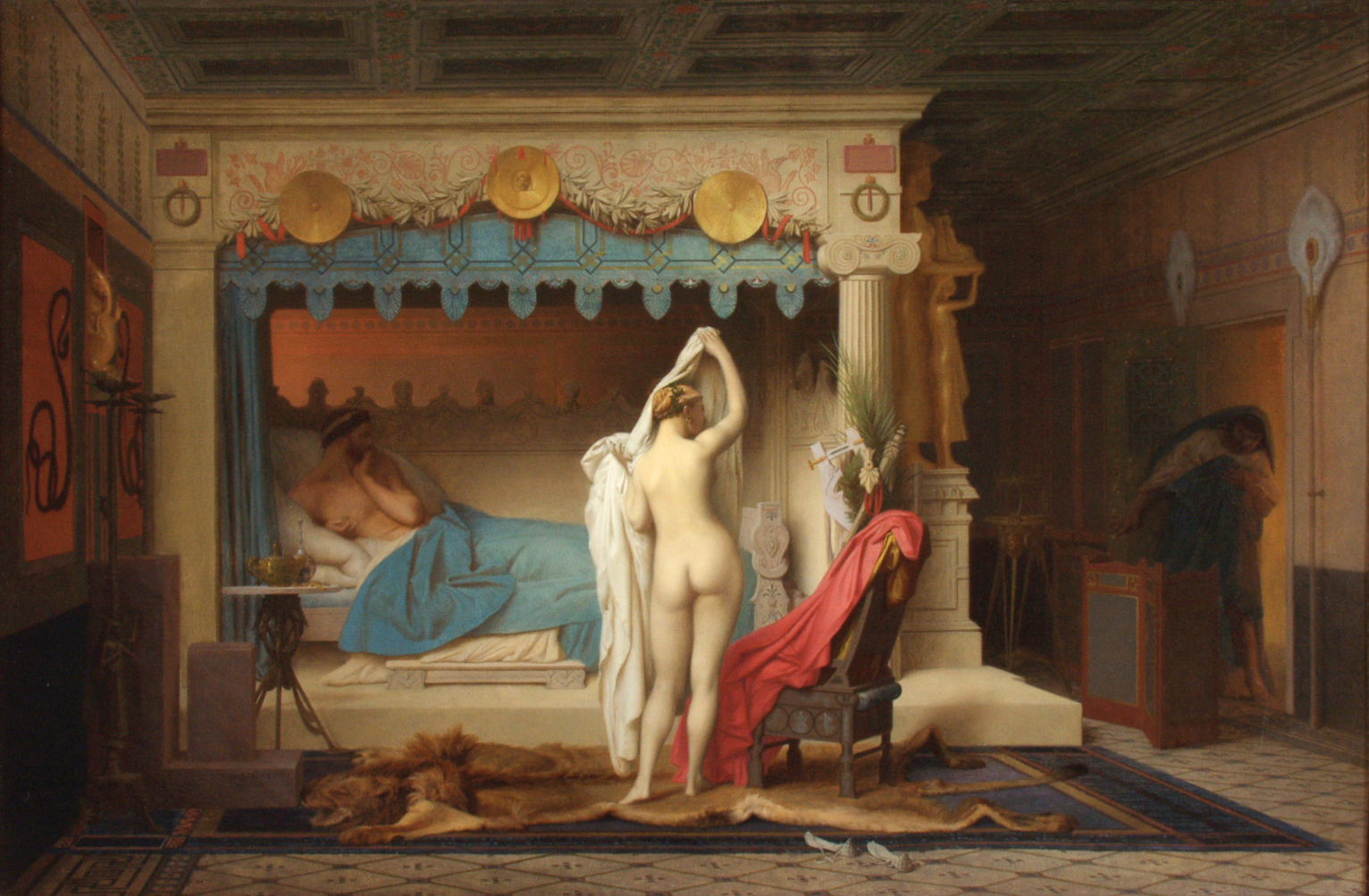
坎道列斯王，1859年
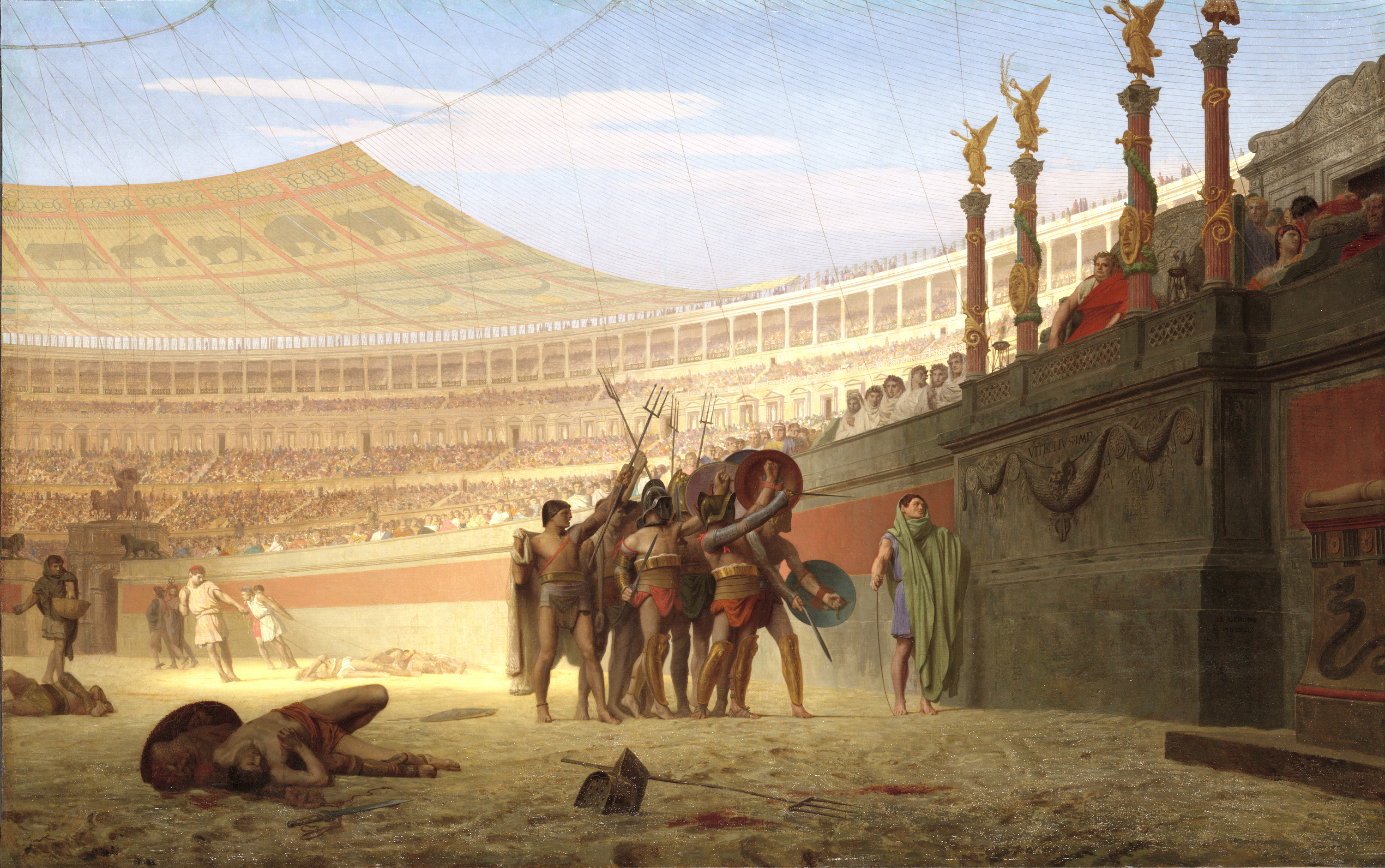
大帝啊，將赴死的戰士向您致敬，1859年，耶魯大學美術館藏
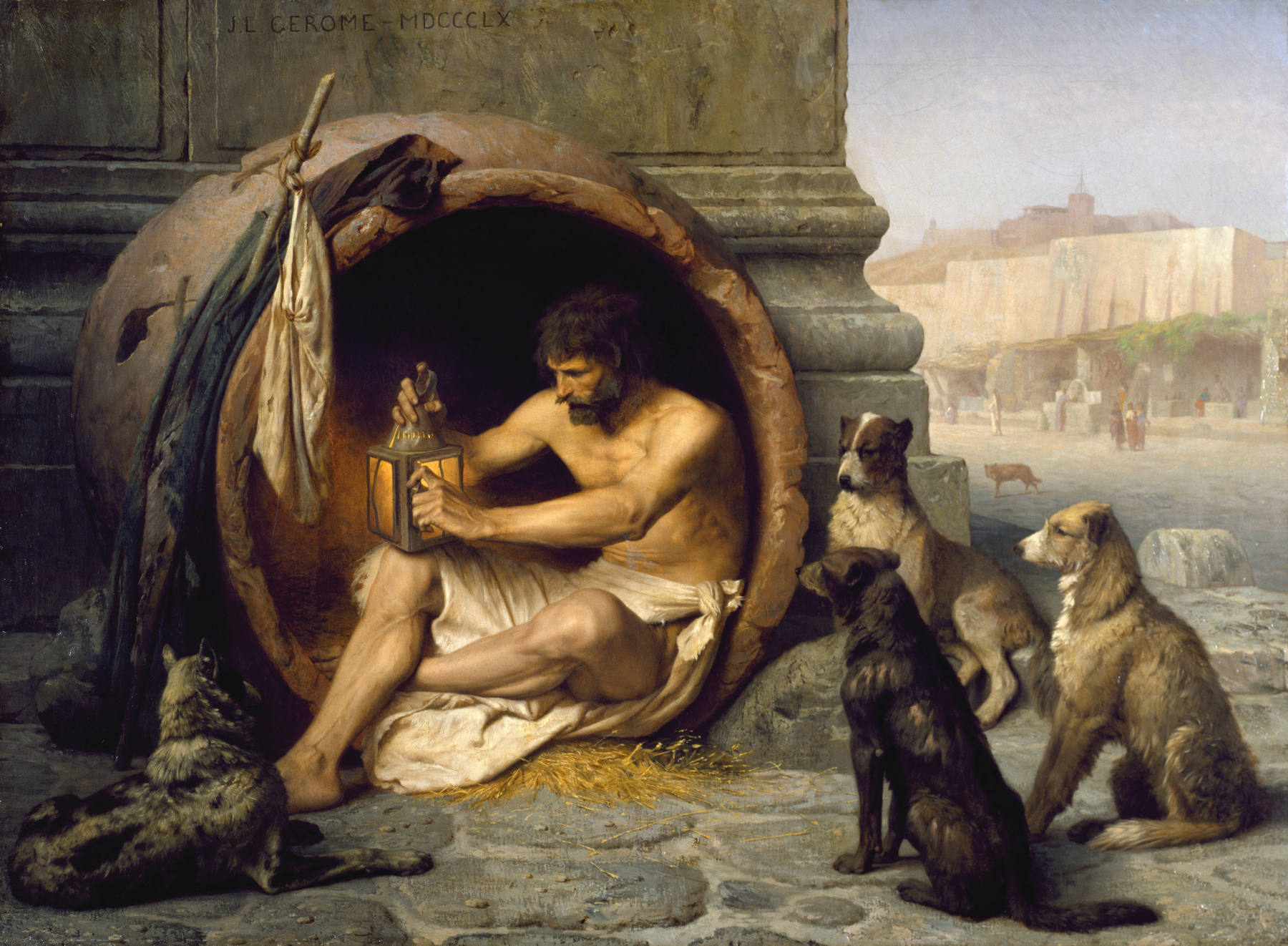
狄奥根尼，1860年
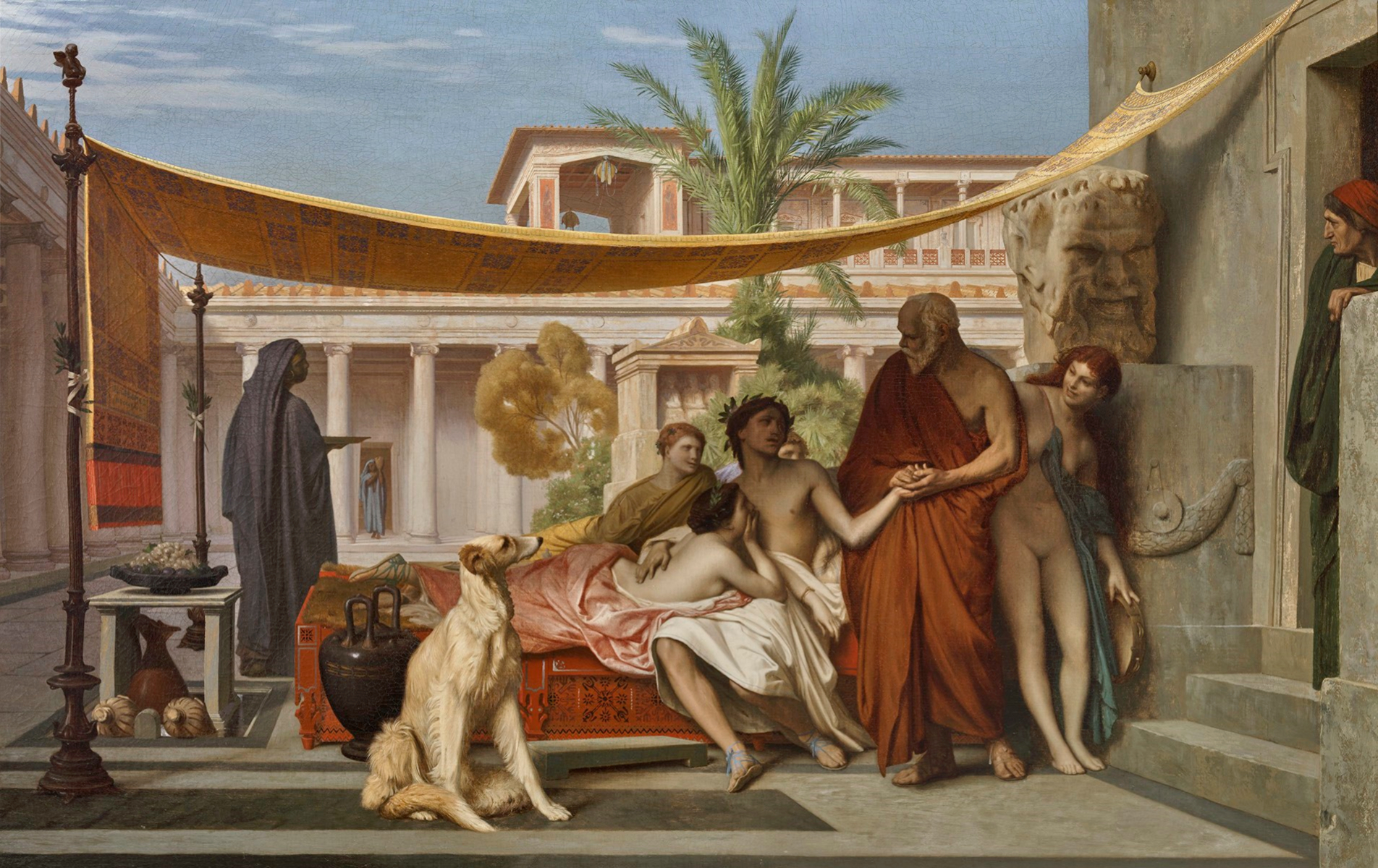
蘇格拉底在阿斯帕西亞的屋裡找到阿爾西比亞德斯，1861年
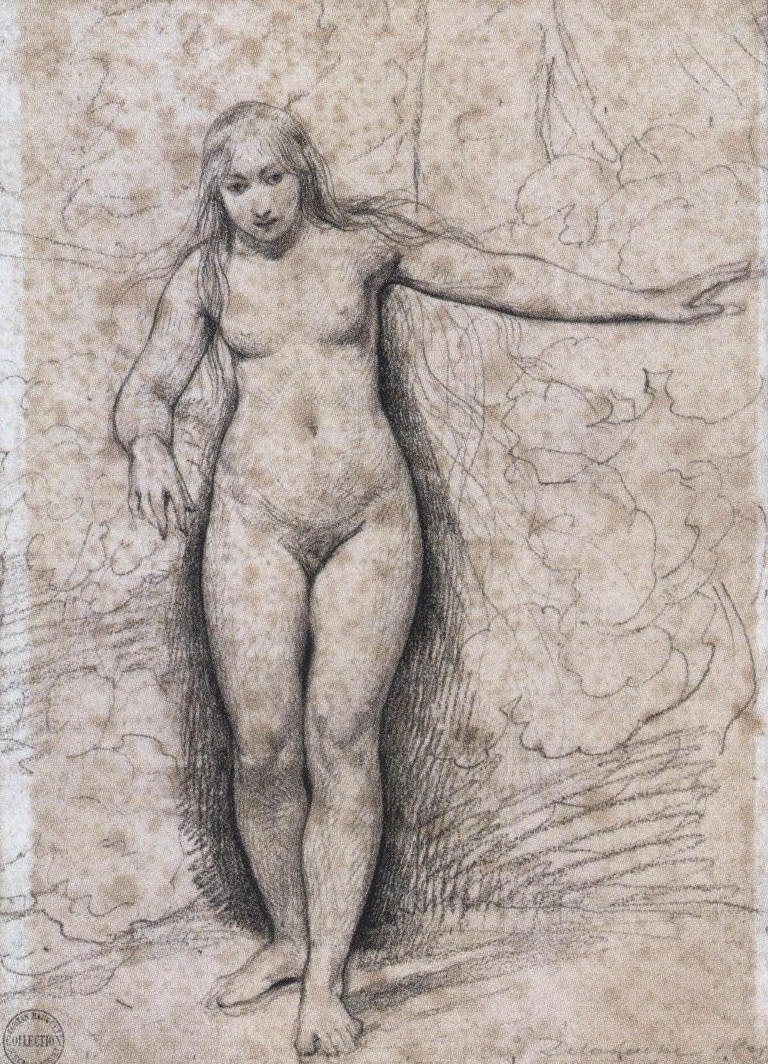
裸女習作，1861年
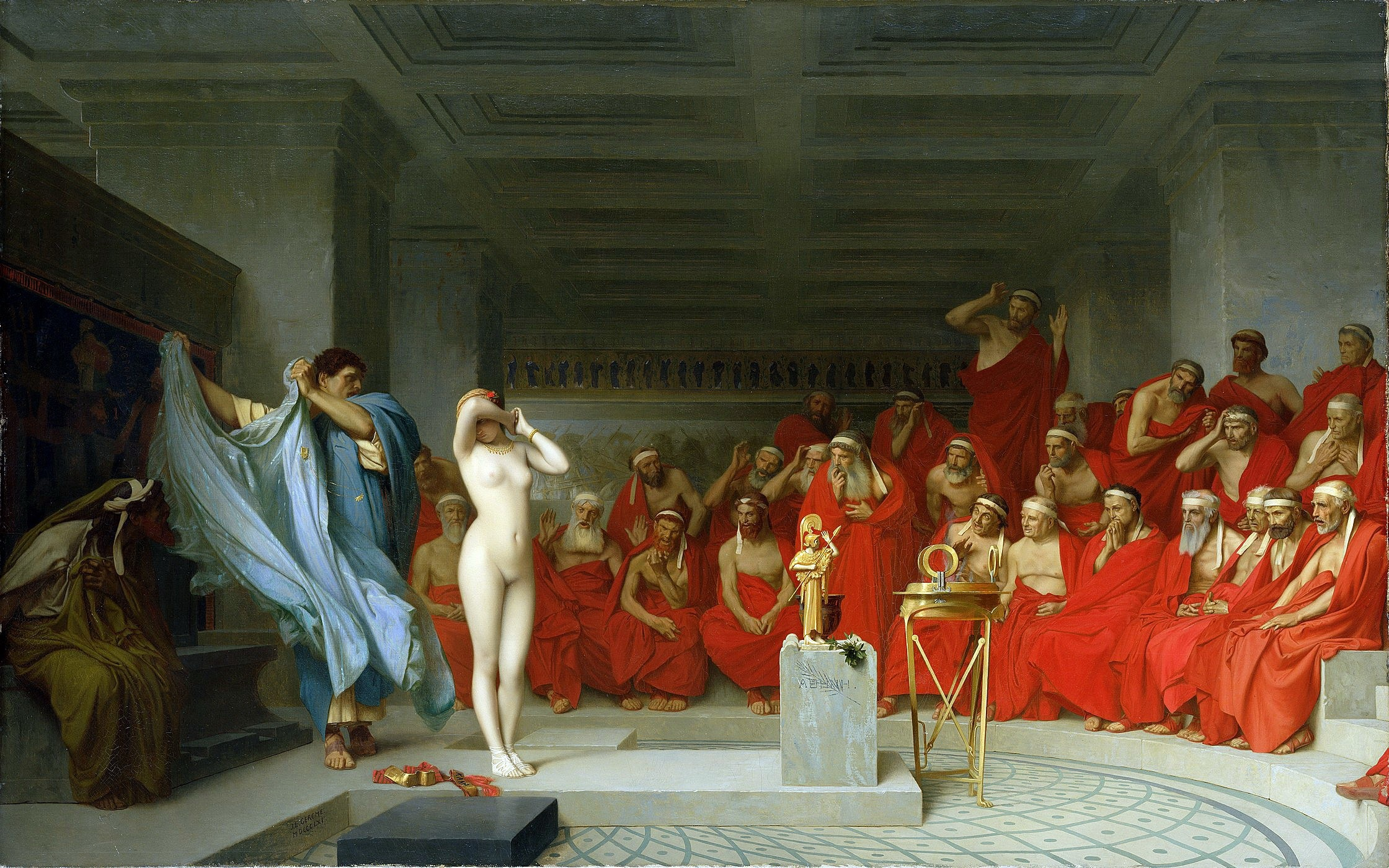
《法庭上的芙里尼》，1861年，漢堡美術館藏
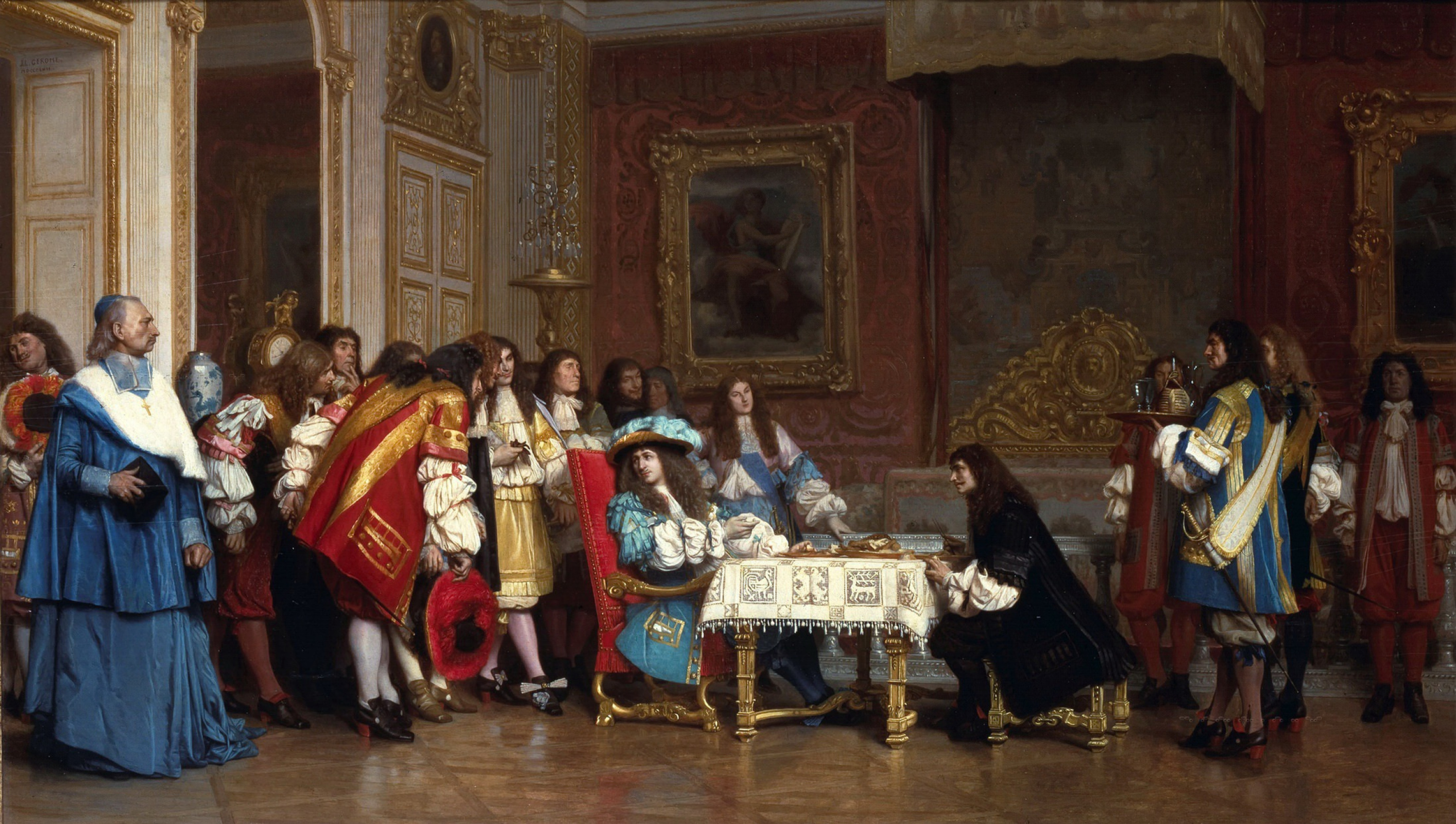
路易十四與莫里哀，1862年
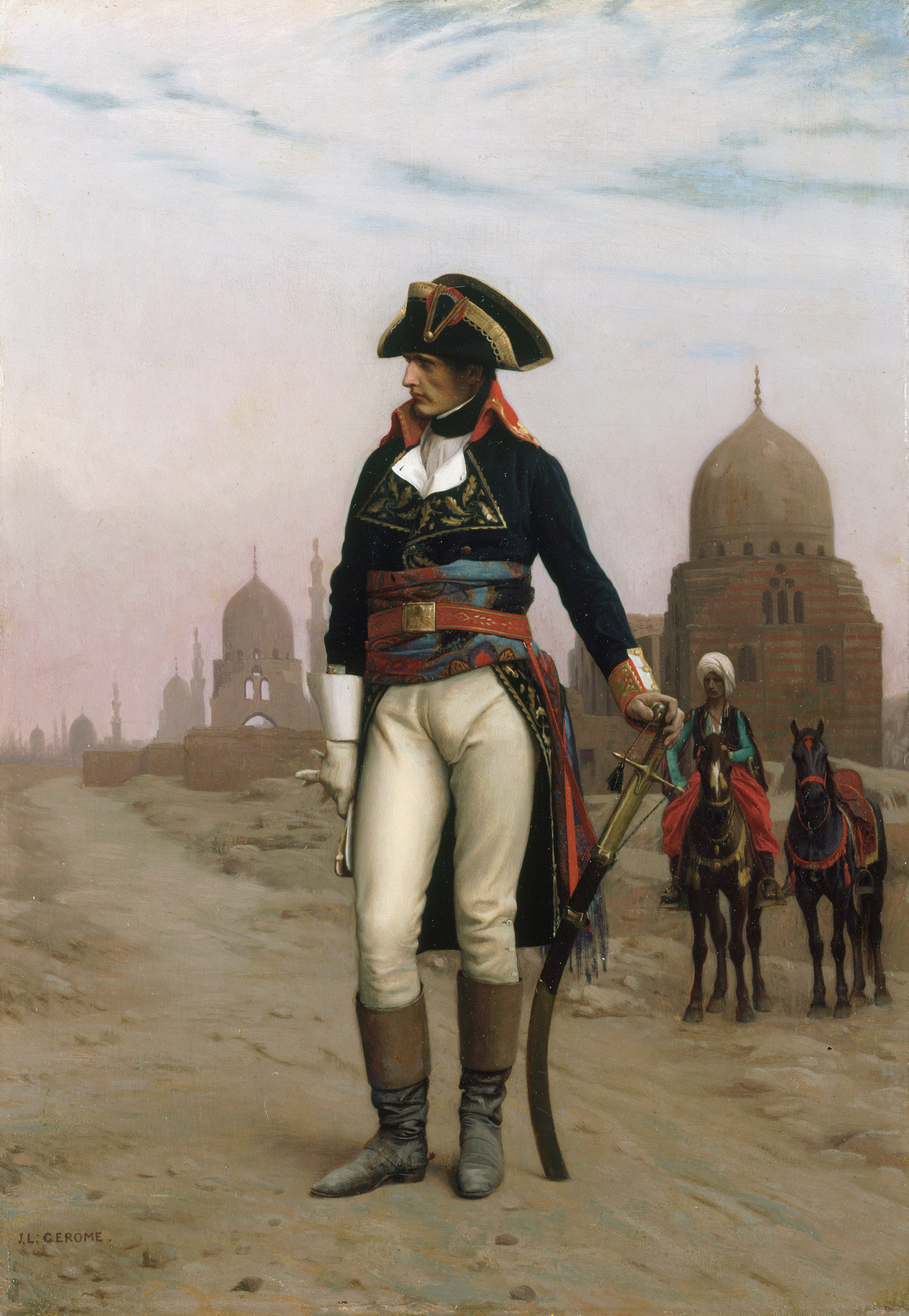
拿破崙在埃及，約1863年
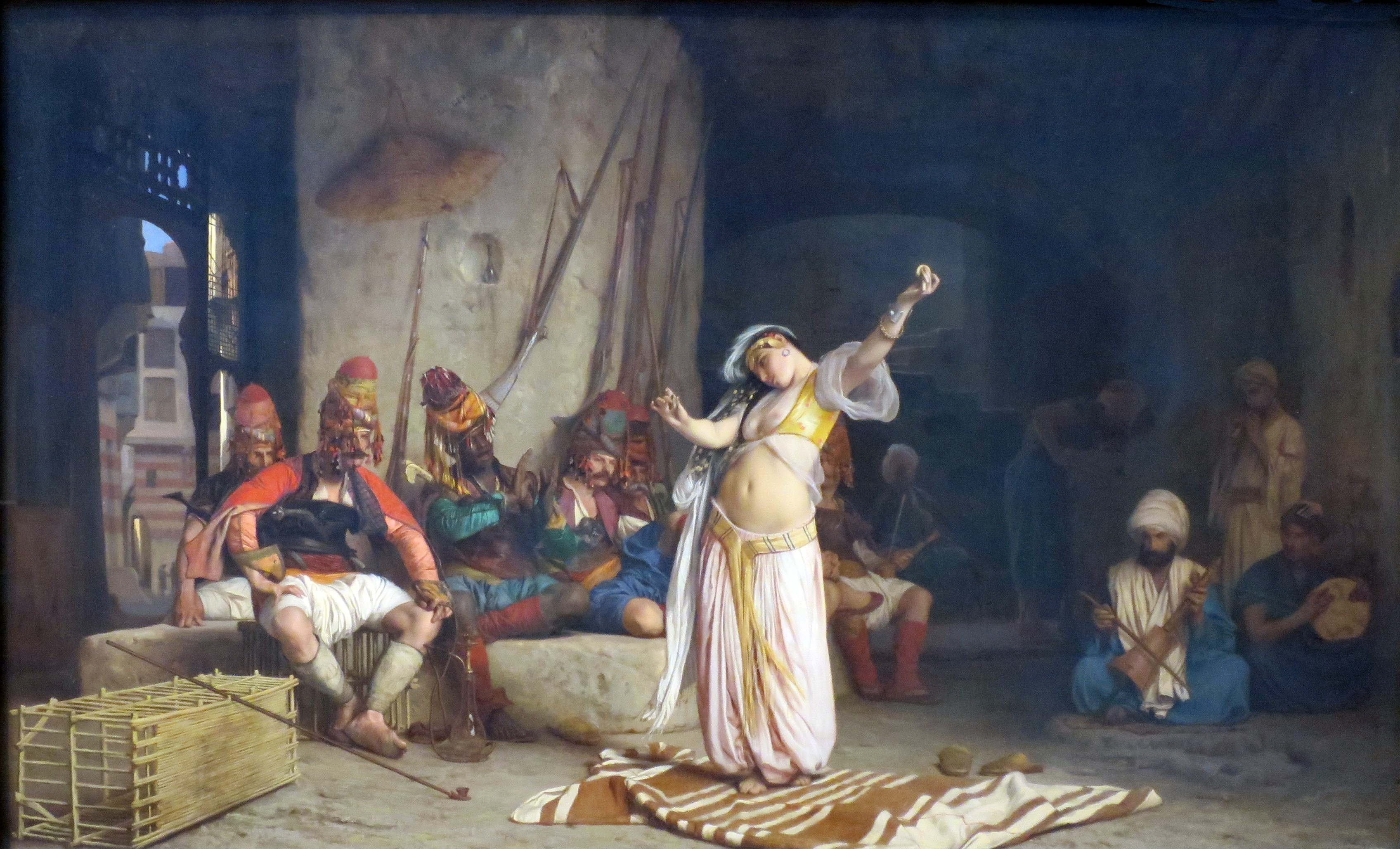
Almeh（埃及舞者）的舞蹈，1863年
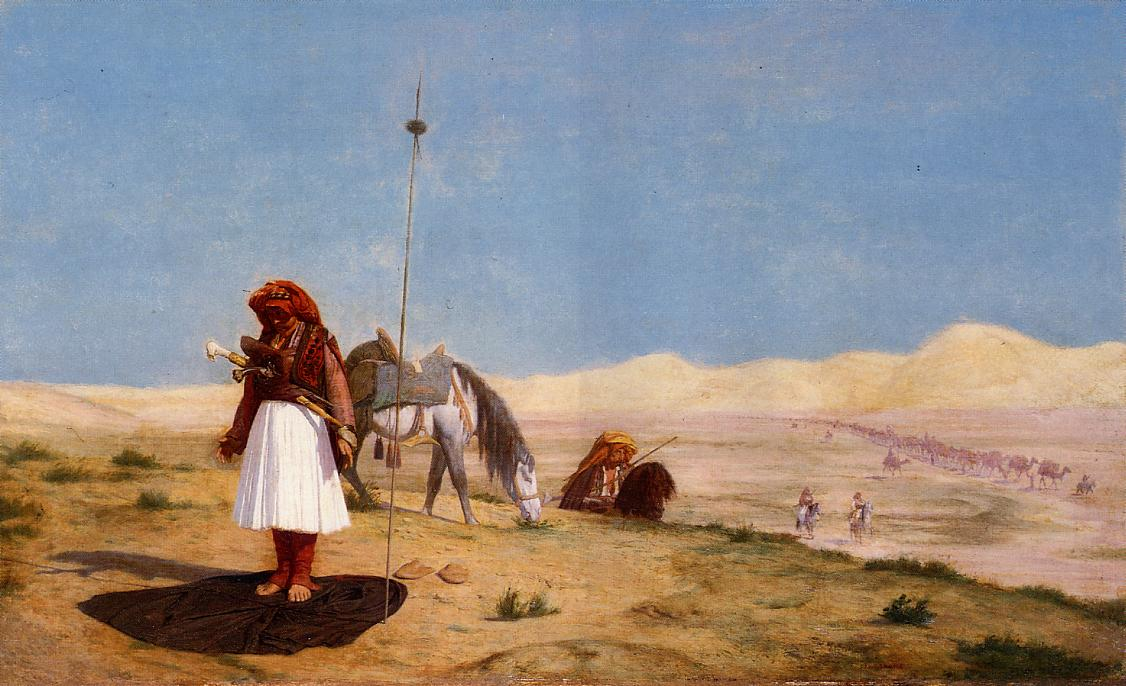
沙漠裡的祈禱者，1864年
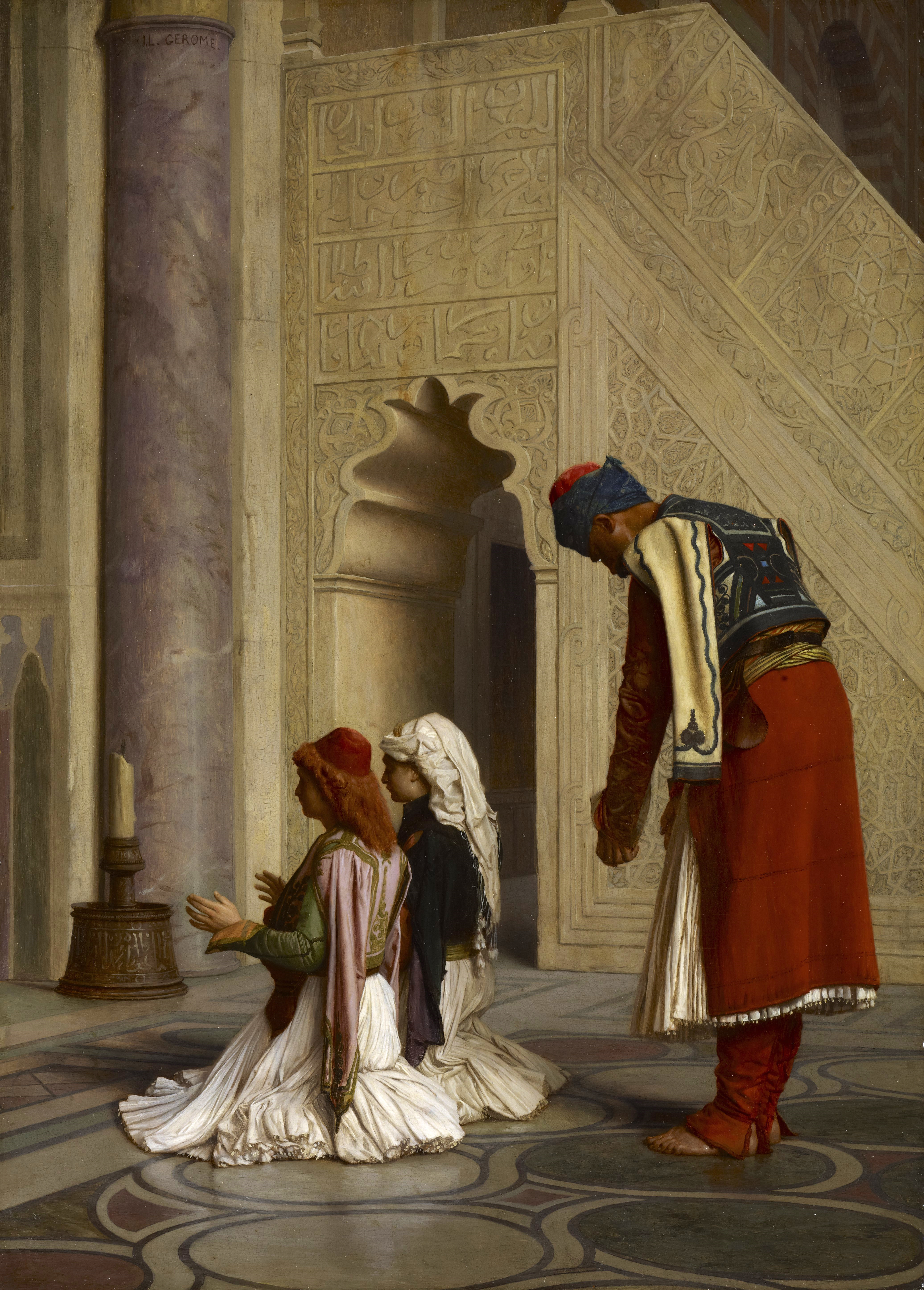
希臘年輕人在清真寺（改宗伊斯蘭），1865年
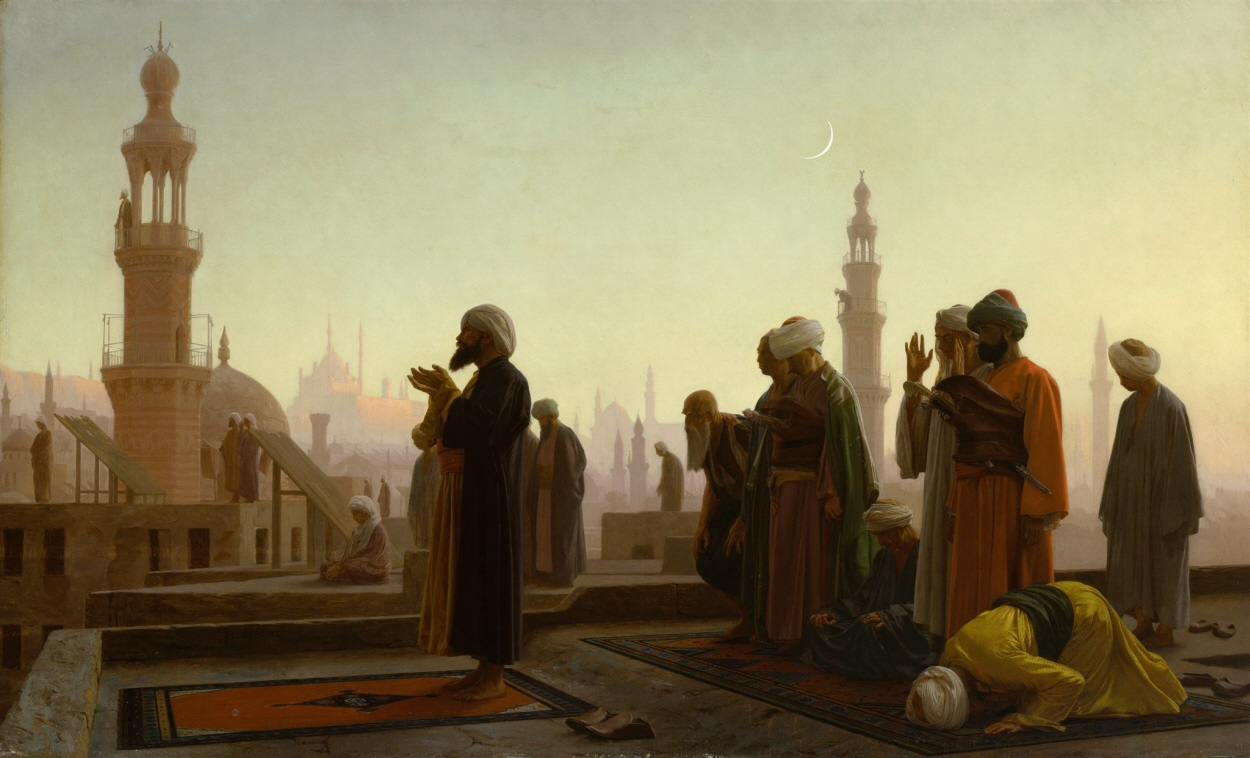
開羅的祈禱者，1865年，漢堡美術館藏
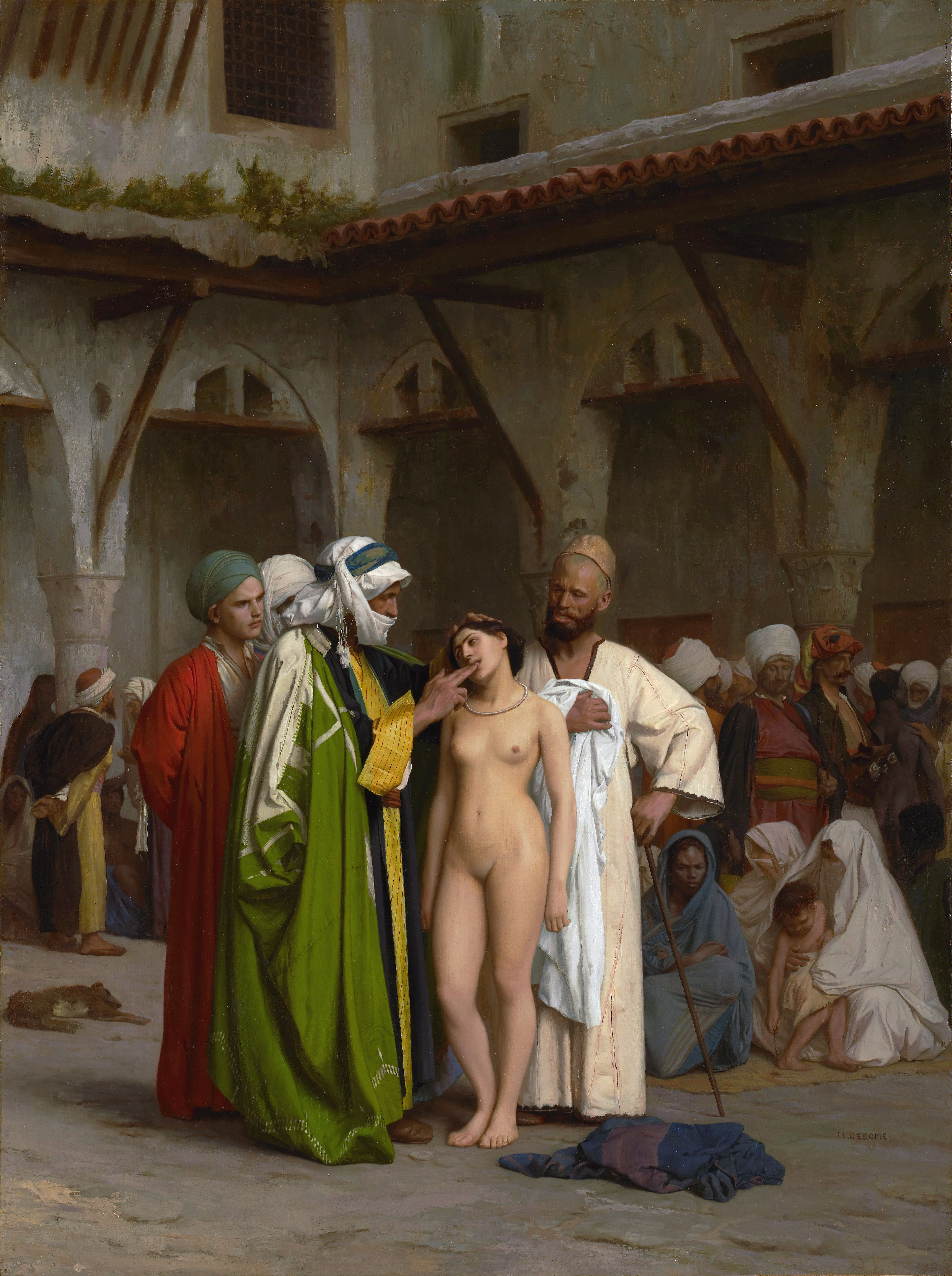
《奴隶市场》，1866年，克拉克藝術中心藏
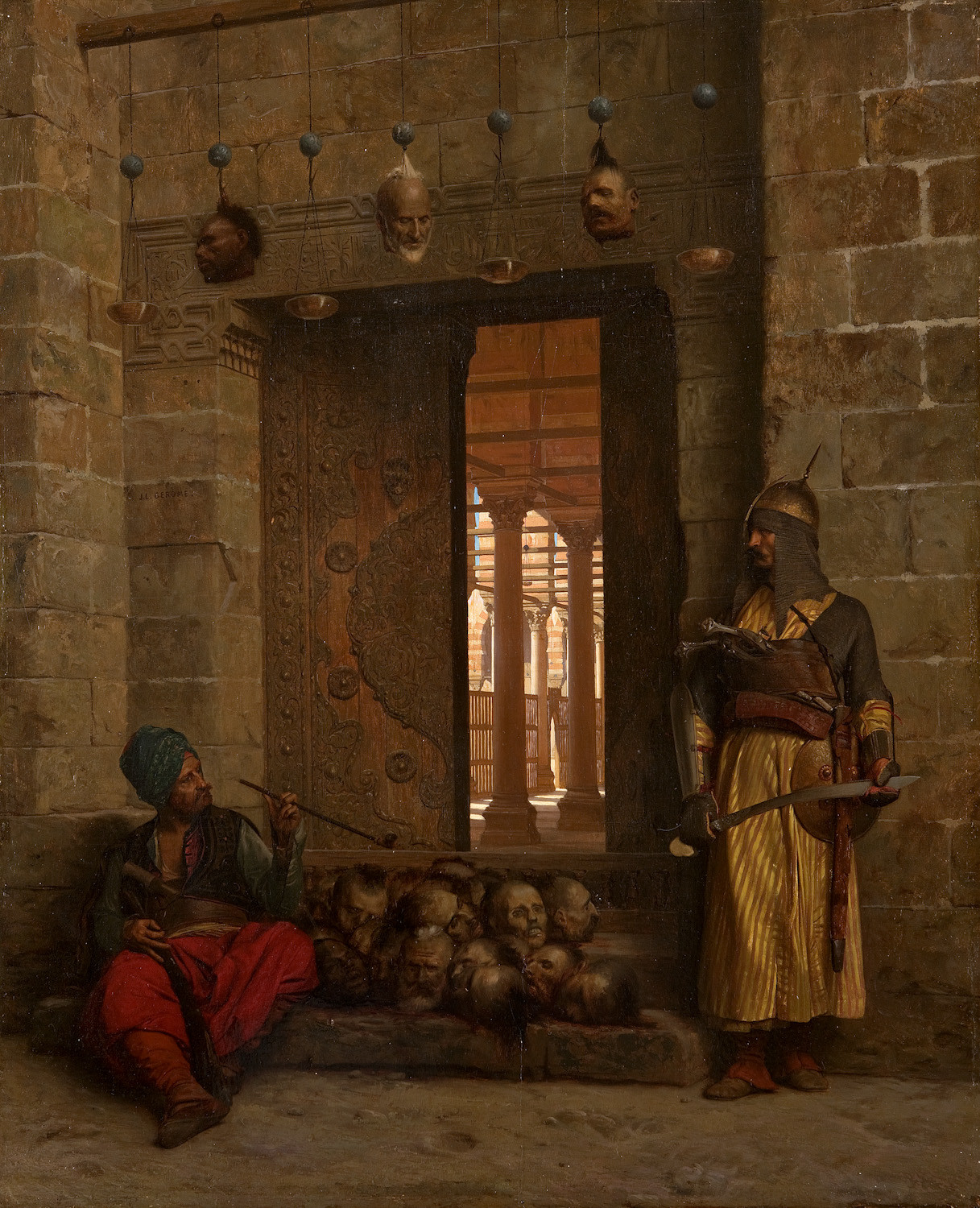
開羅哈薩寧清真寺的大門，掛著反叛者的頭顱，1866年
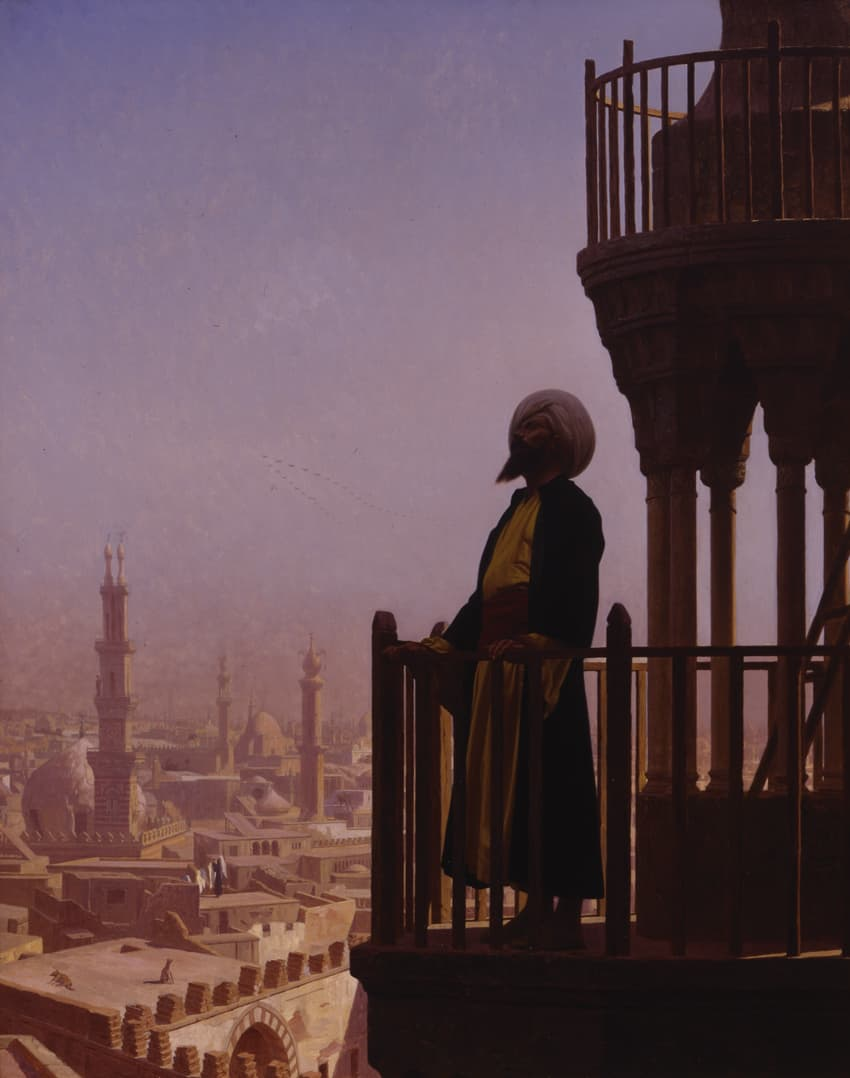
穆安津（即宣禮員），1866年
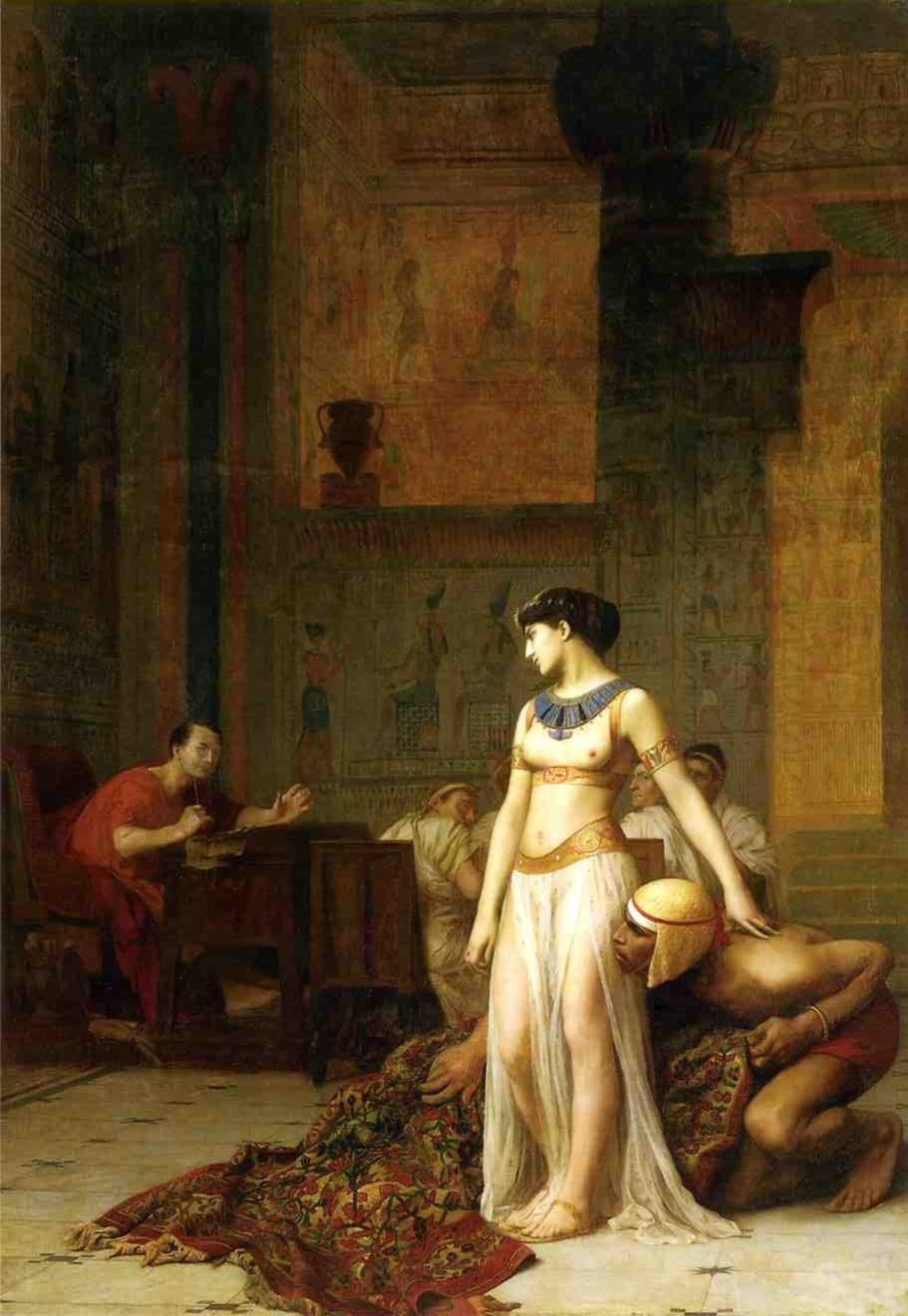
《克娄巴特拉与凯撒》，1866年
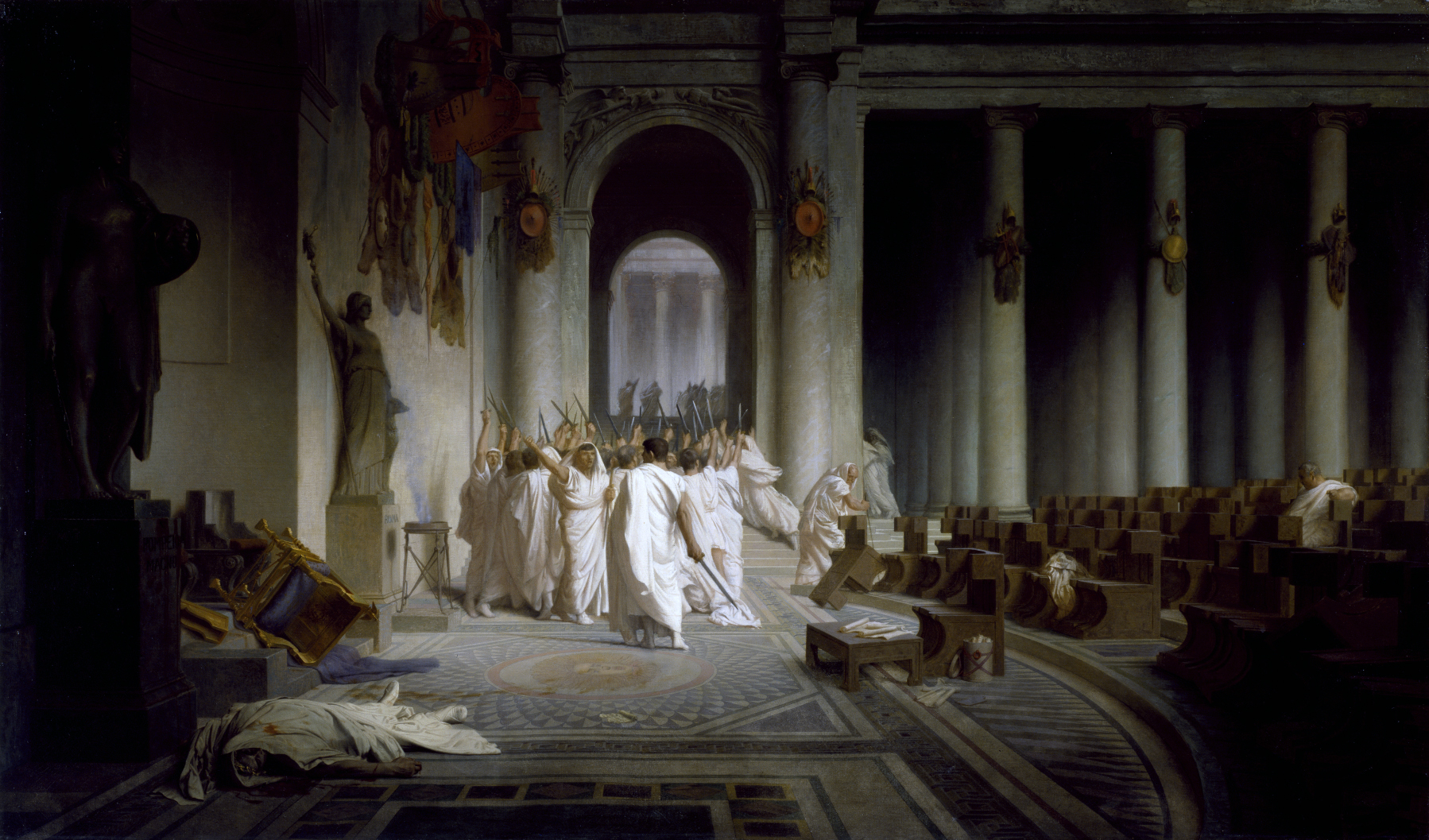
《凯撒之死》，1866到1867年，Walters Art Museum藏
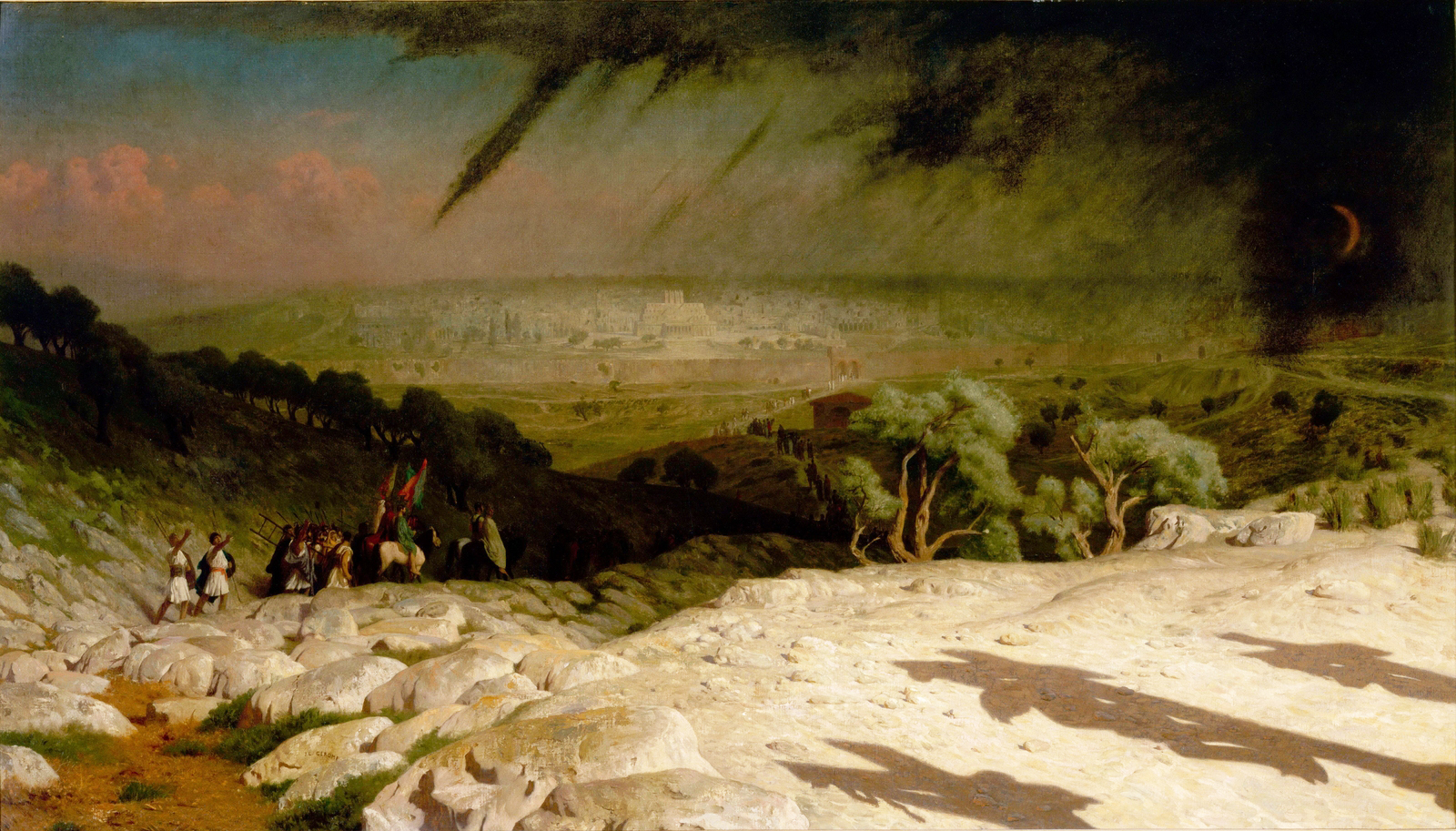
《完成了》，1867年
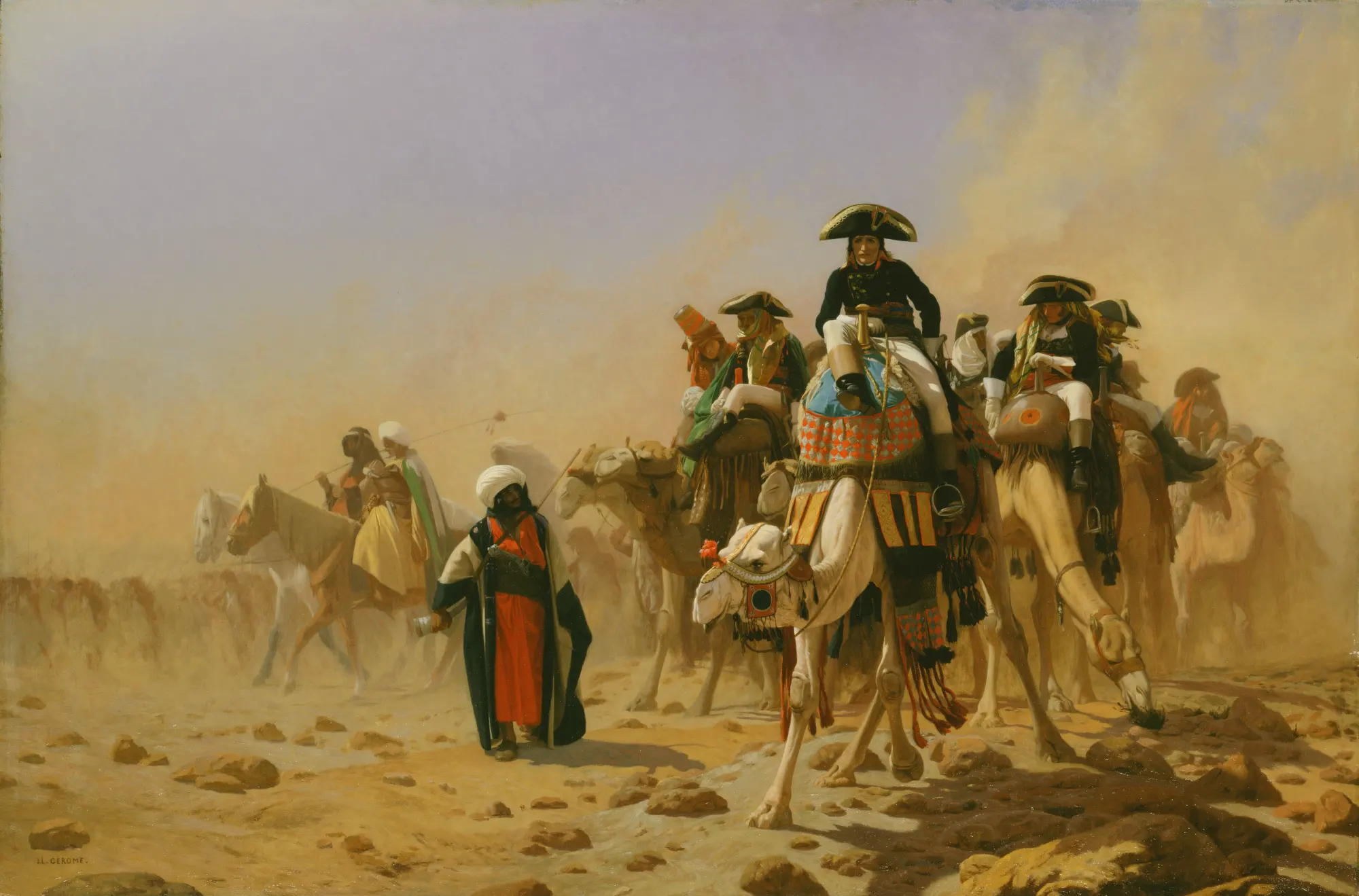
拿破崙與他的軍隊在埃及，約1867年
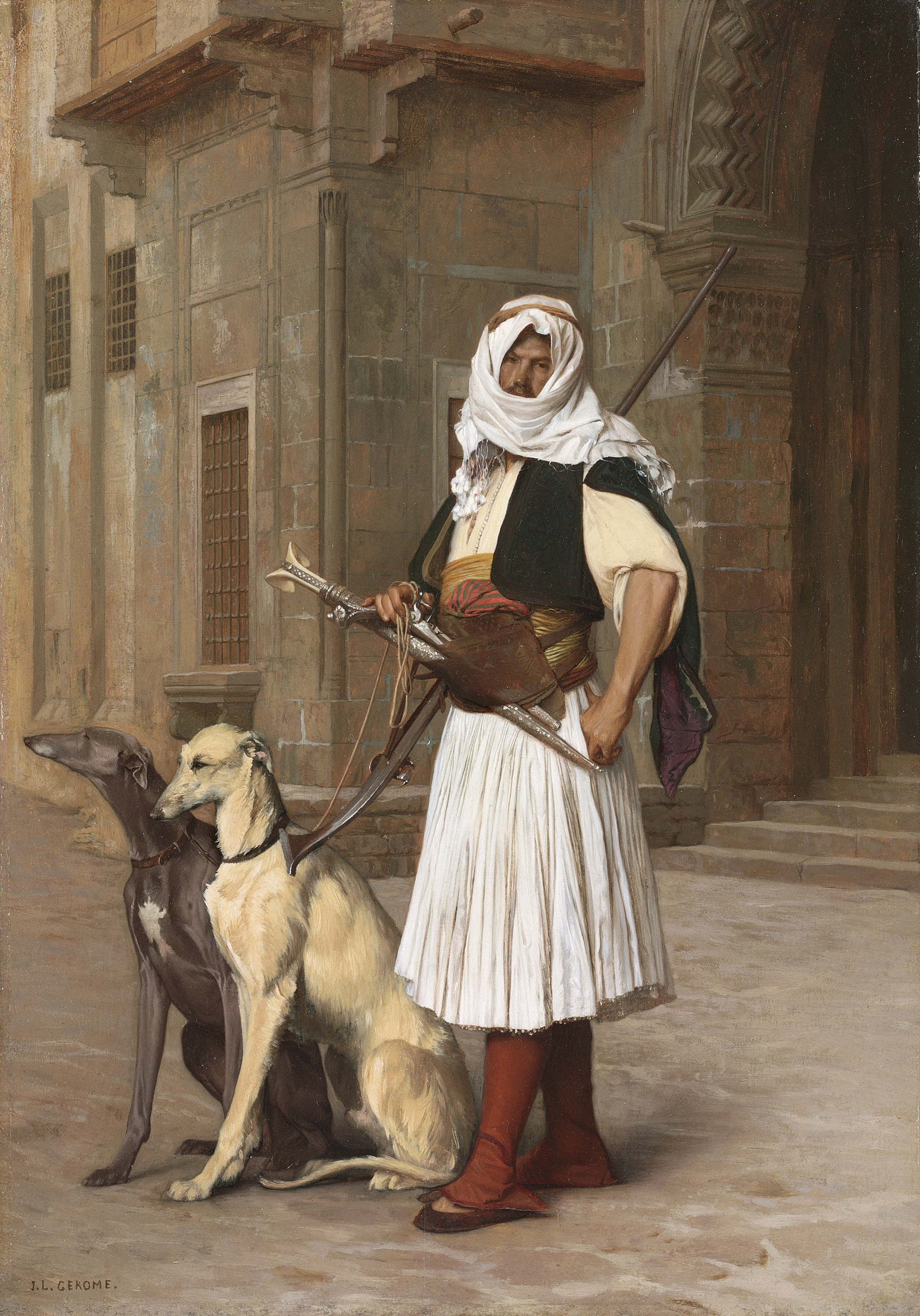
阿瑙德（阿爾巴尼亞人）與兩隻惠比特犬，1867年
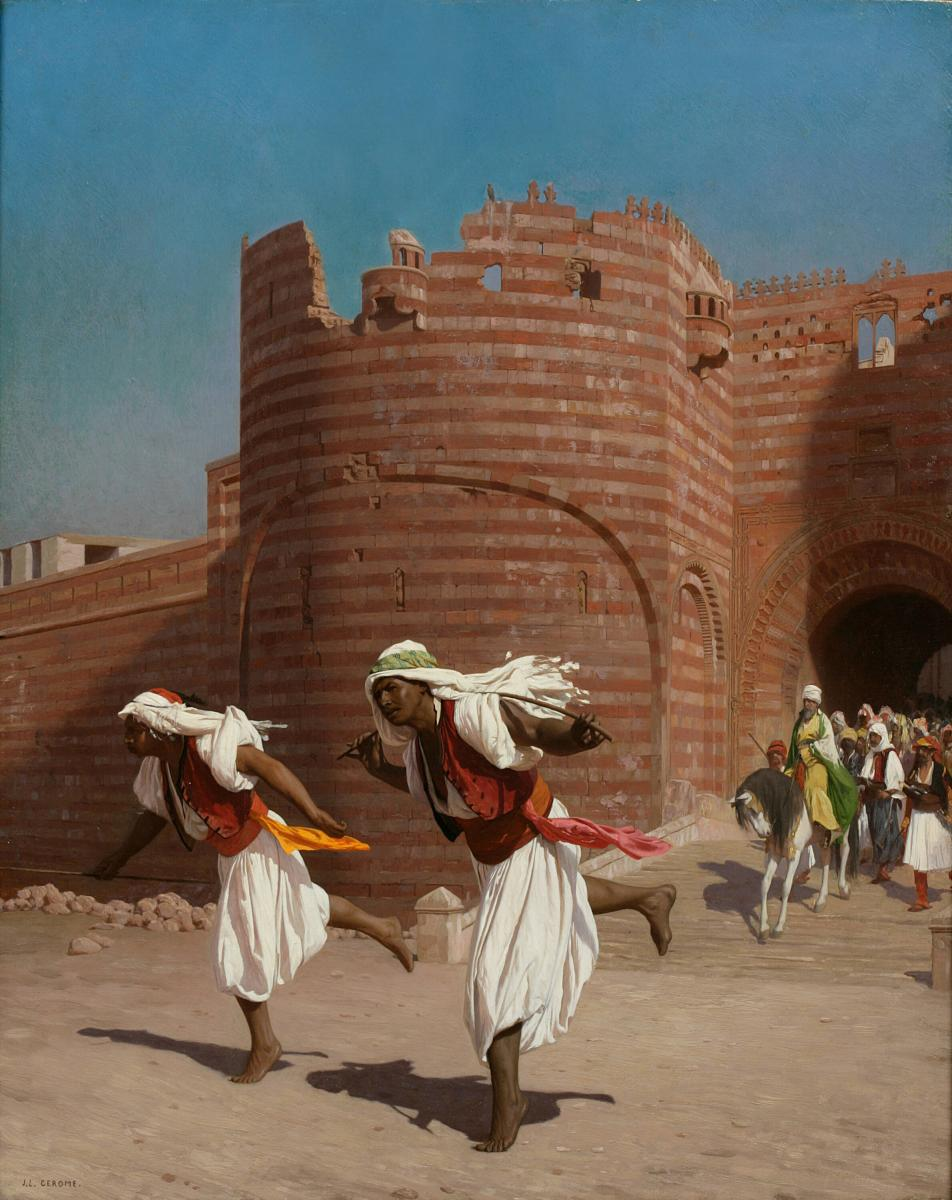
帕夏的信差，1867年
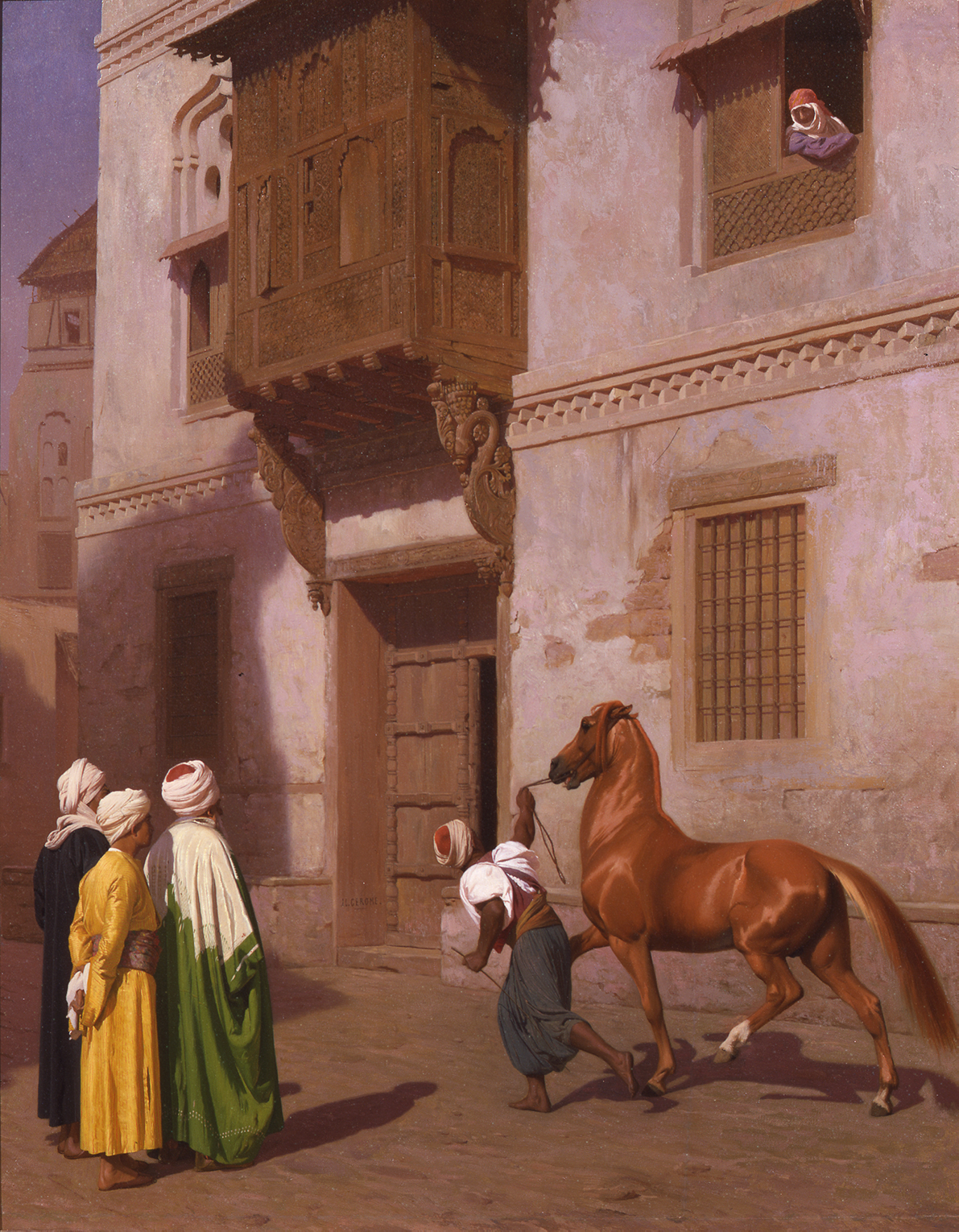
馬市，1867年，Haggin Museum藏
所羅門西牆，1867年
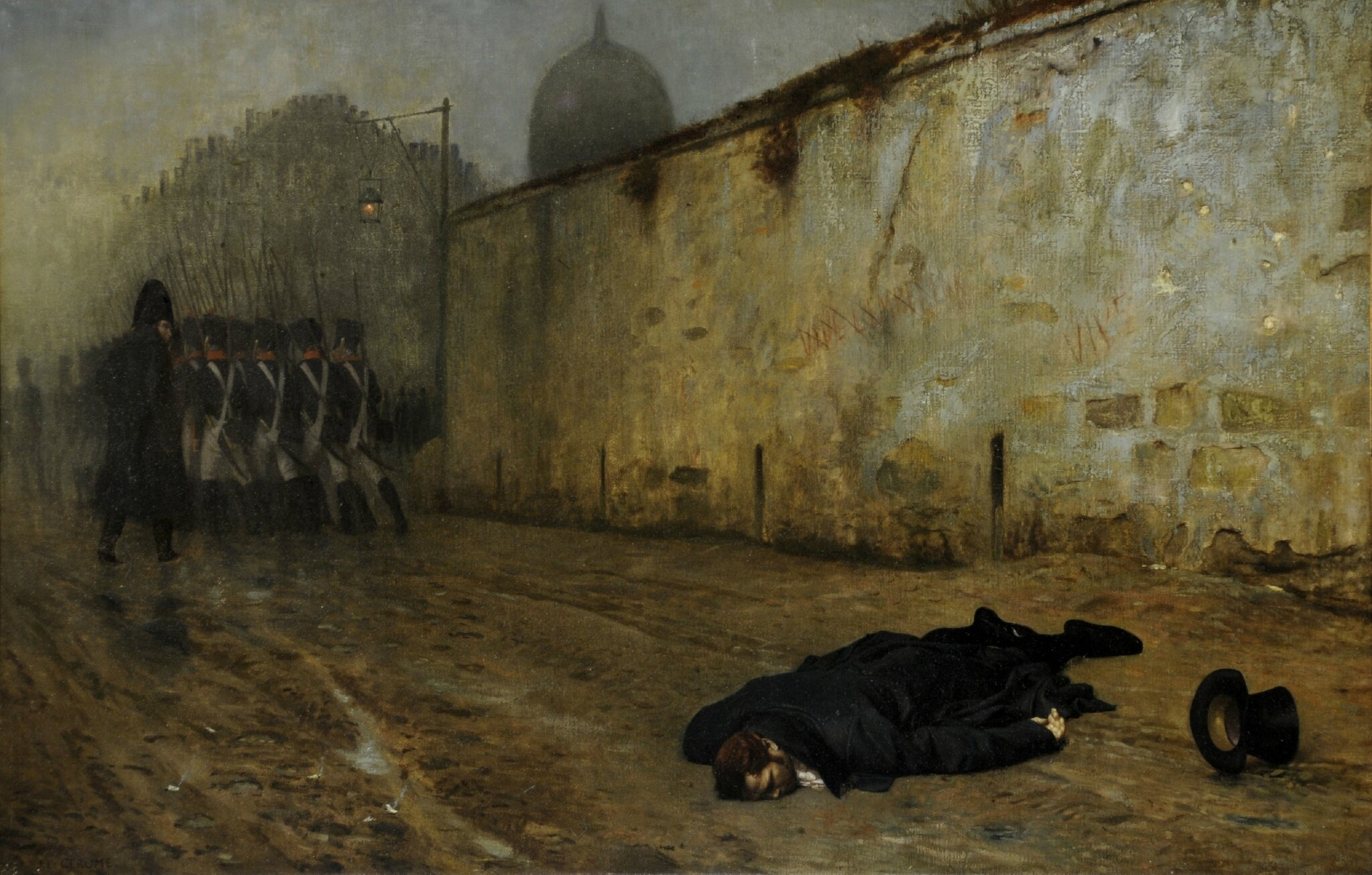
《处决内伊元帅》，1868年
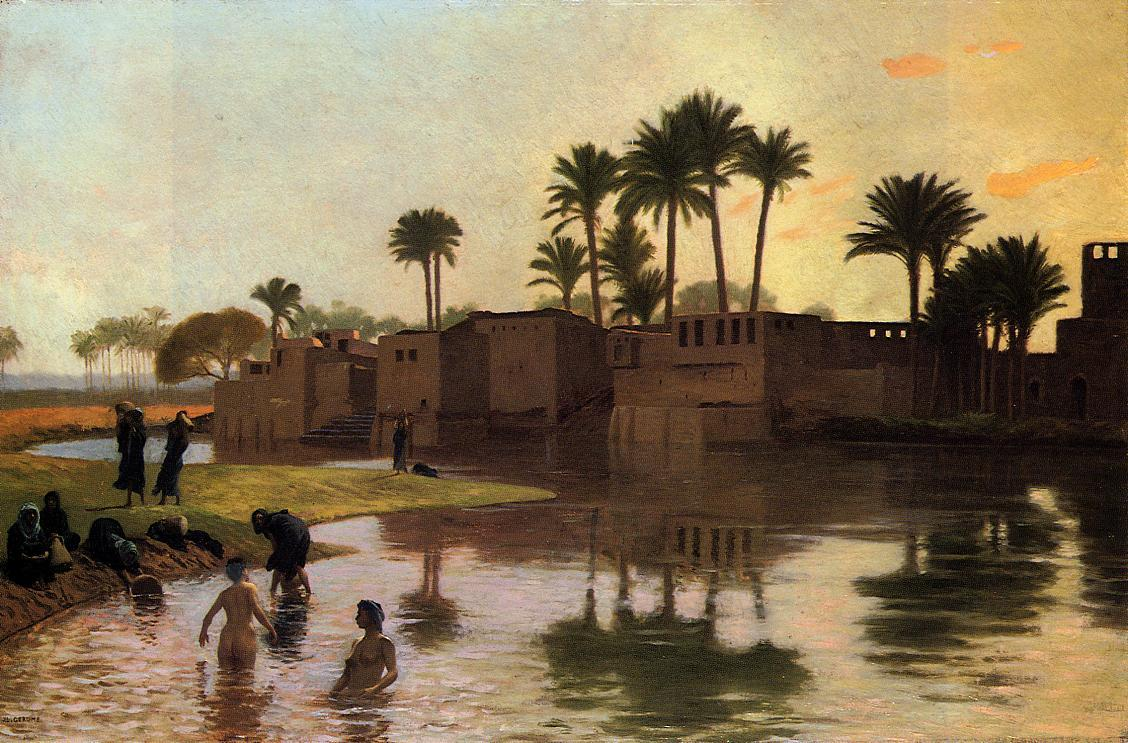
河邊的浴者，日期不明
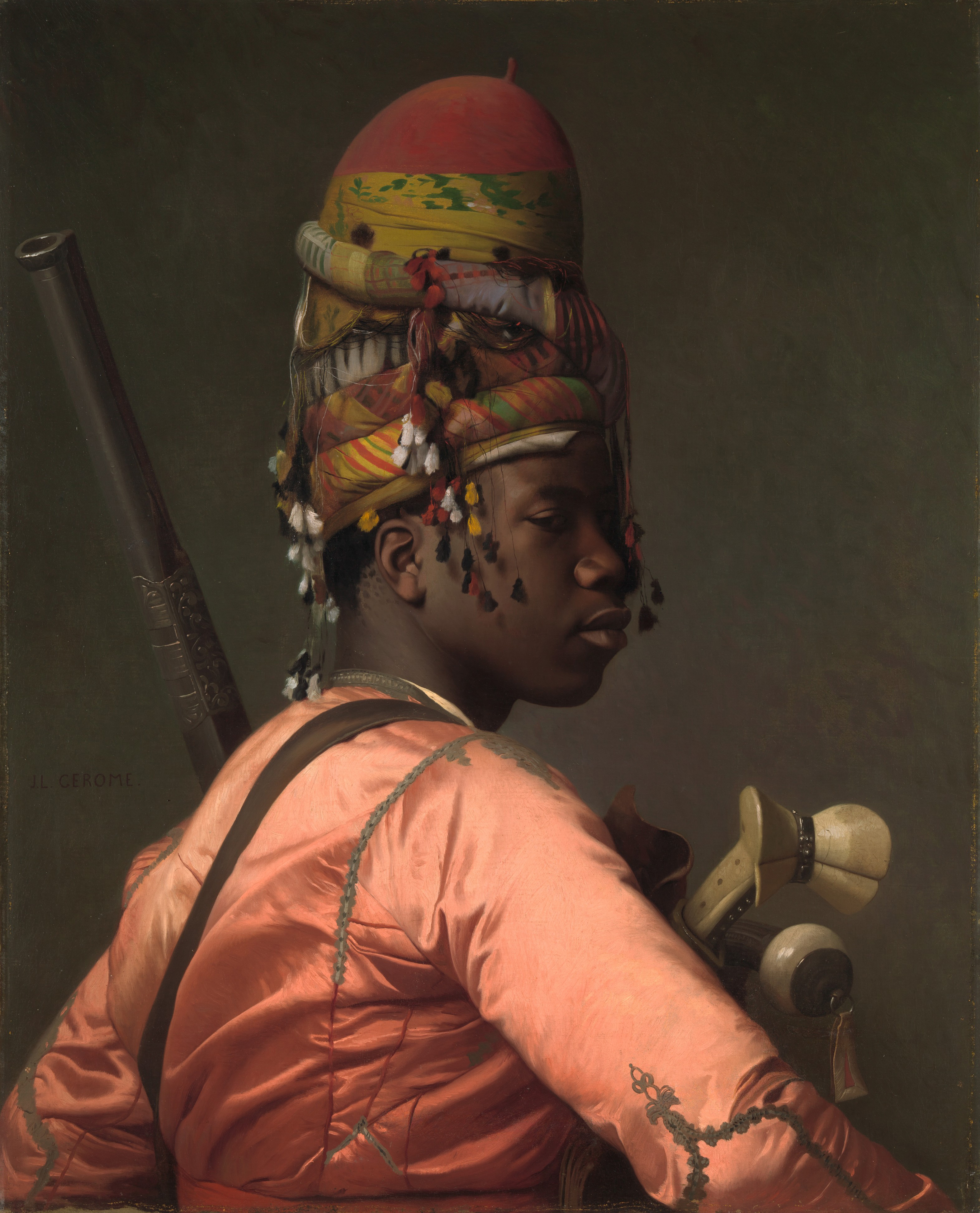
《巴什波祖克》（土耳其非正規軍人），1869年
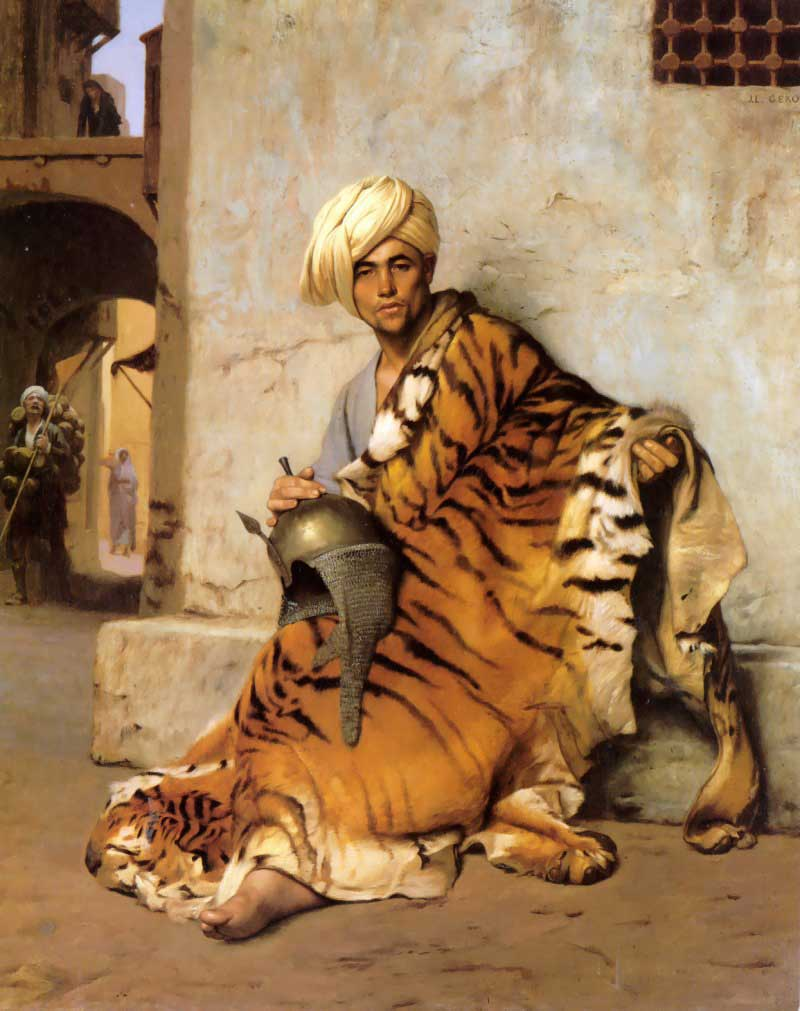
開羅毛皮商人，1869年
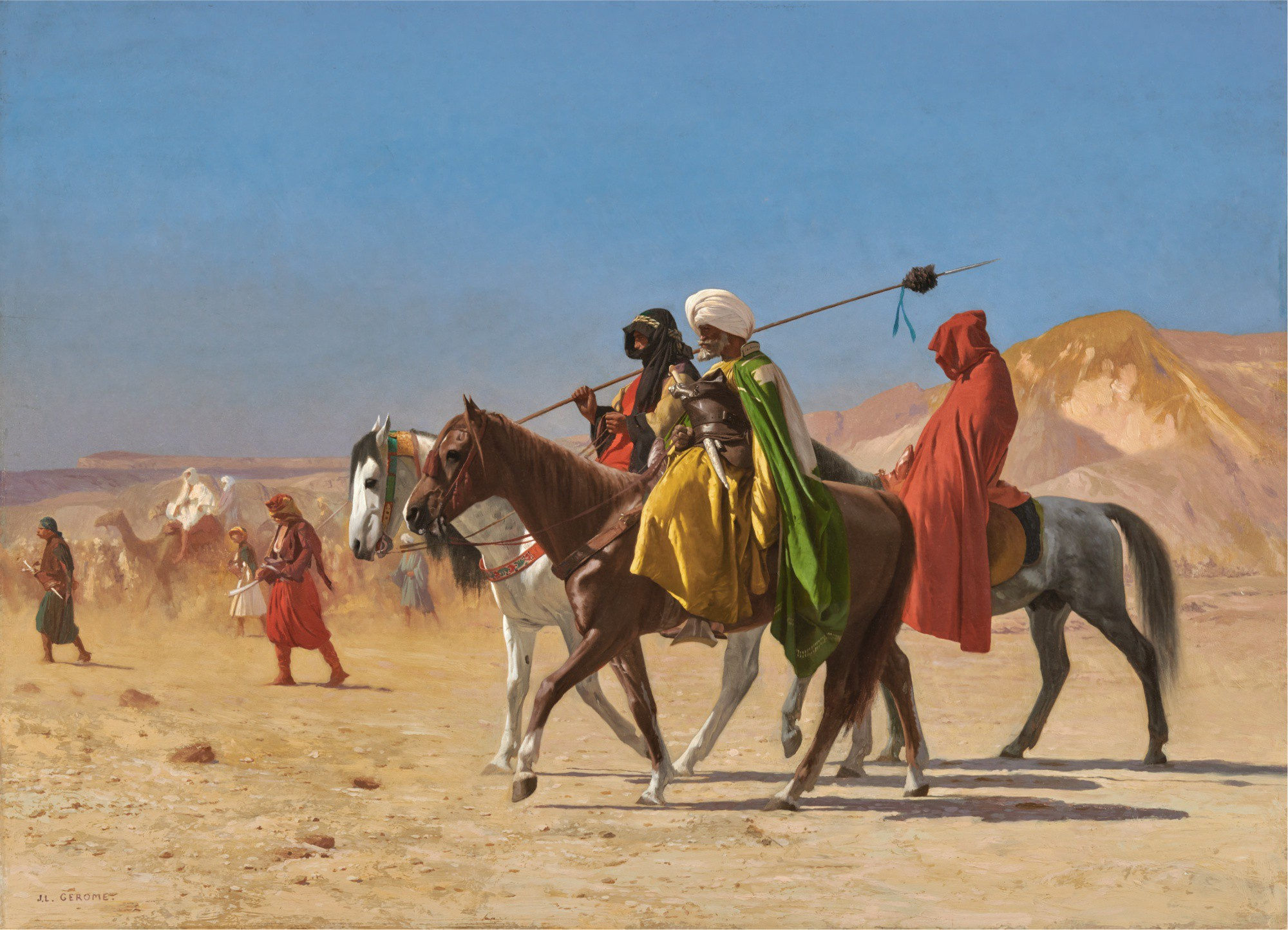
騎士穿越沙漠，1870年
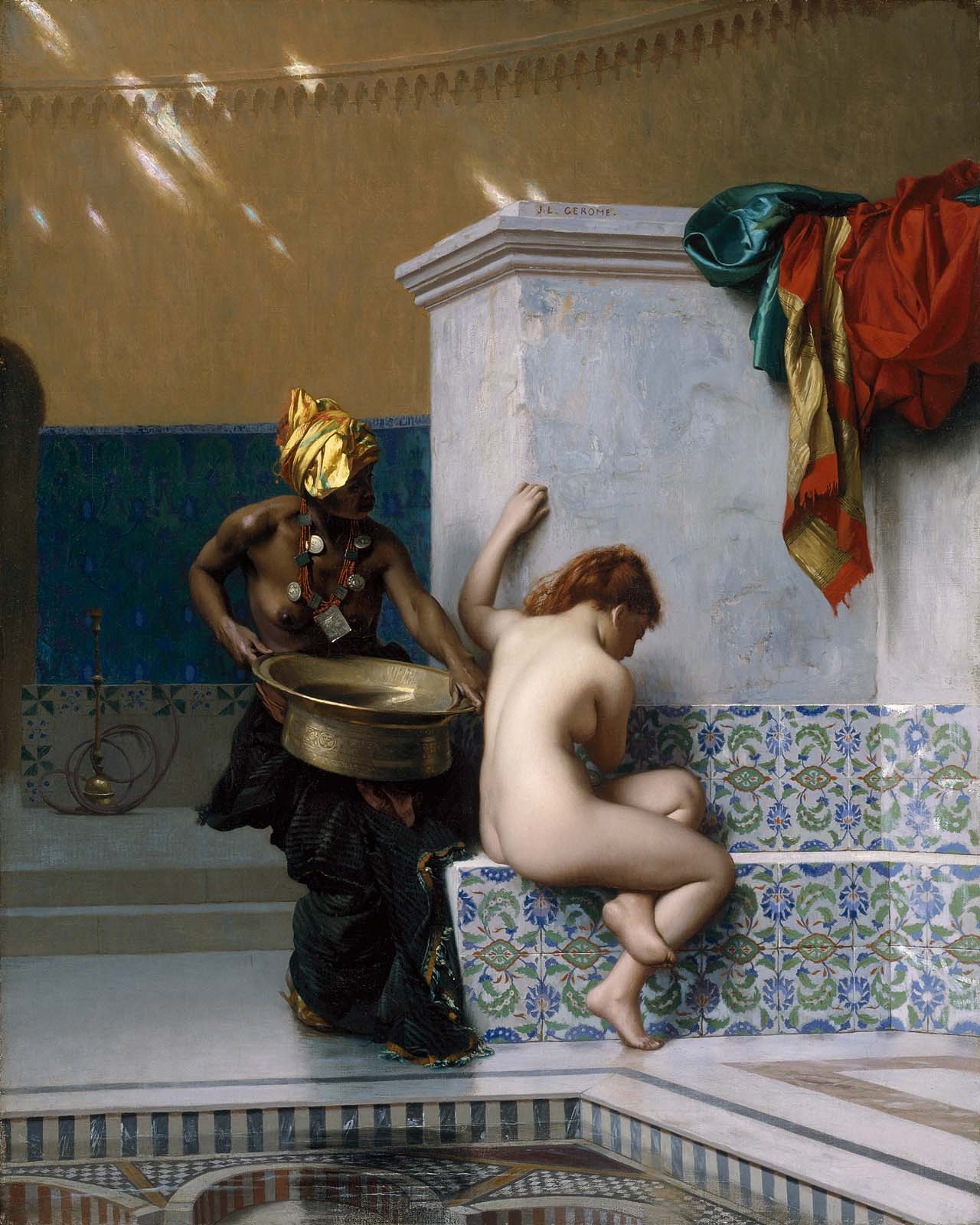
摩爾浴，1870年，波士頓美術館藏
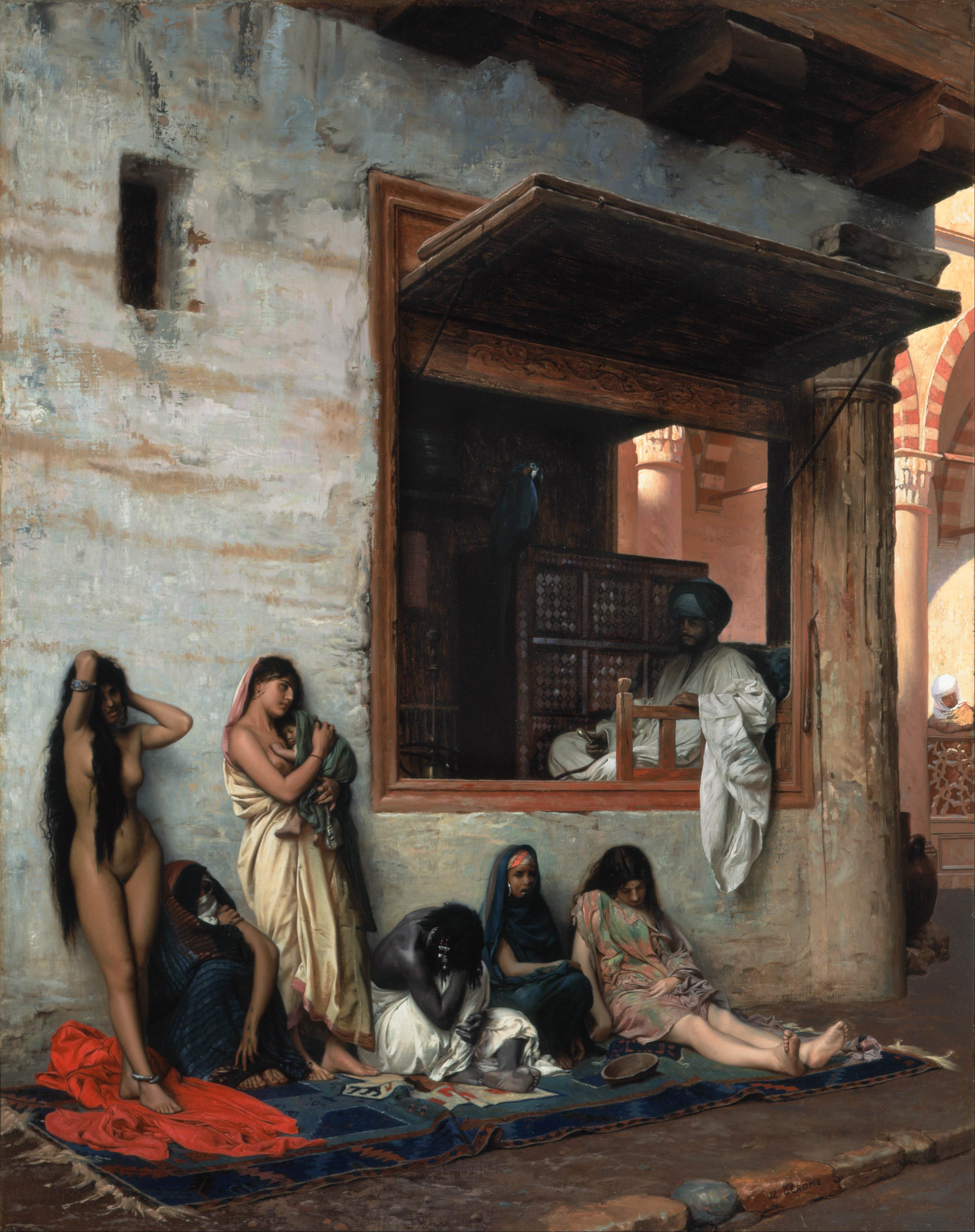
奴隸市場，1871年
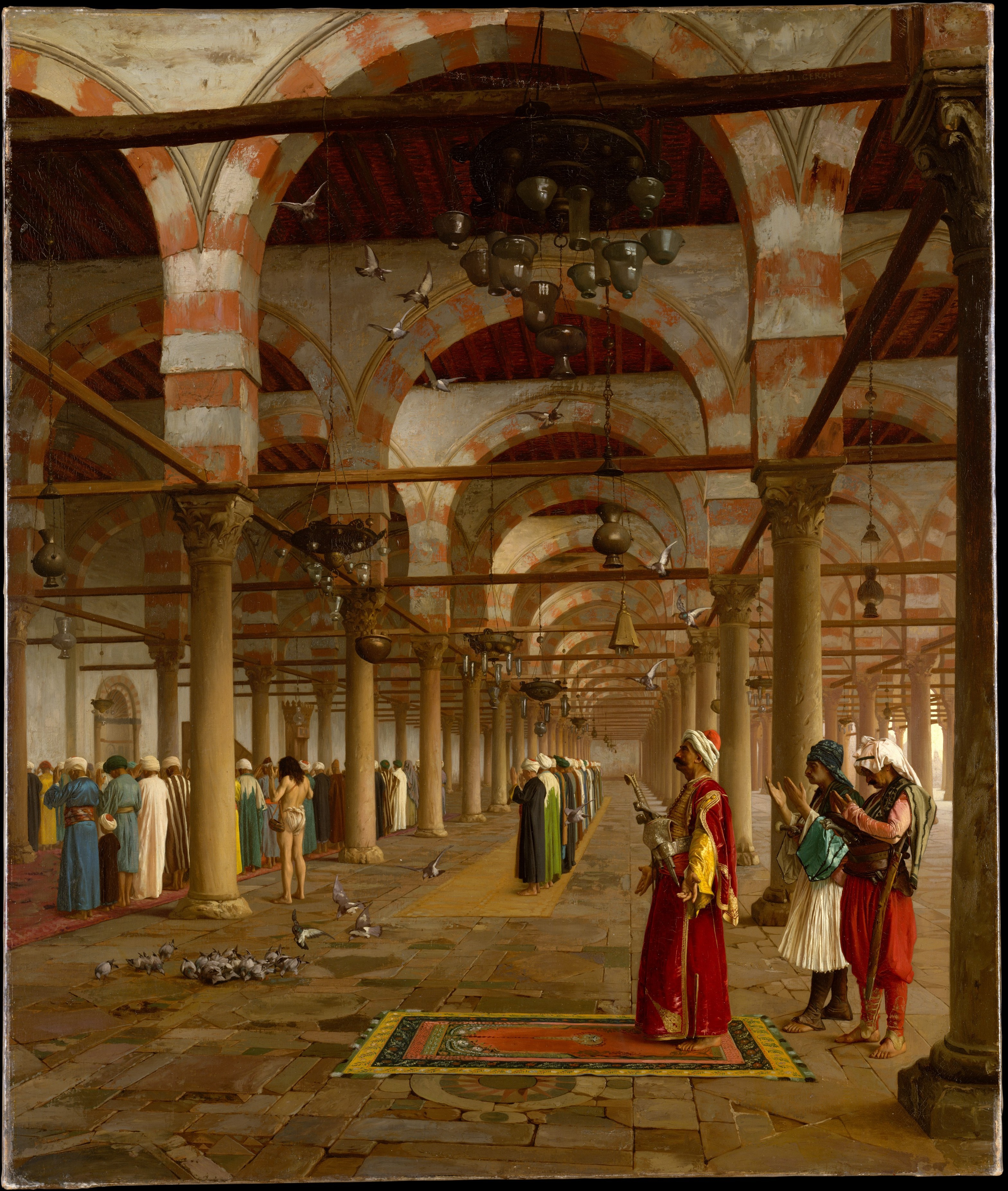
清真寺中的祈禱者，1871年
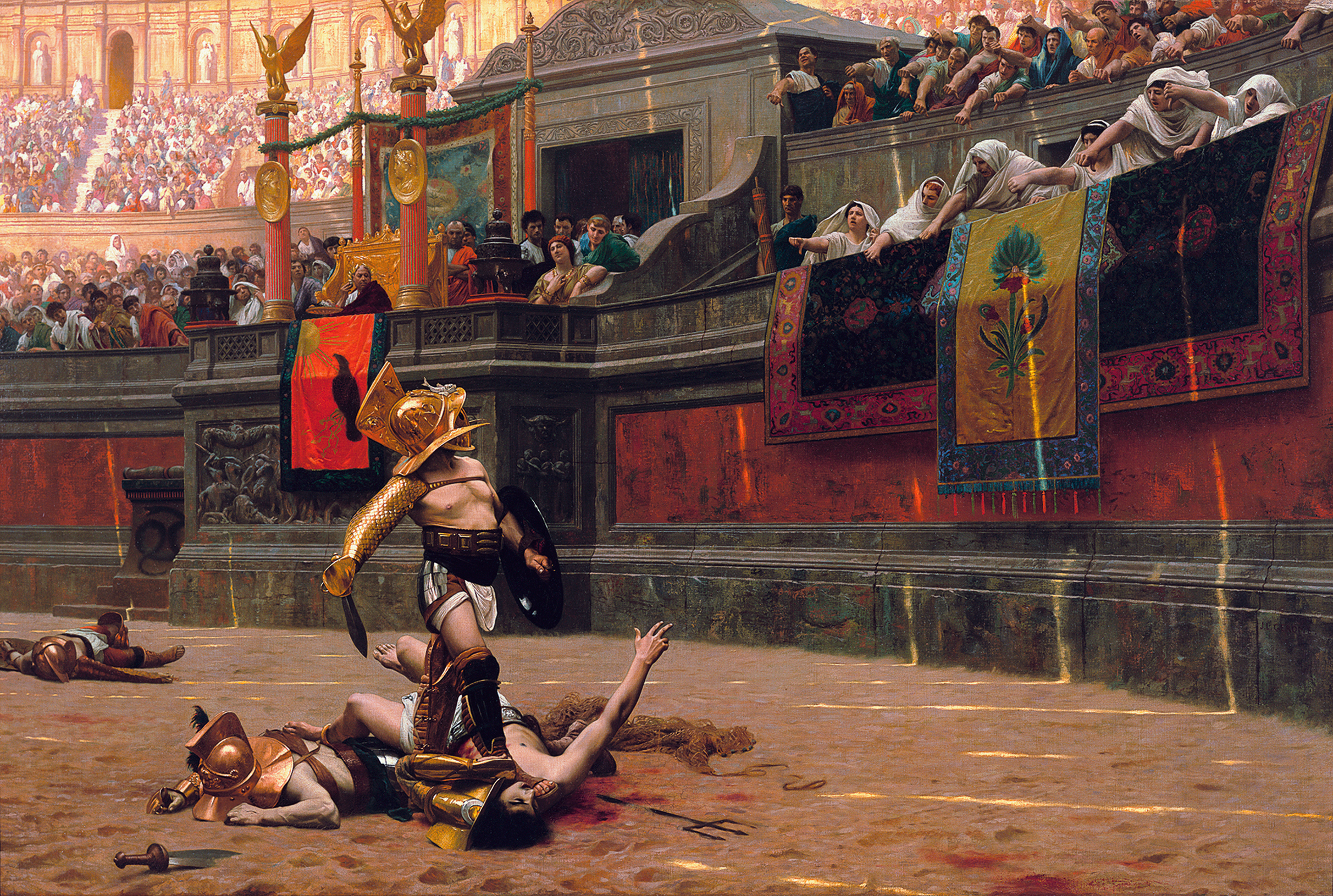
《拇指向下》，1872年，凤凰城美术馆藏
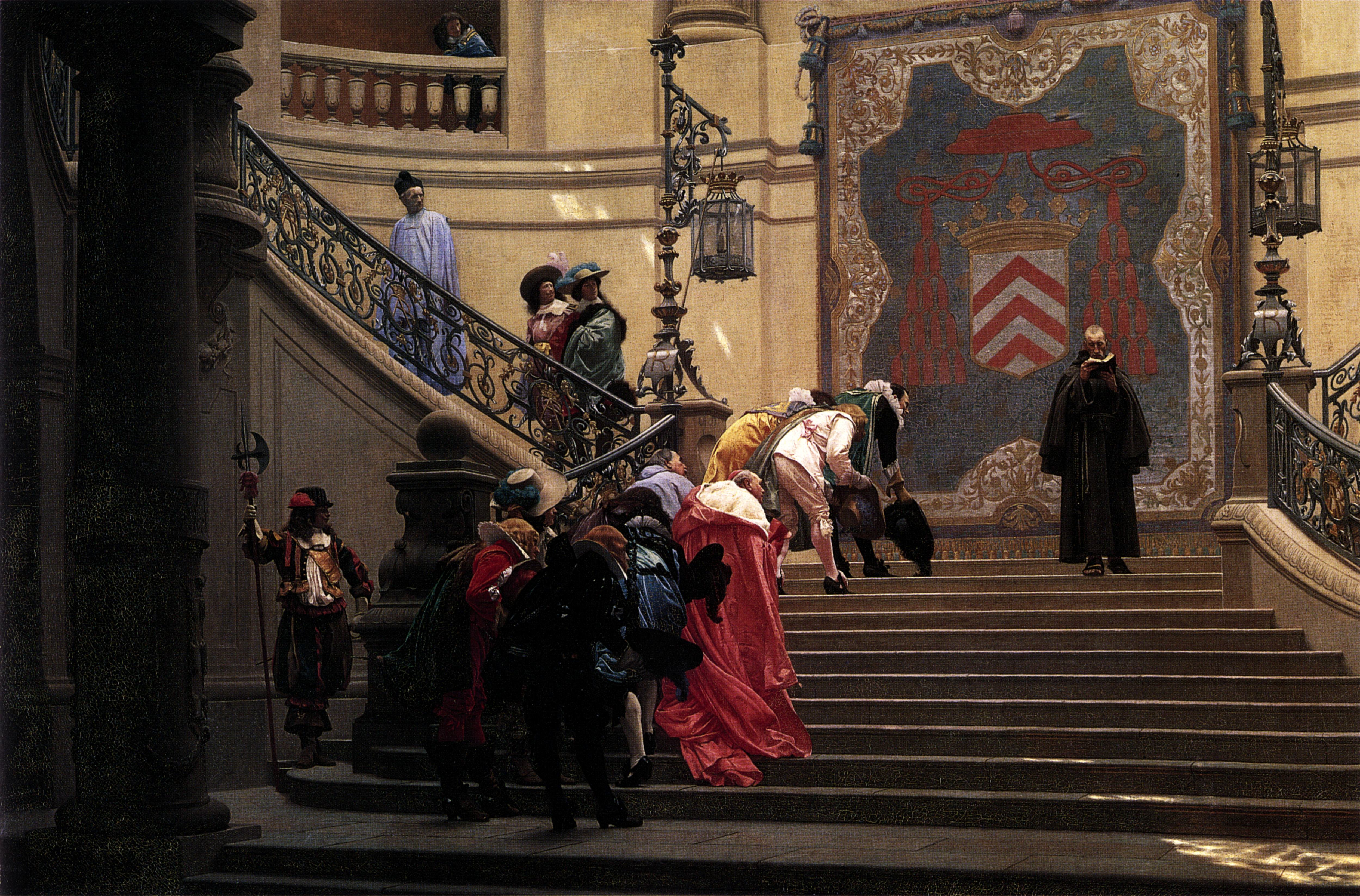
灰衣主教，1873年，波士頓美術館藏
Almeh（埃及舞者），1873年
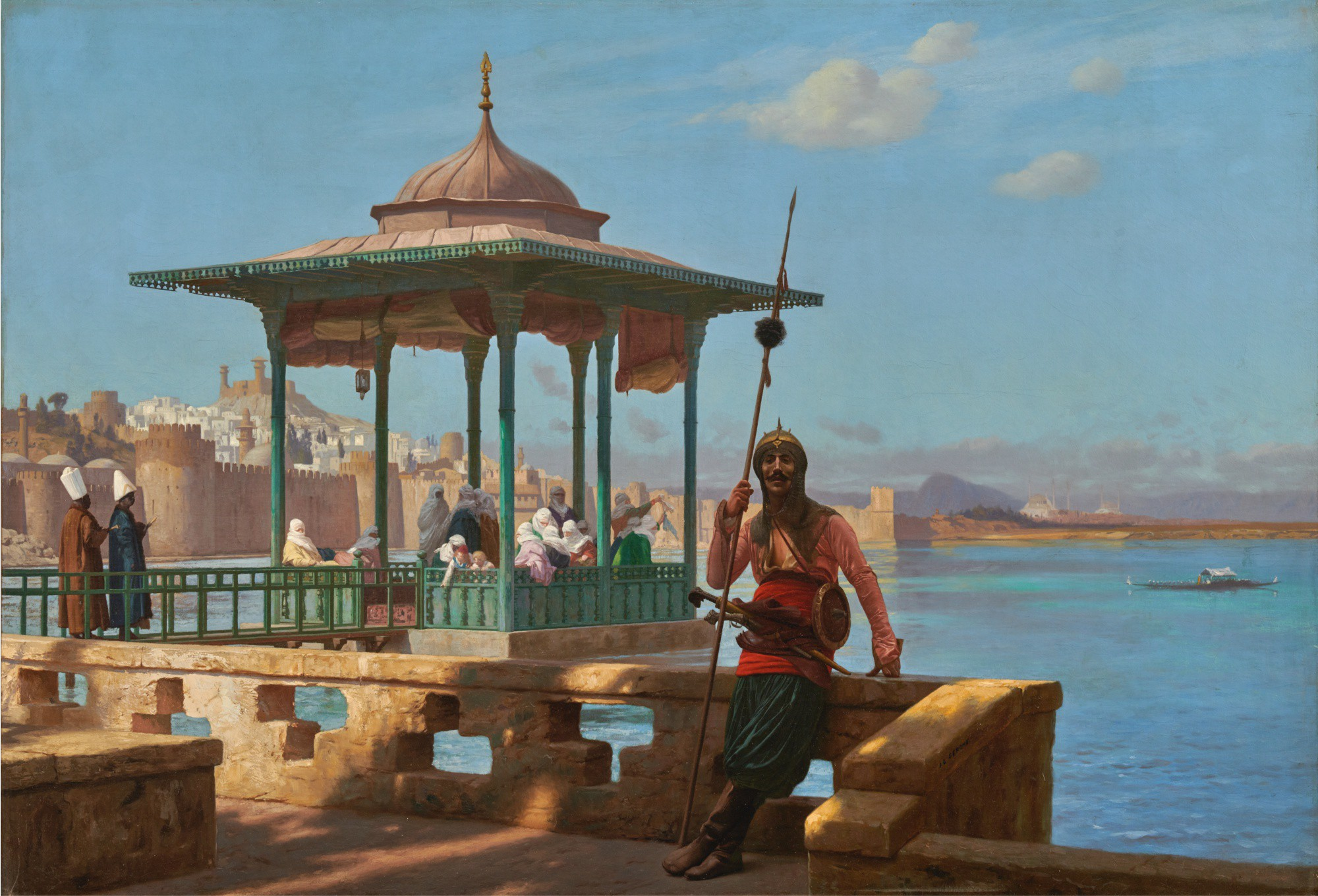
亭中的後宮，約1870到1875年
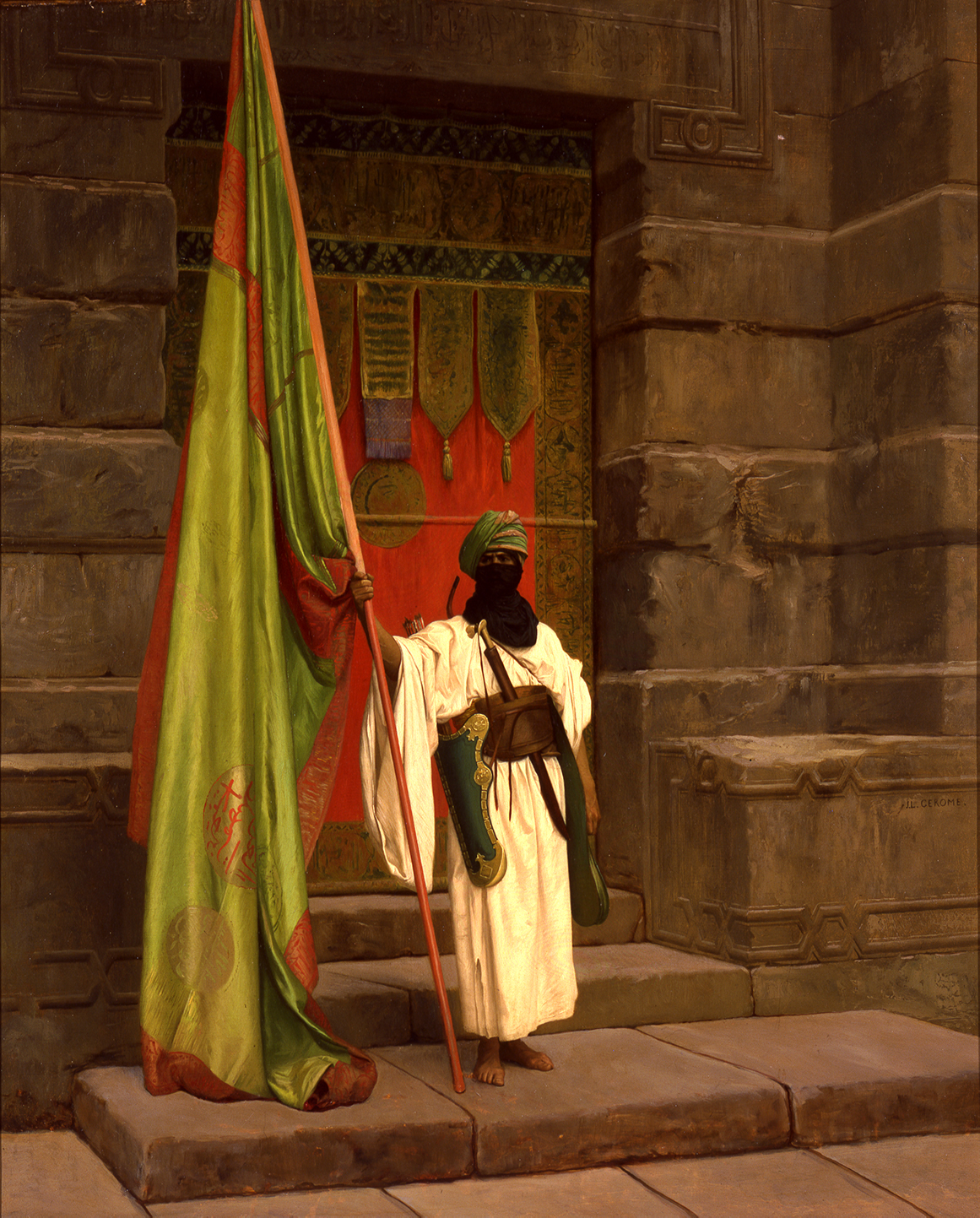
掌旗官，1876年，Haggin Museum藏
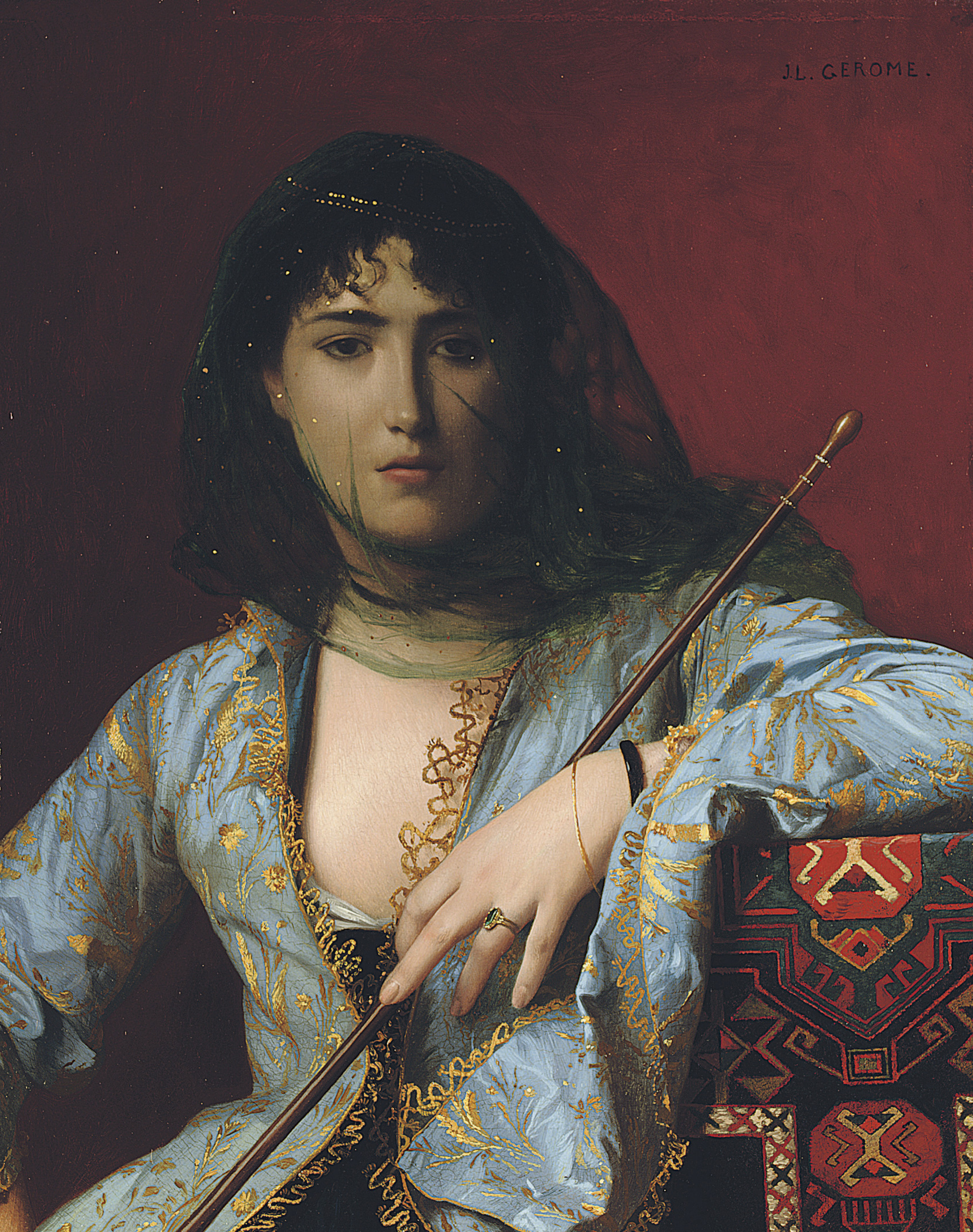
戴頭紗的車刻斯女子，1876年
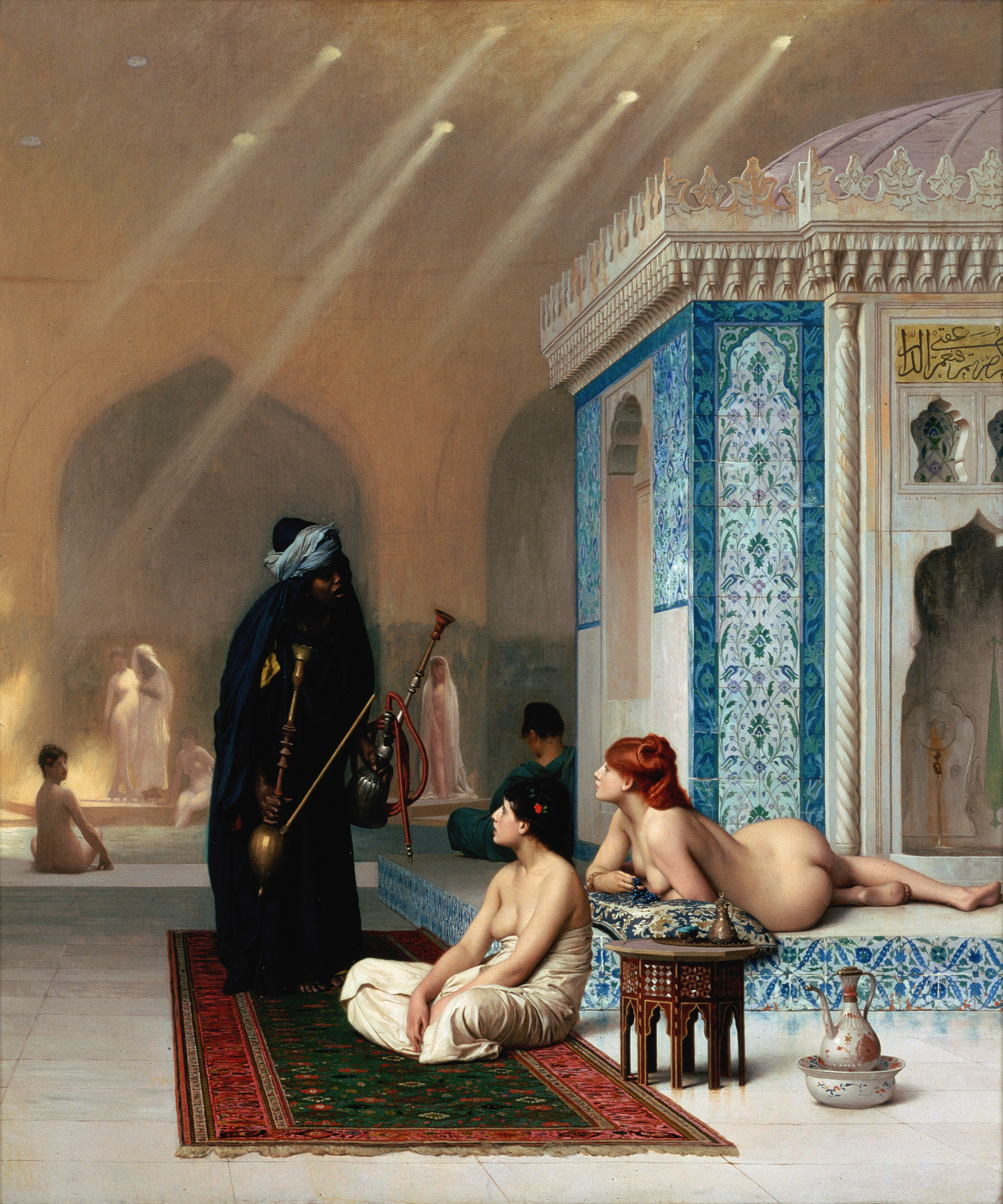
後宮泳池，約1876年，埃尔米塔日博物馆藏
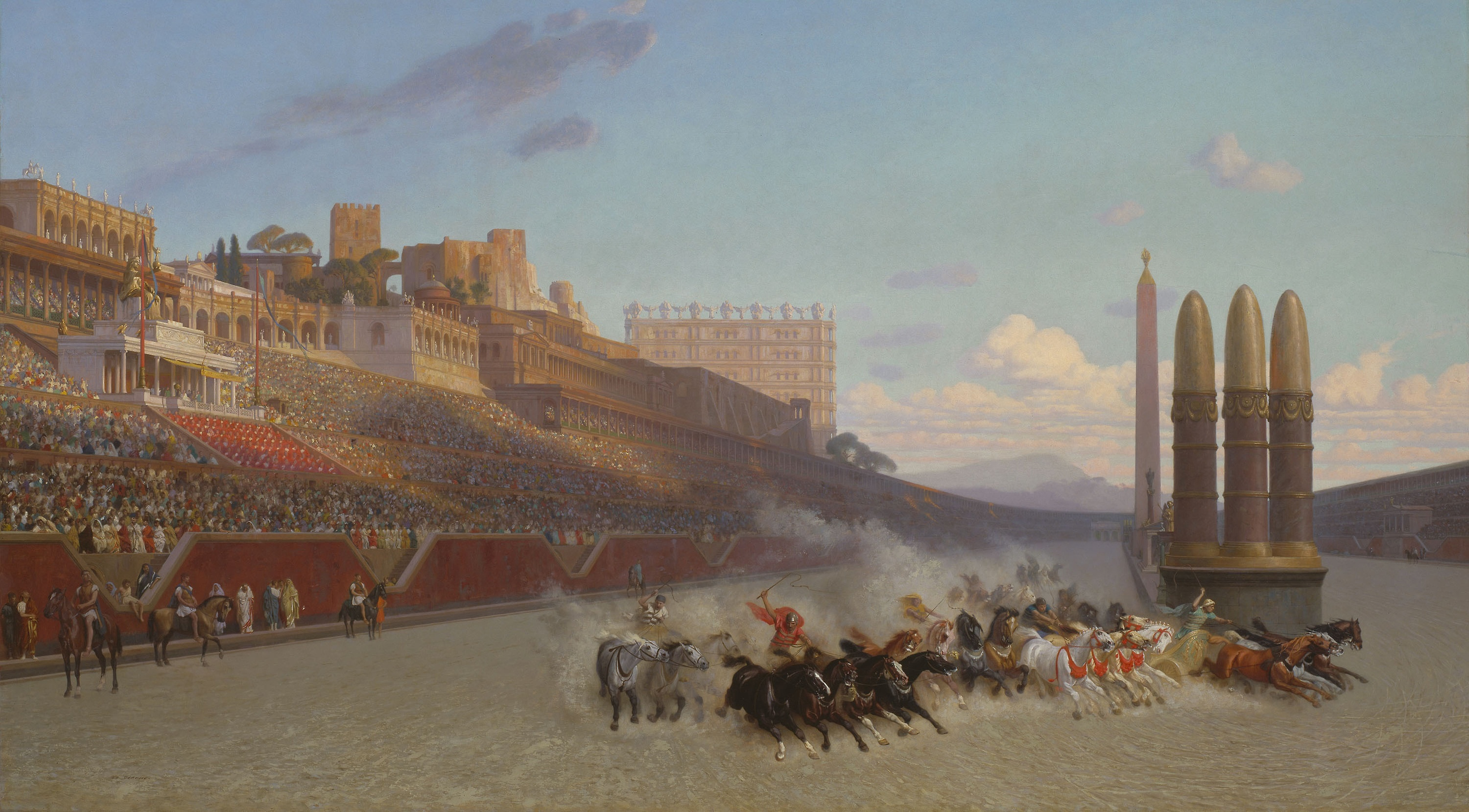
雙輪戰車競賽，1876年，芝加哥藝術博物館藏
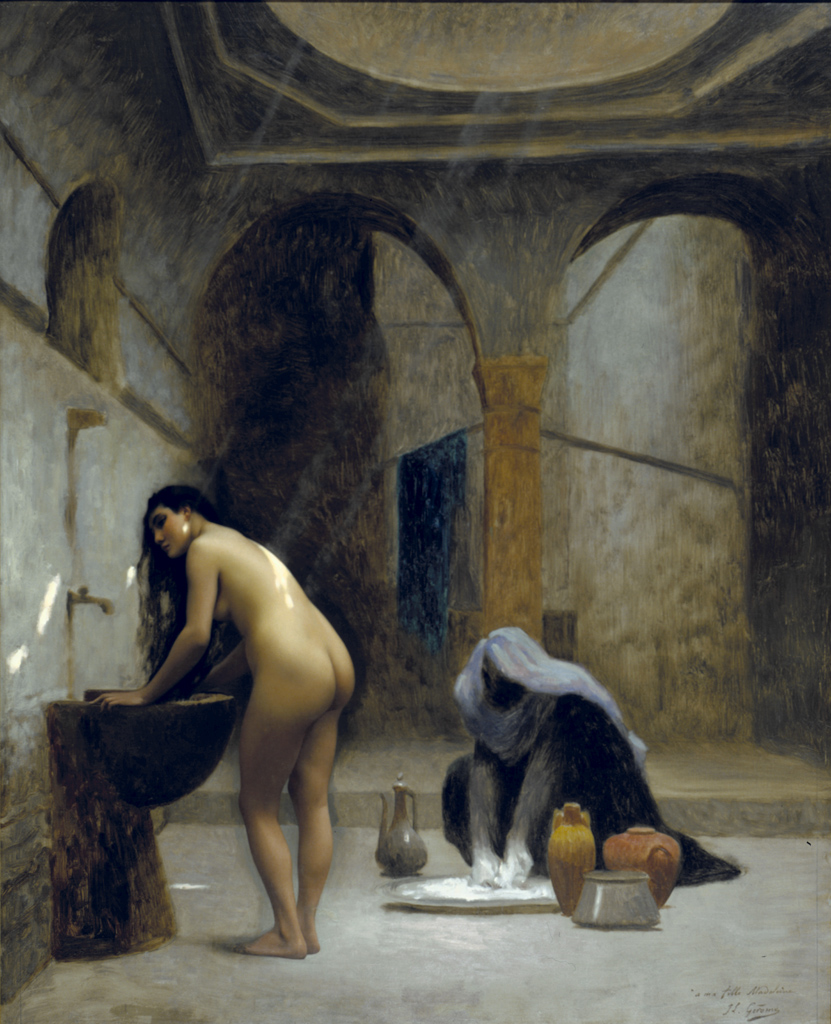
摩爾浴，約1874到1877年，Rhode Island School of Design Museum藏
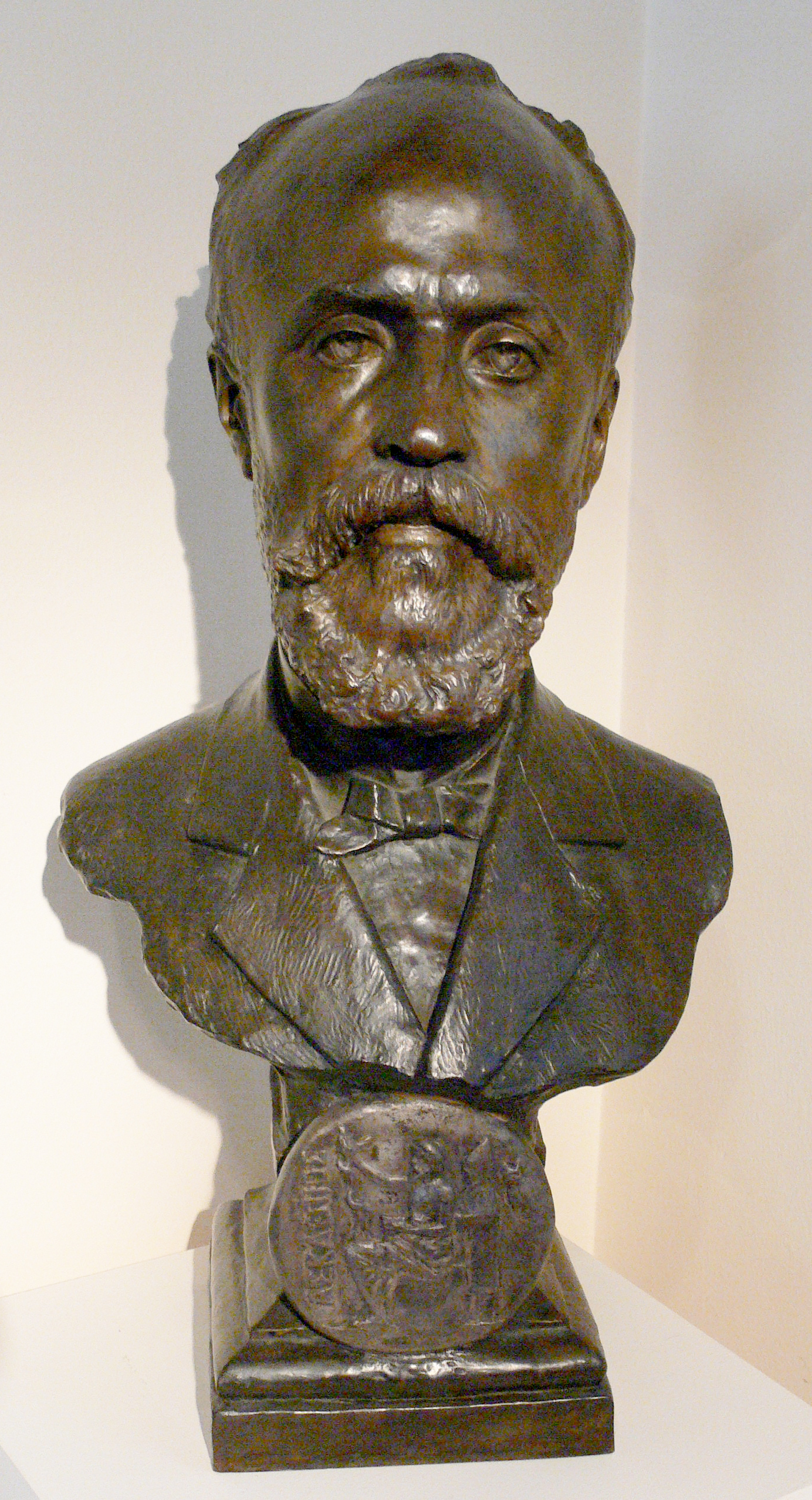
Paul Reclus醫師 胸像
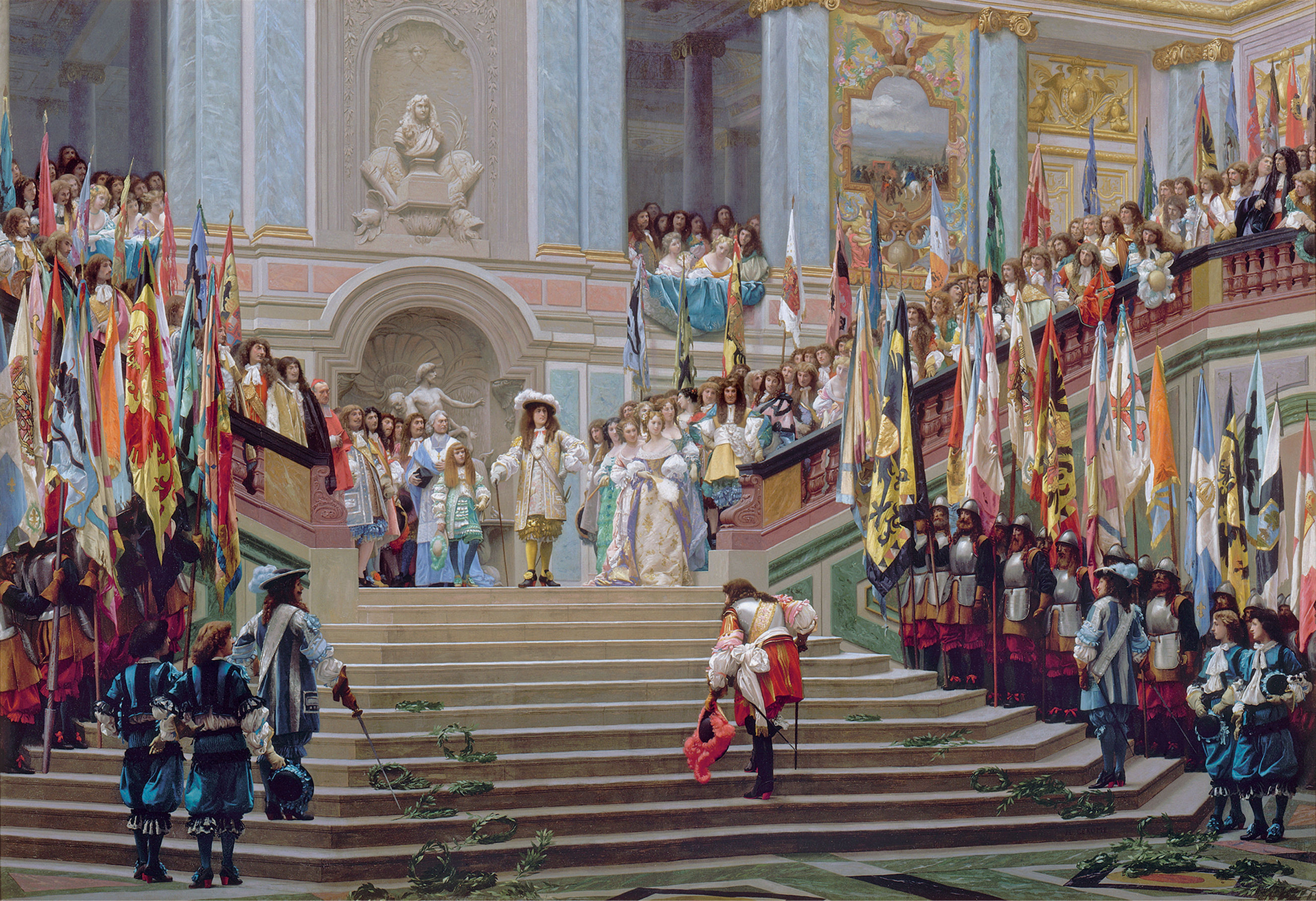
《在凡尔赛接待大孔代》，1878，藏于奥赛博物馆
從叫拜樓上喚拜，1879年
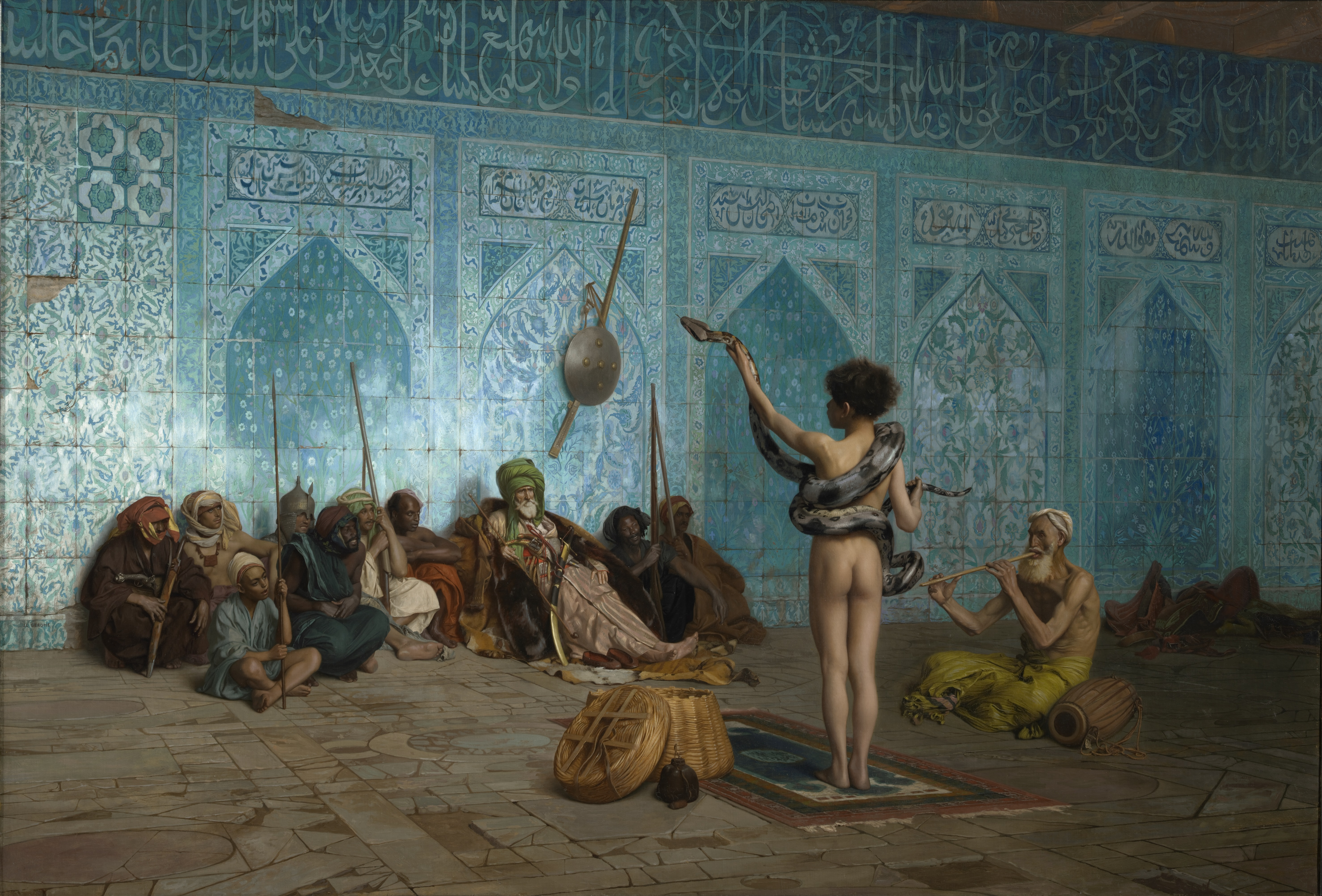
《弄蛇人》，約1879年，克拉克藝術中心藏
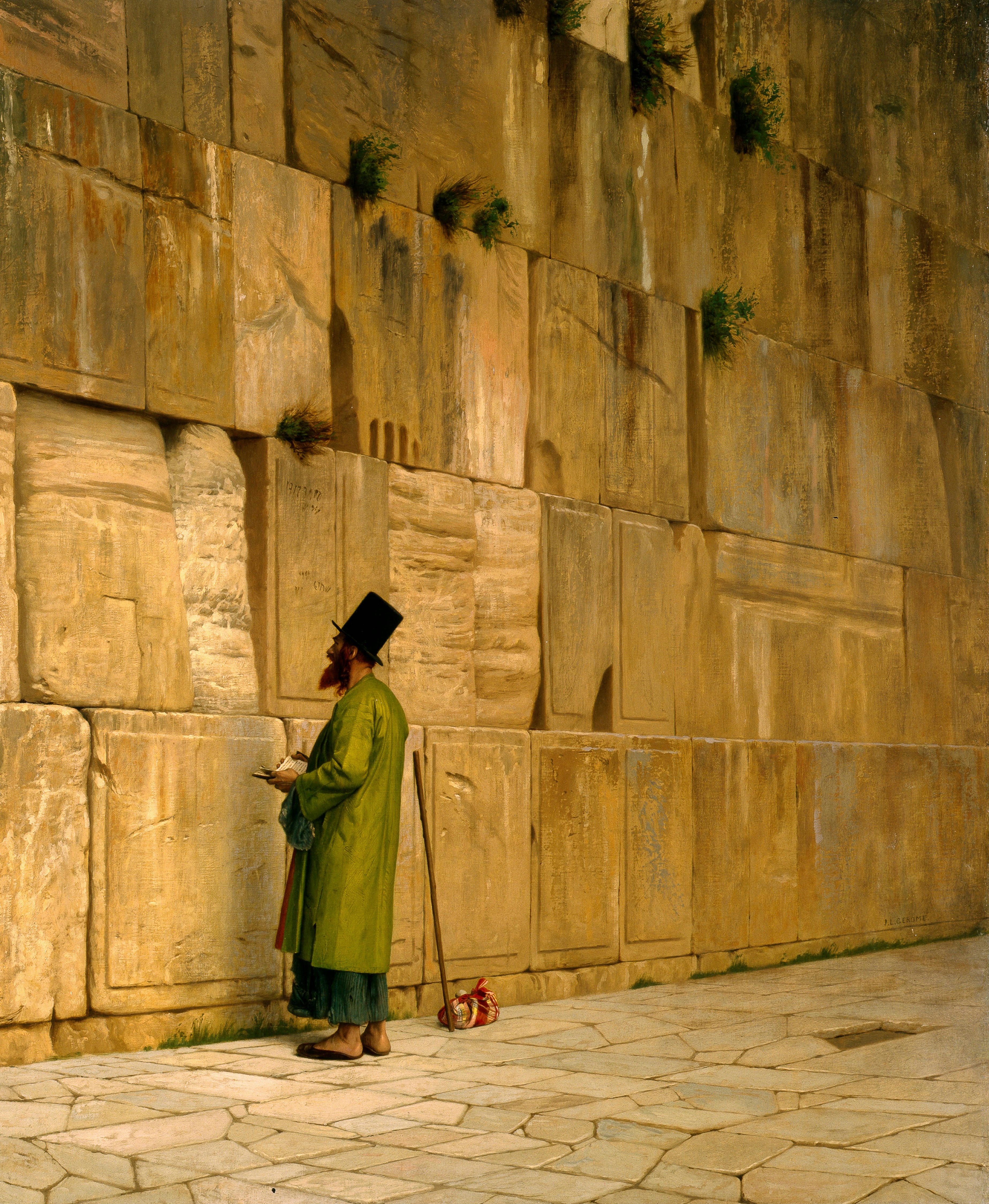
哭牆，1880年，以色列博物館藏
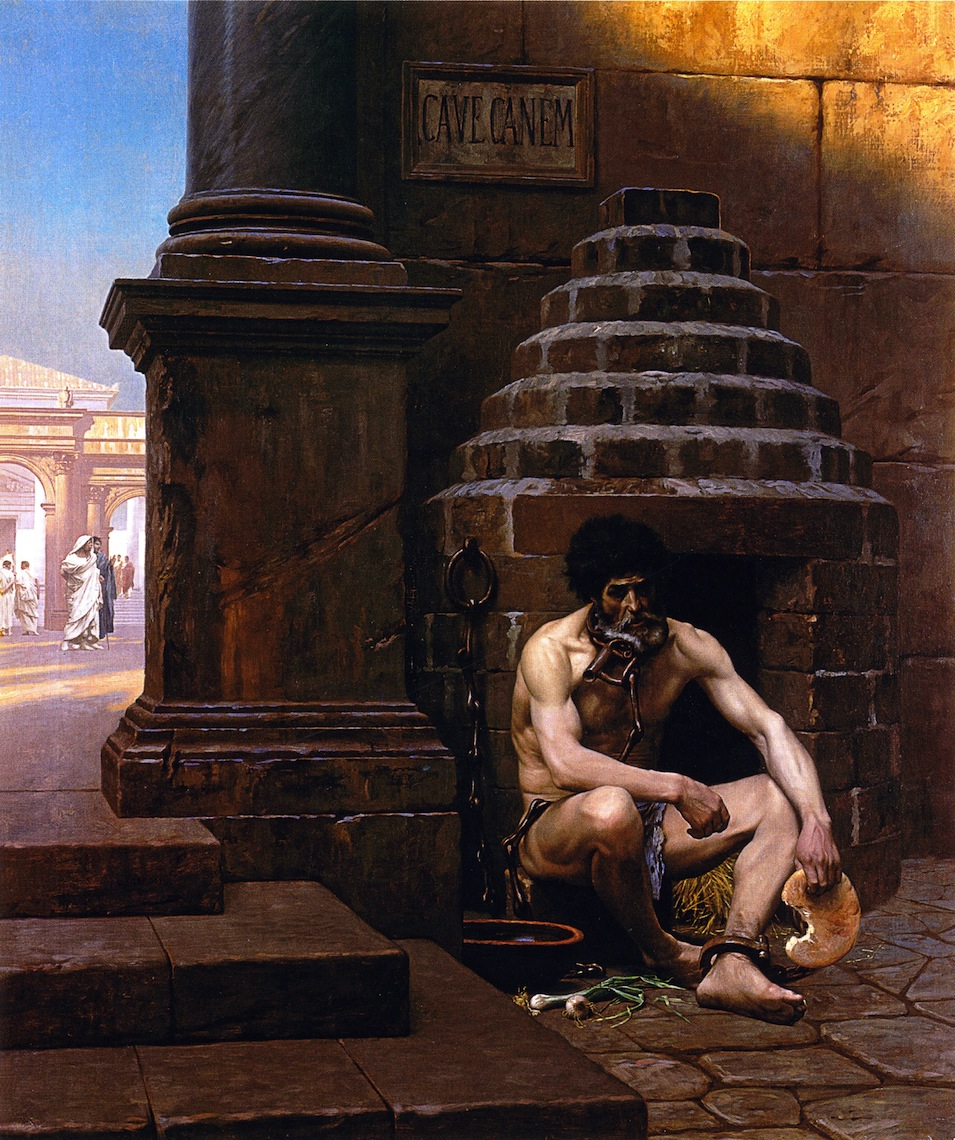
當心惡犬，1881年，Musée Georges-Garret藏
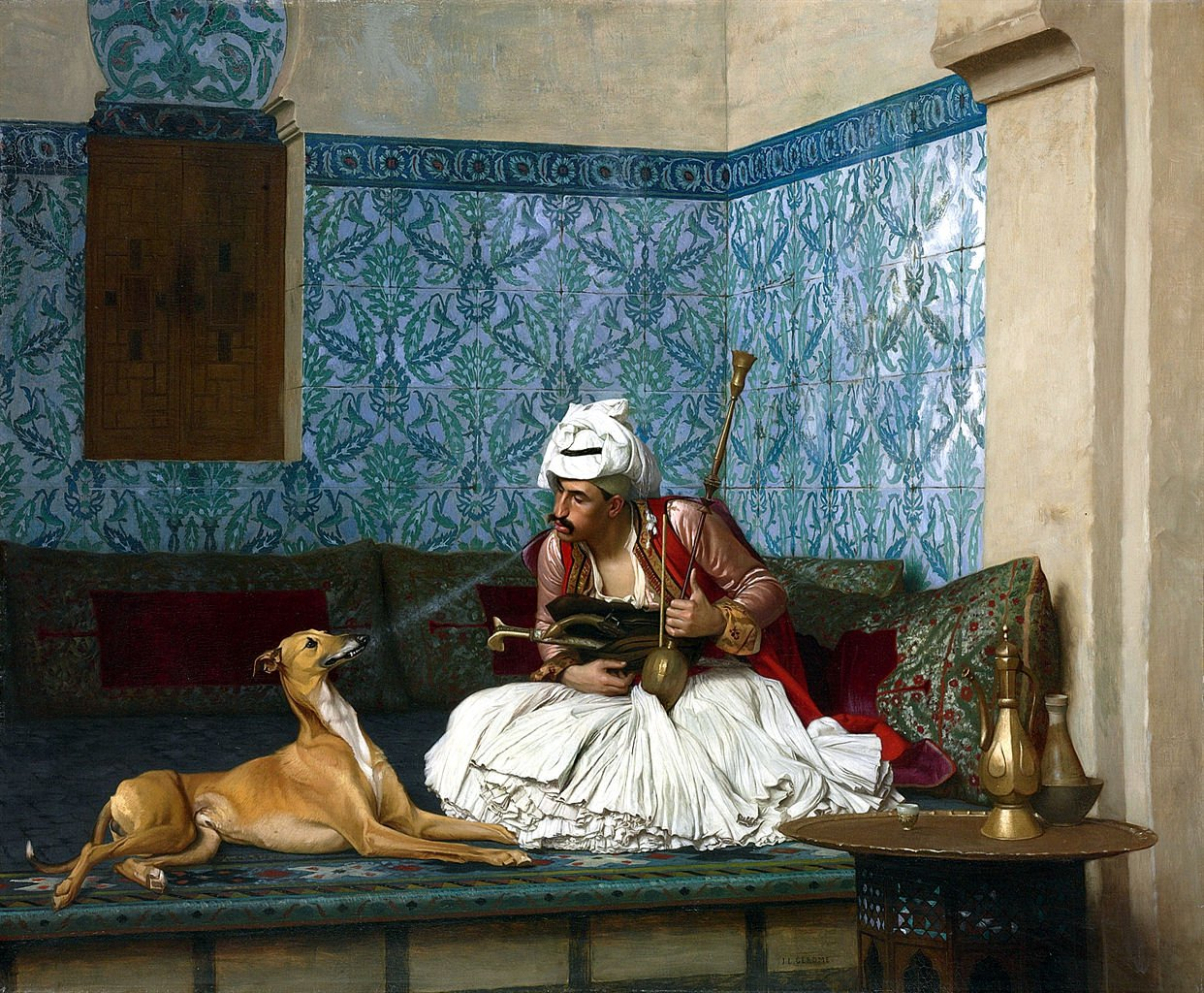
阿瑙德和他的狗，1882年
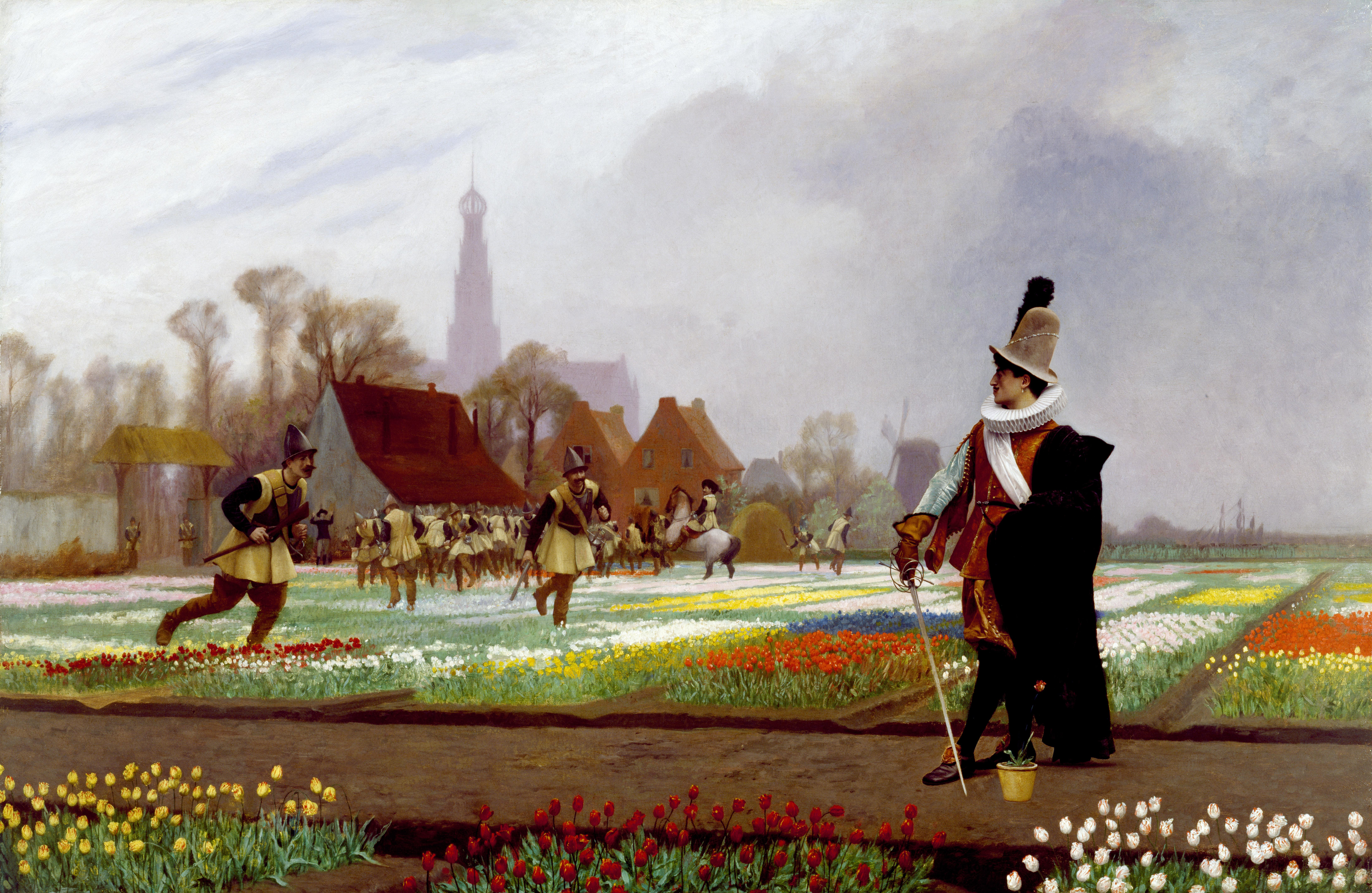
《郁金香狂热》，1882年，Walters Art Museum藏
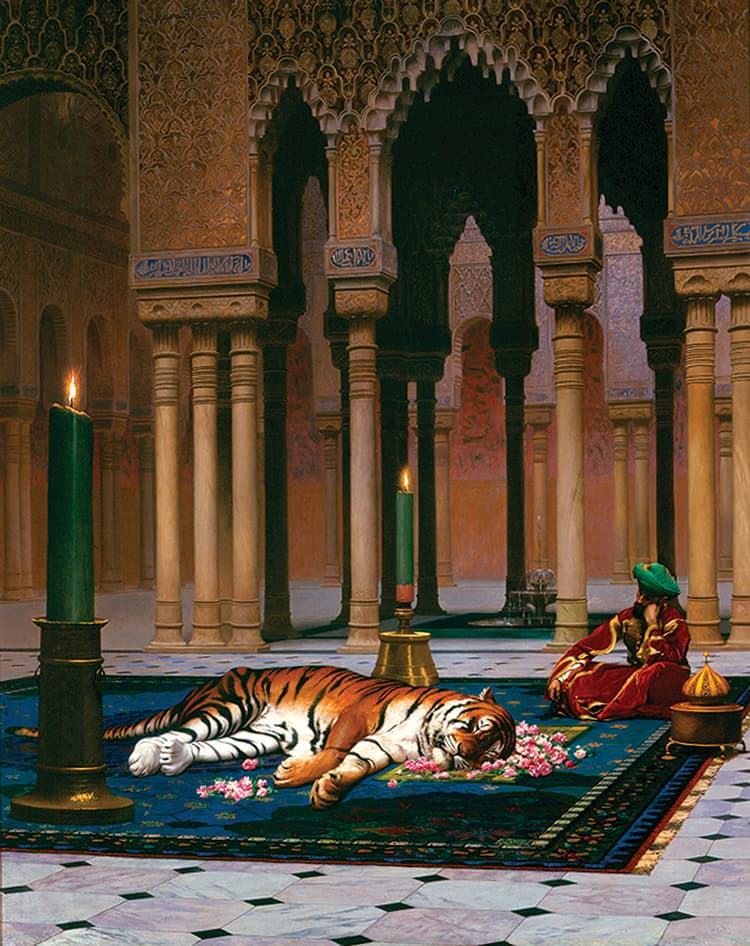
帕夏的悲痛，1882年，Joslyn Art Museum藏
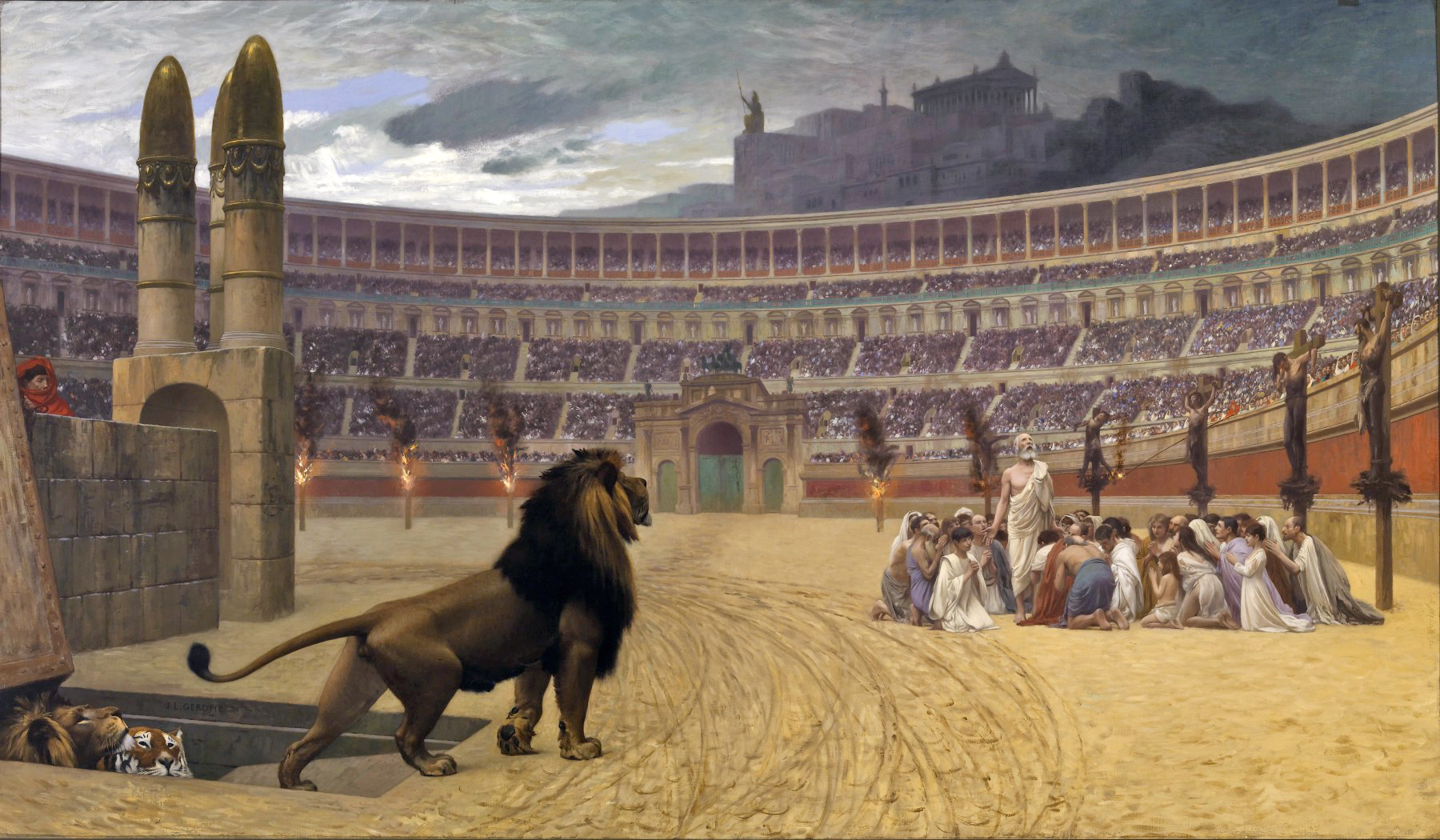
《殉教者最后的祷告》，1863到1883年，Walters Art Museum藏
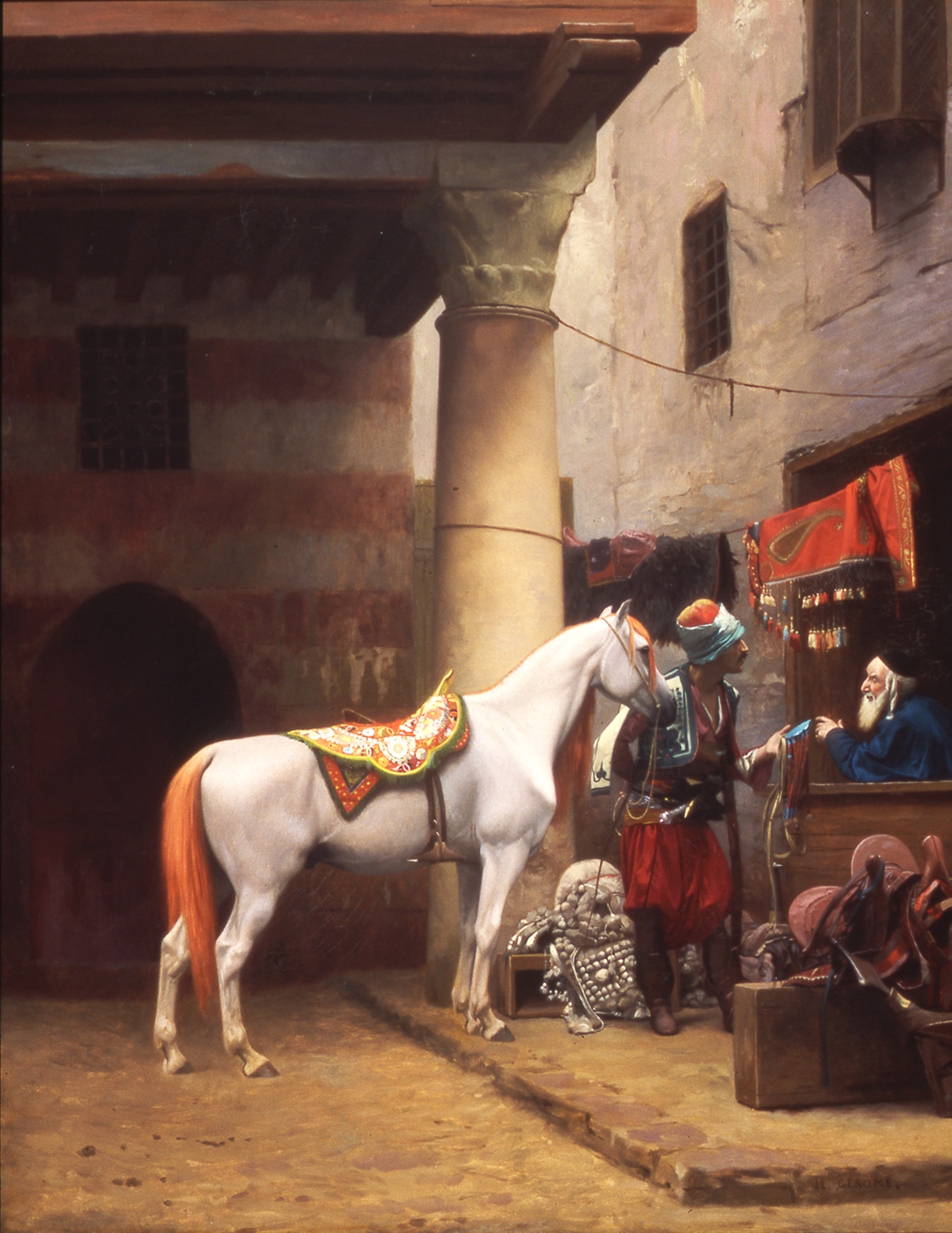
馬鞍市集，1883年，Haggin Museum藏
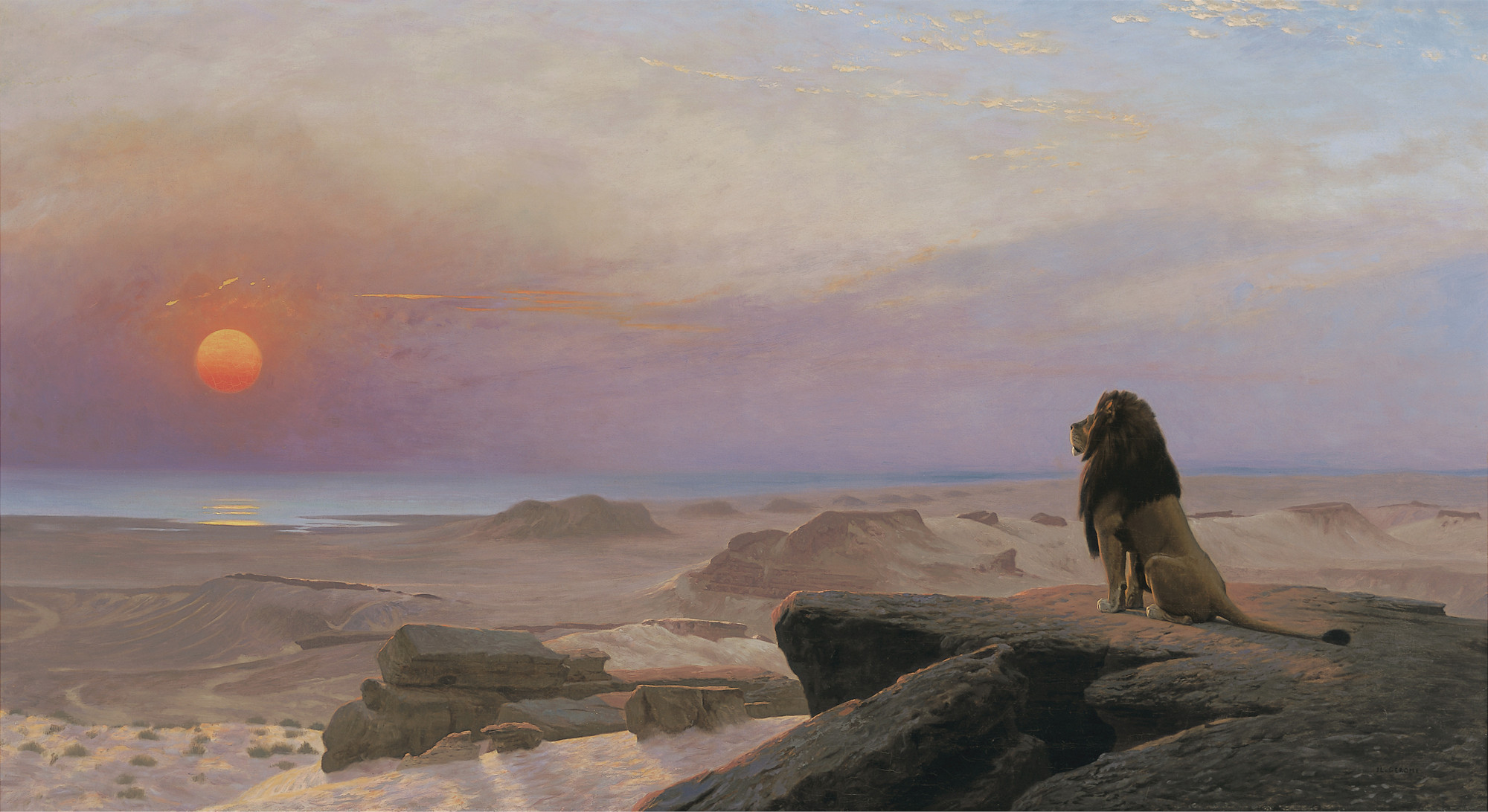
兩位陛下，1883年，密爾沃基美術博物館藏
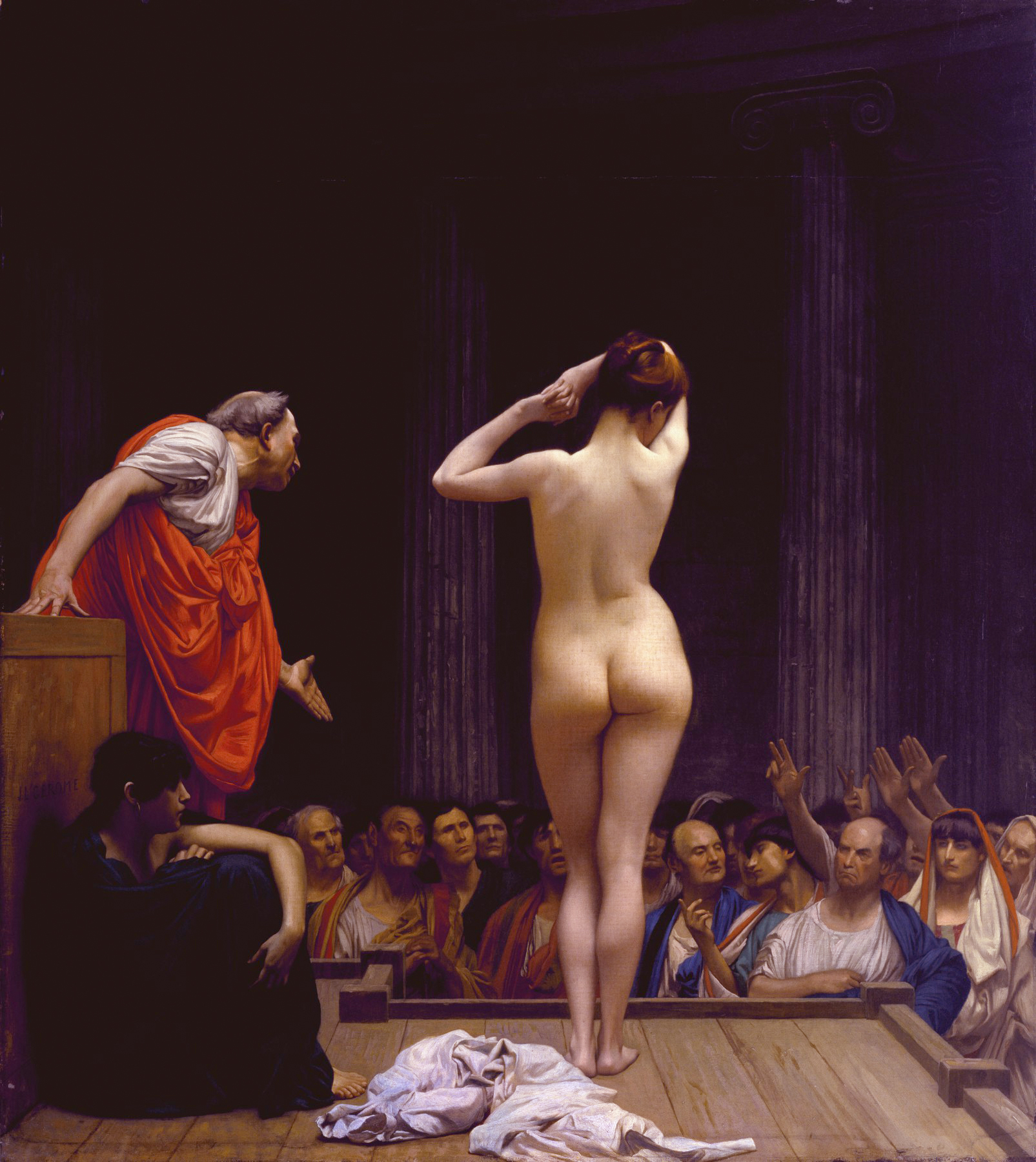
《古罗马贩奴市场》，約1884年，Walters Art Museum藏
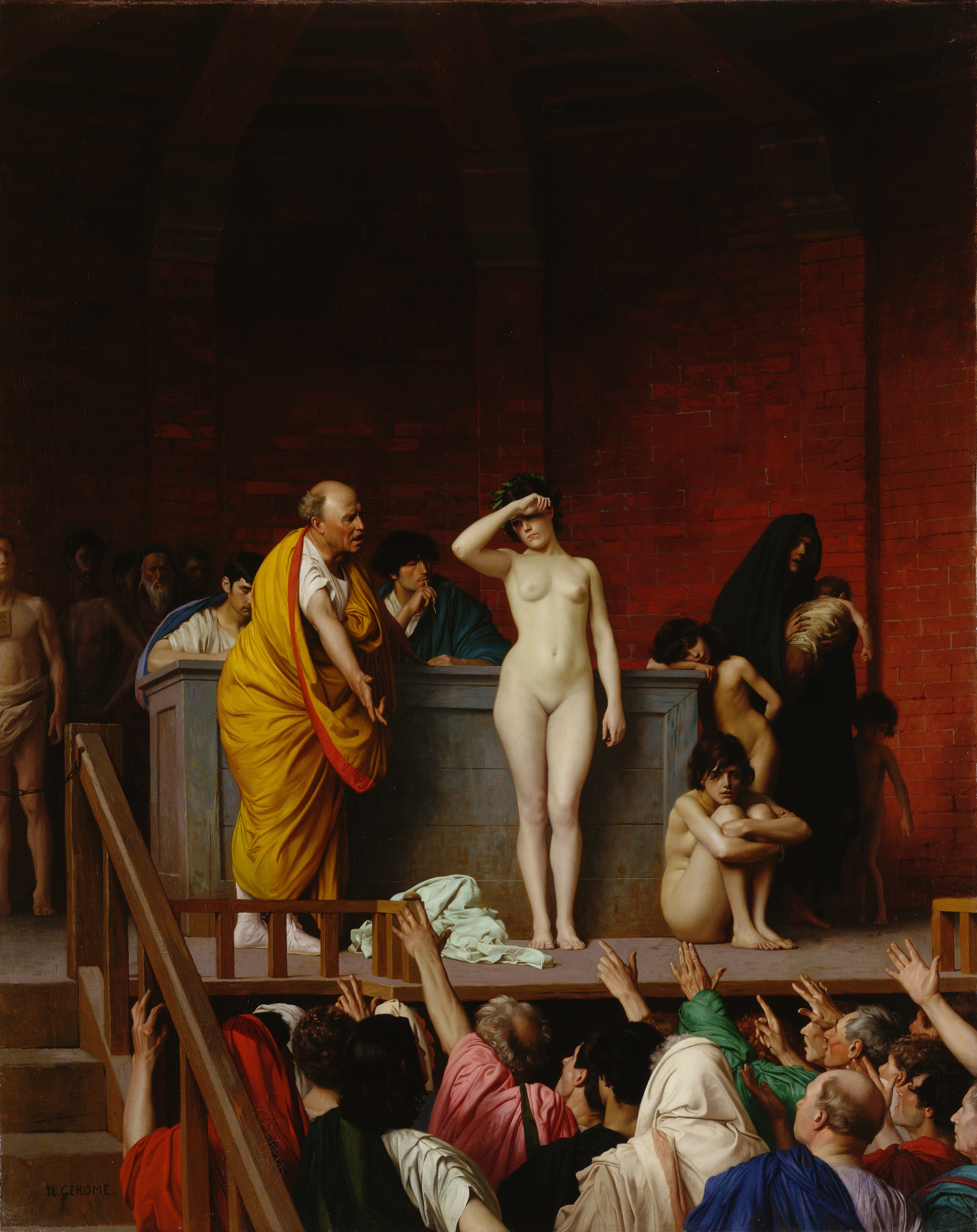
古羅馬奴隸拍賣，約1884年，埃尔米塔日博物馆藏
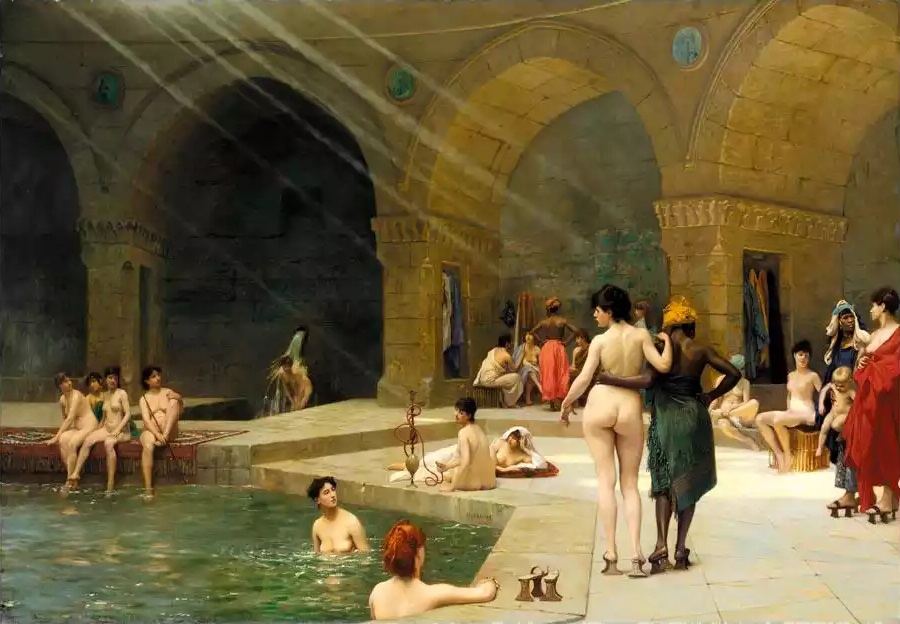
大澡堂，1885年
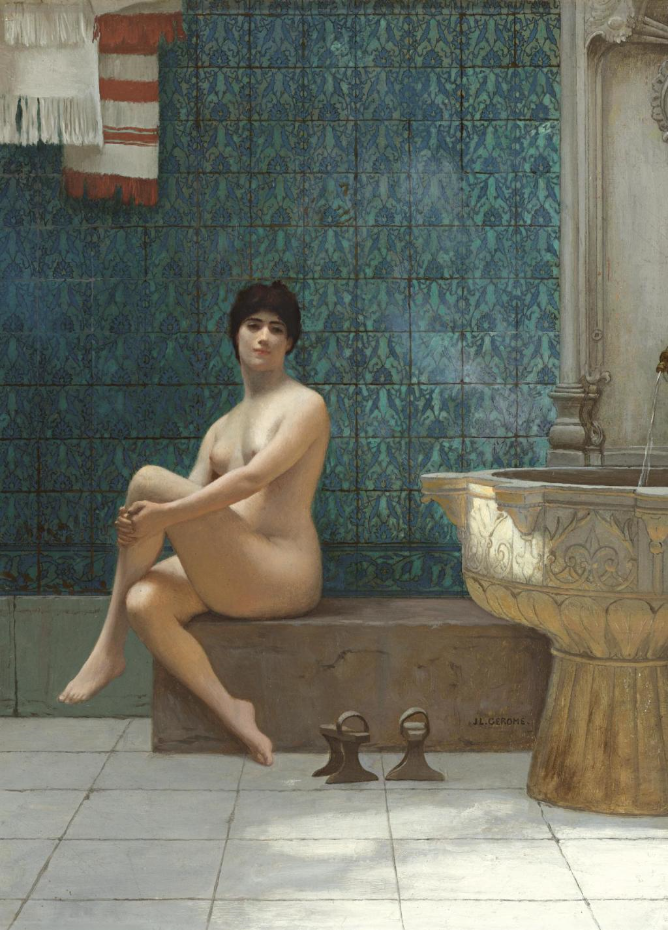
浴女，日期不明
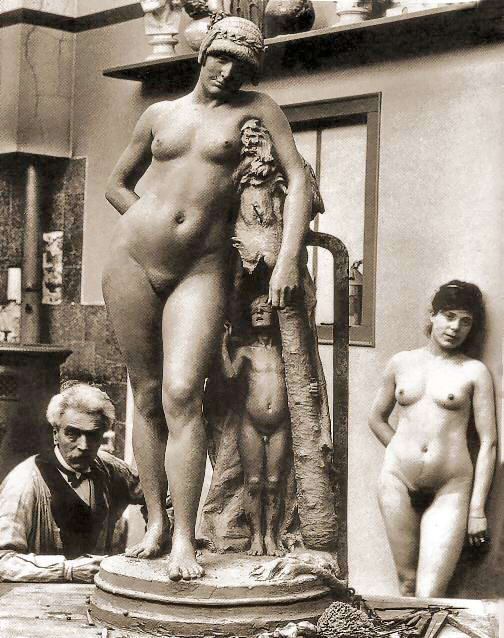
翁法勒作品、模特與創作者，約1885年
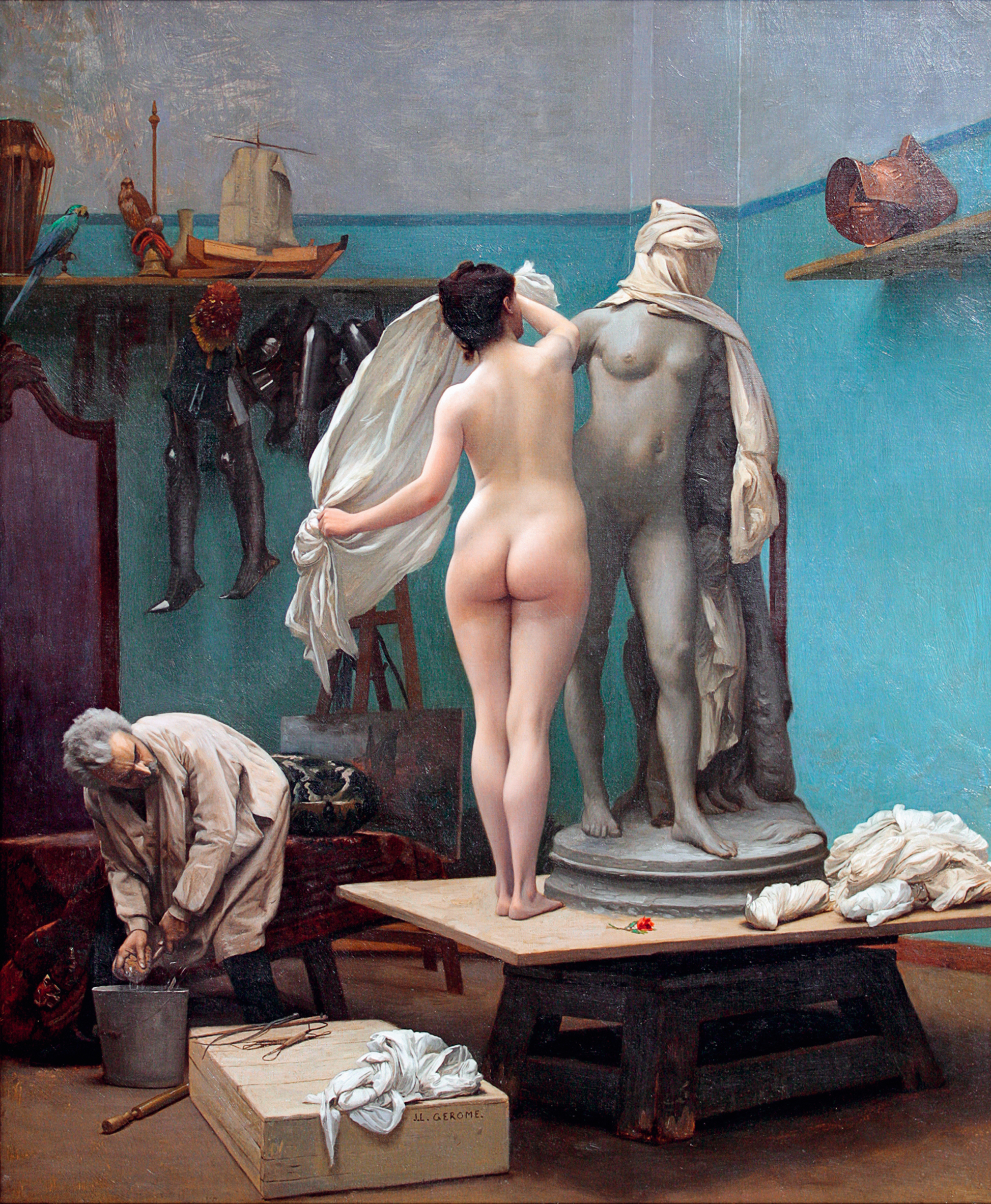
擺姿勢結束，1886年
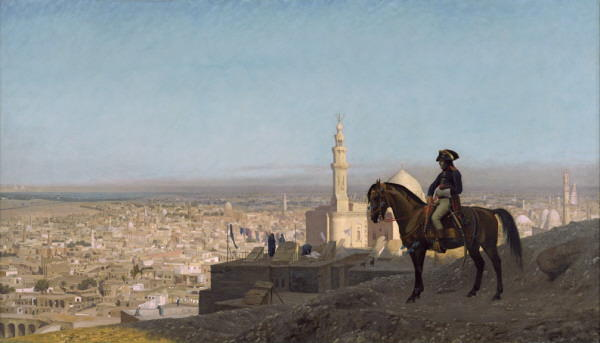
拿破崙在開羅，1886年
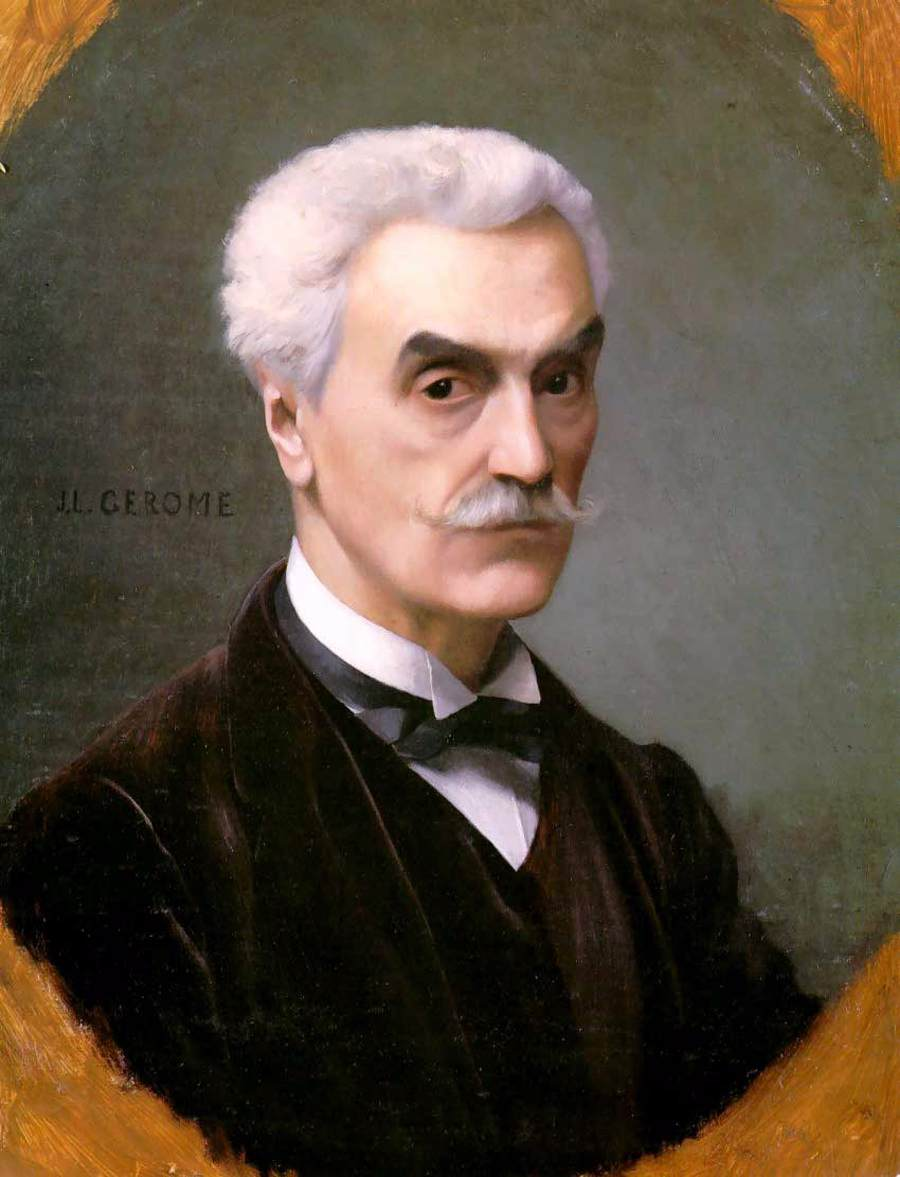
自畫像，1886年，Aberdeen Art Gallery藏
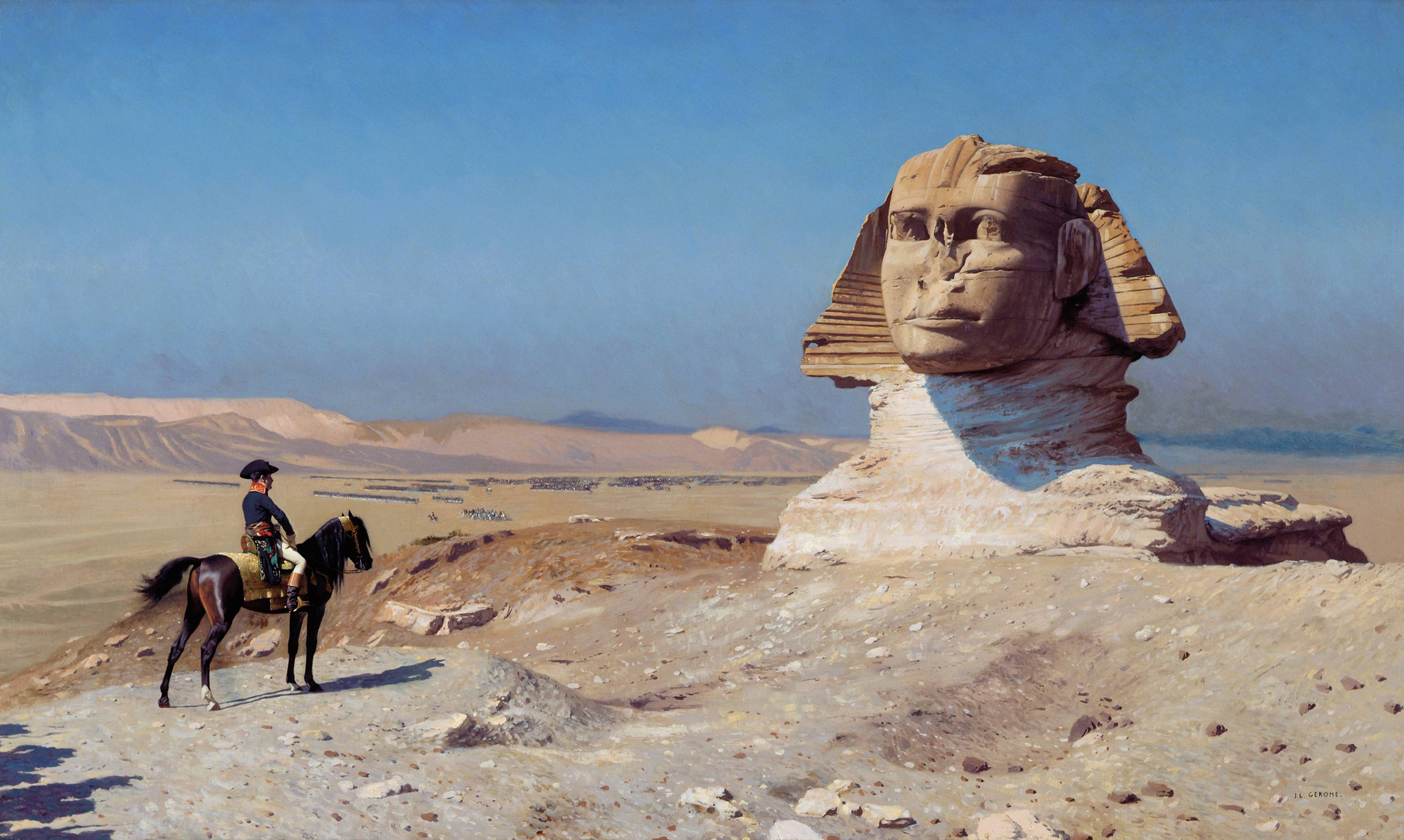
《獅身人面像前的波拿巴》，1886年
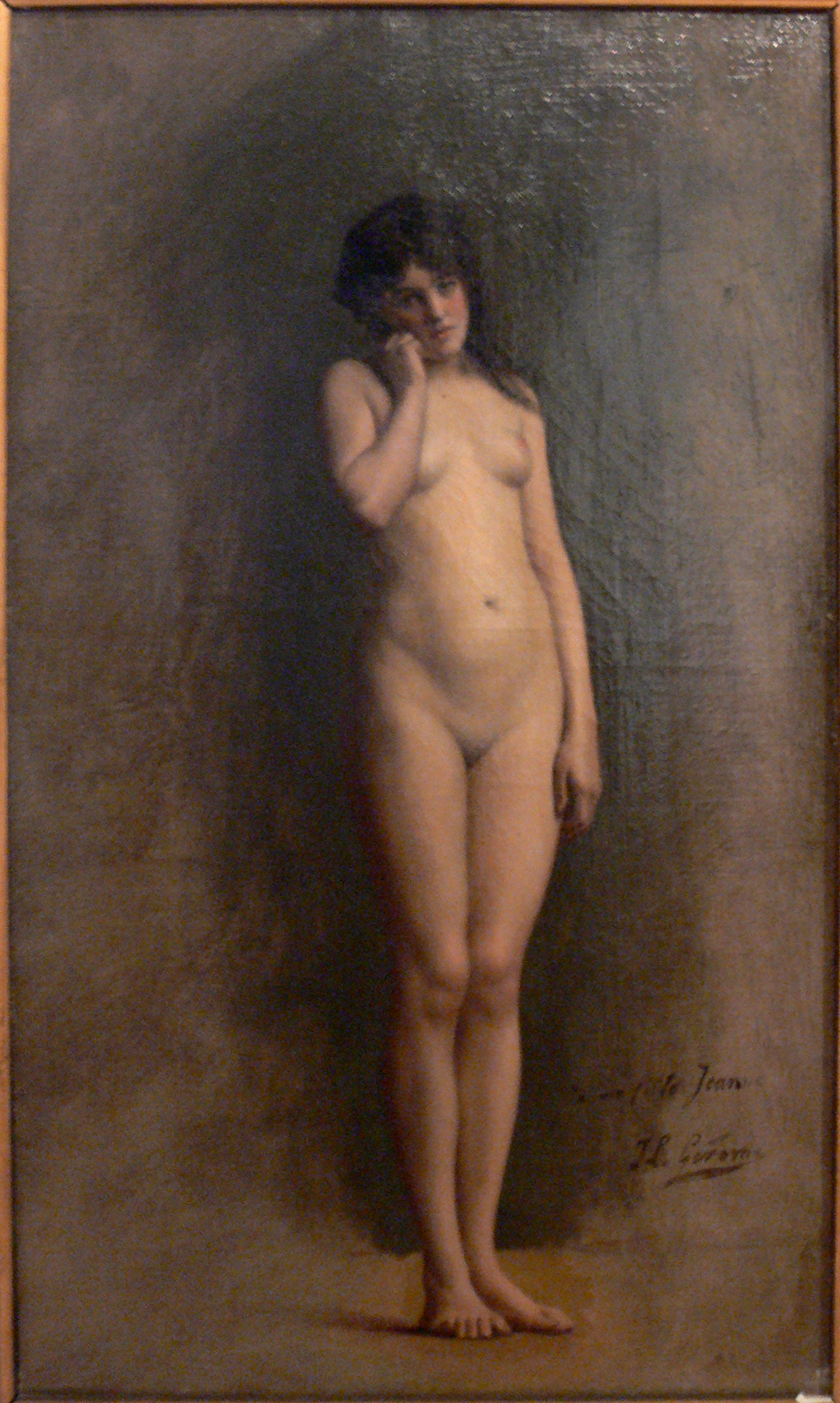
年輕女子（奴隸），1886年，喬治·加雷博物館藏
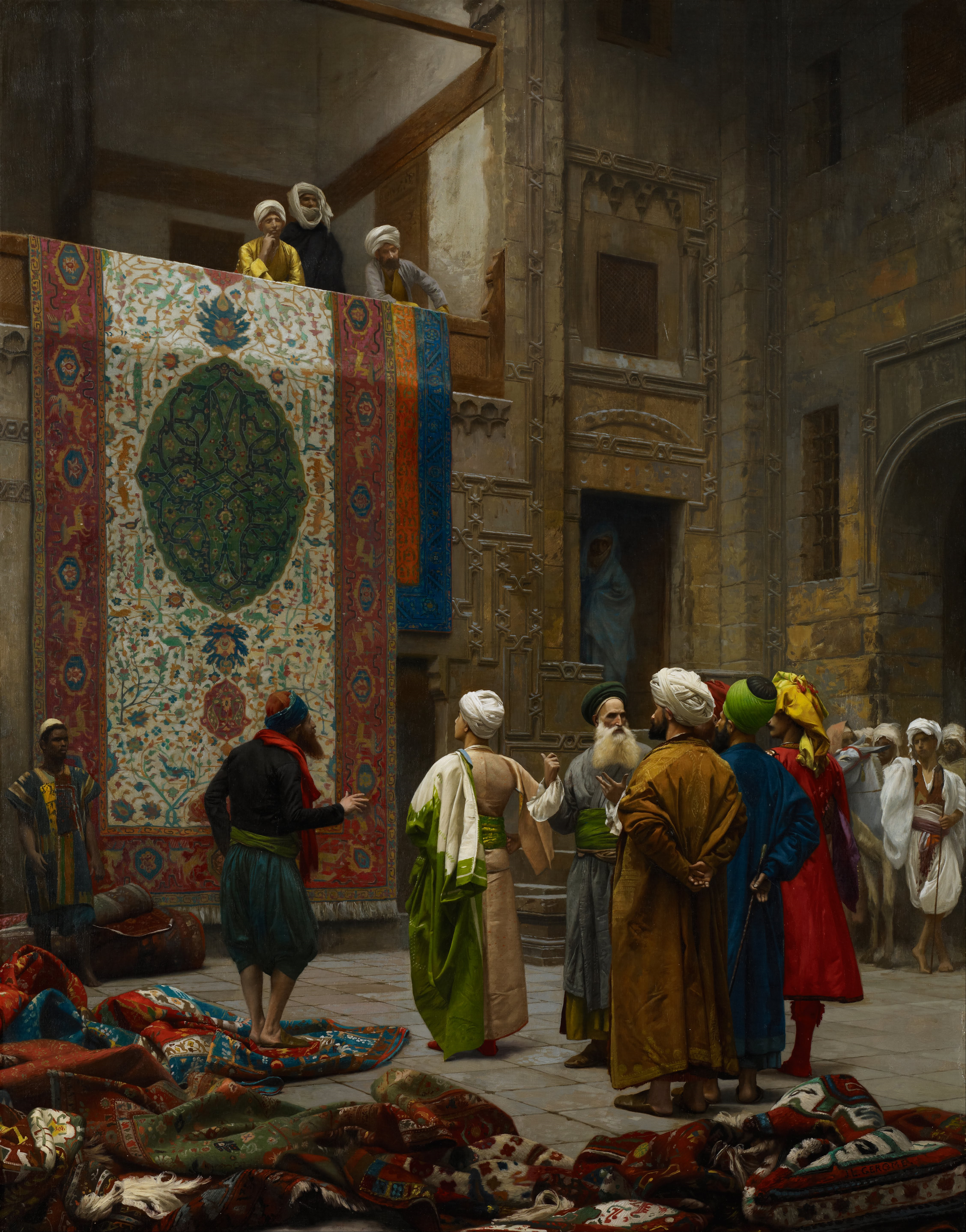
《地毯商人》，約1887年，明尼阿波利斯美術館藏
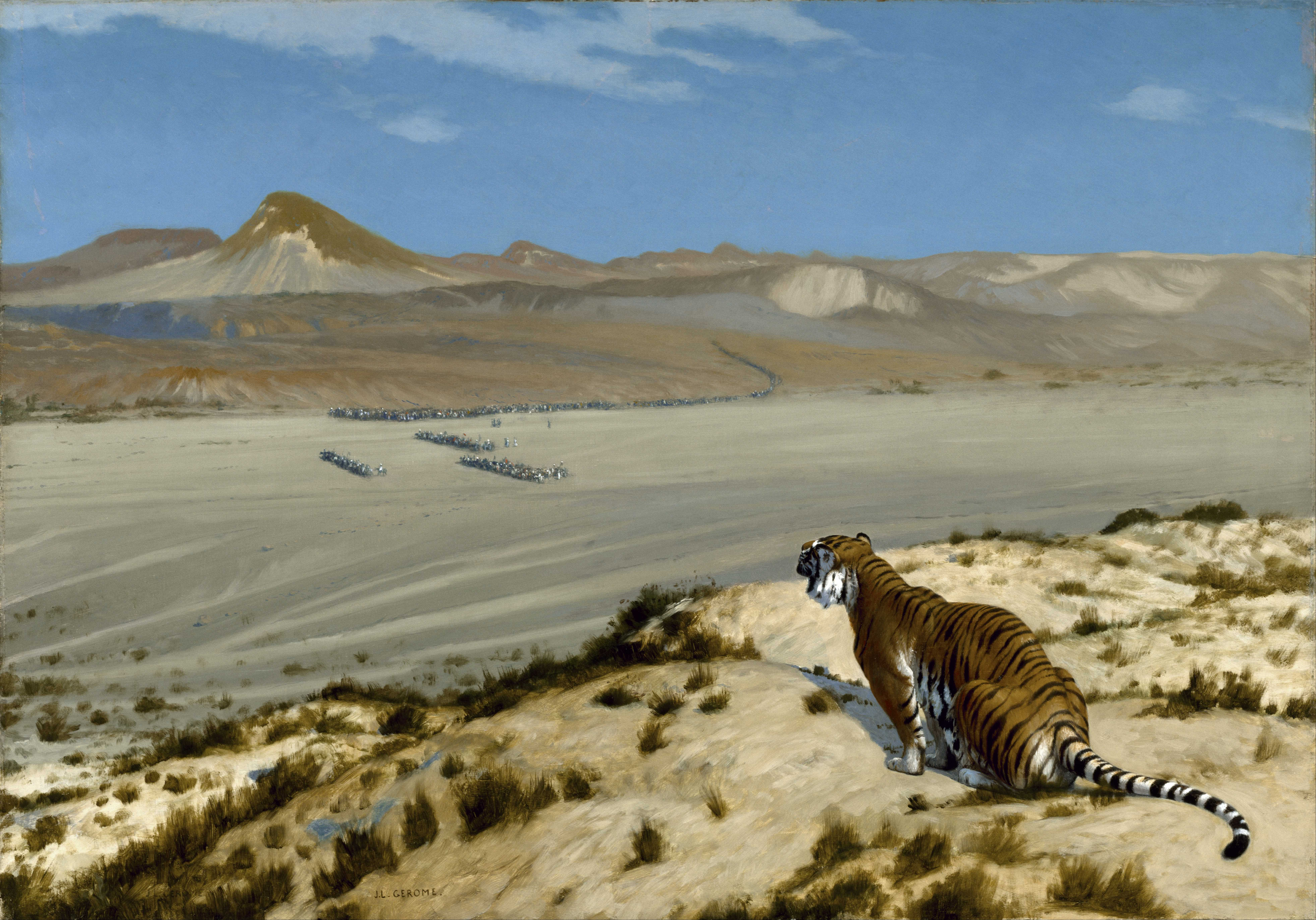
虎視，約1888年
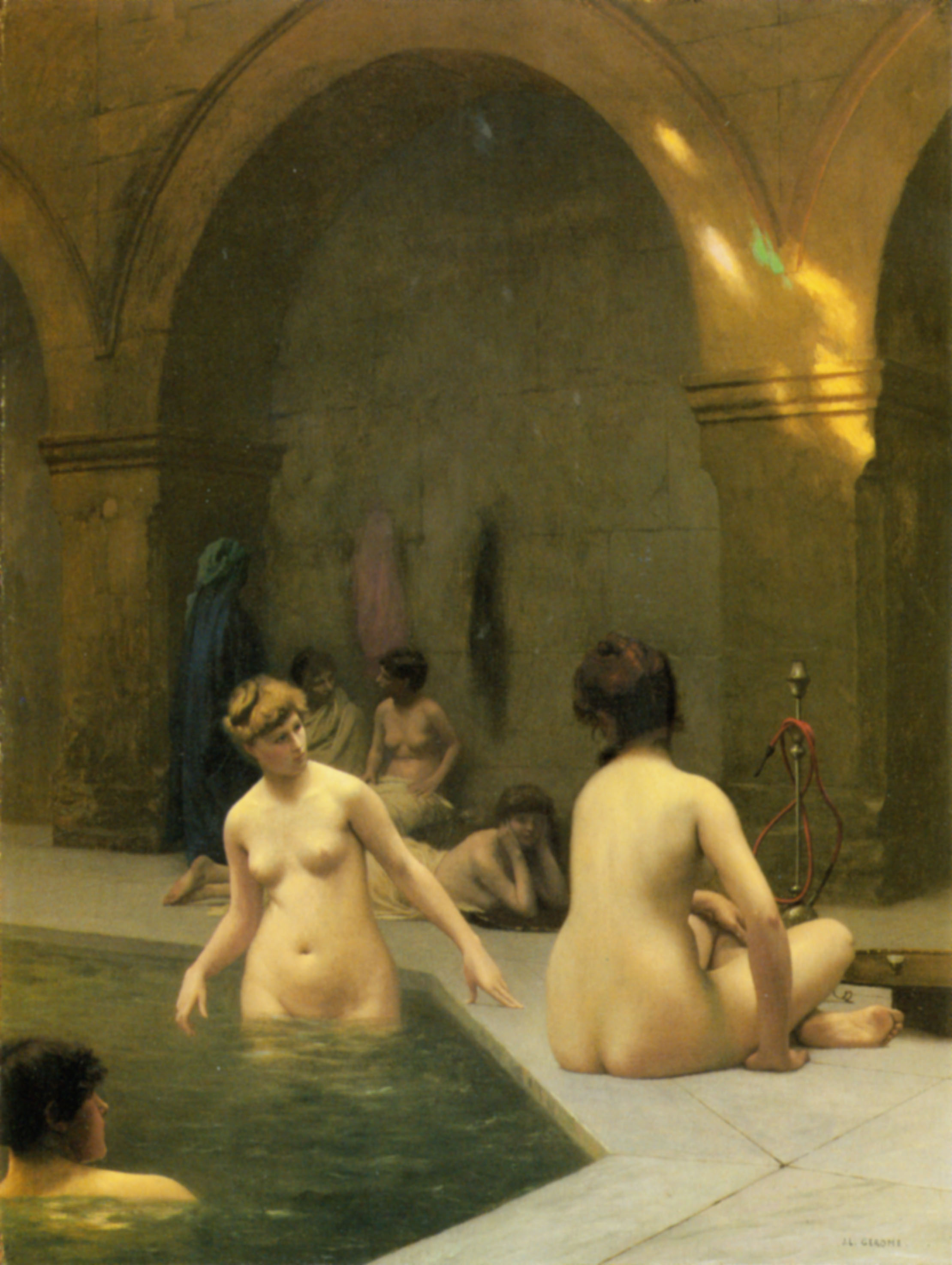
浴場的浴女，約1889年
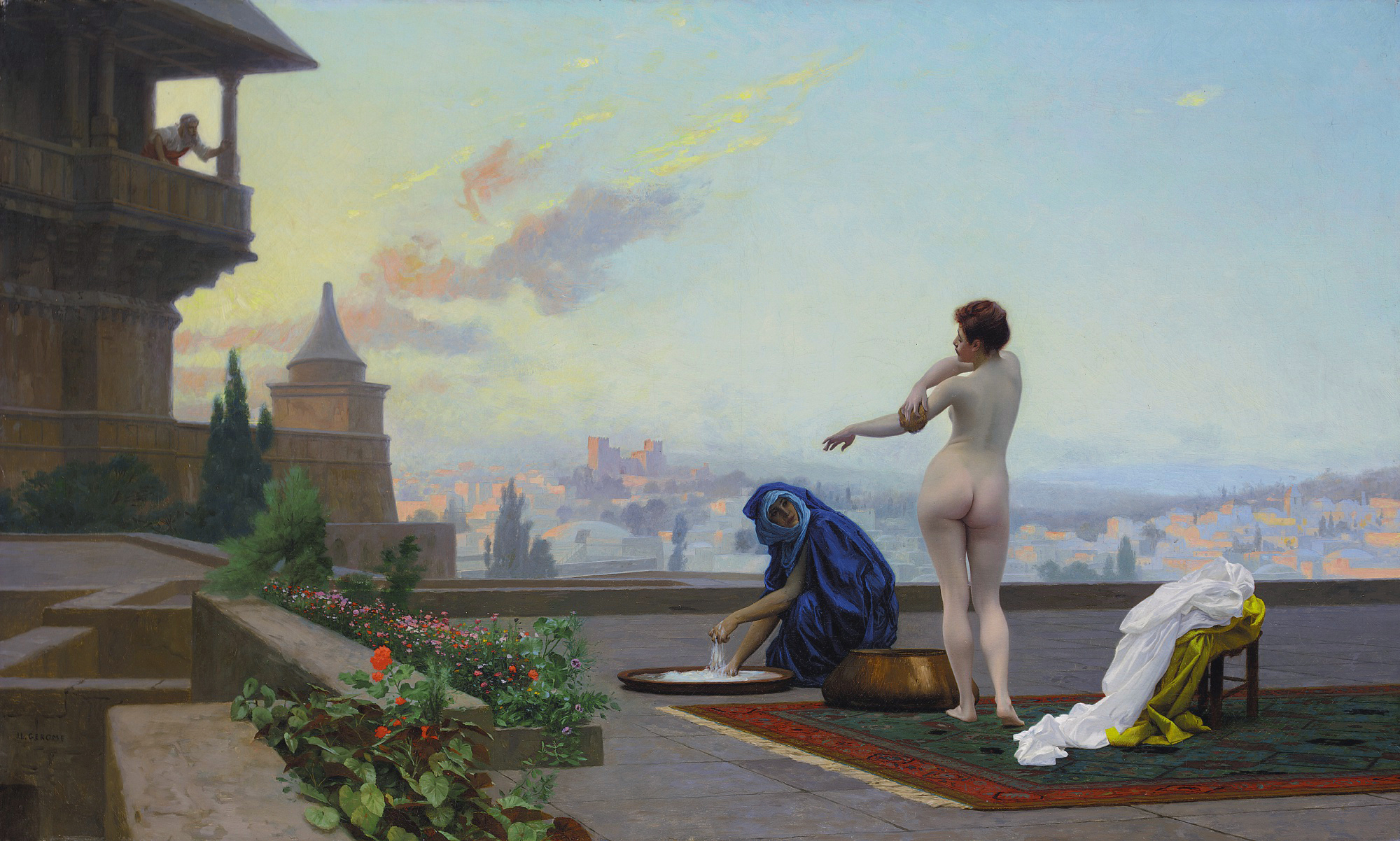
《拔示巴》，1889年
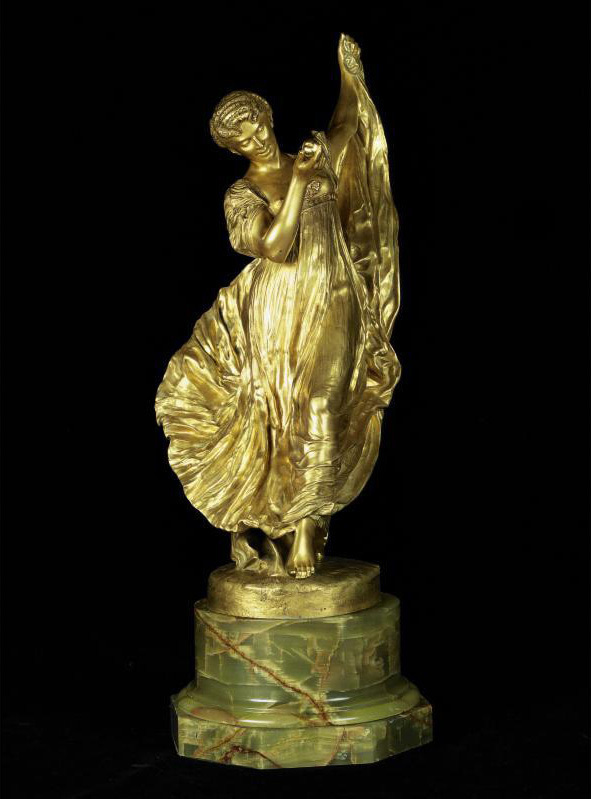
手持蘋果的舞者，約1890年
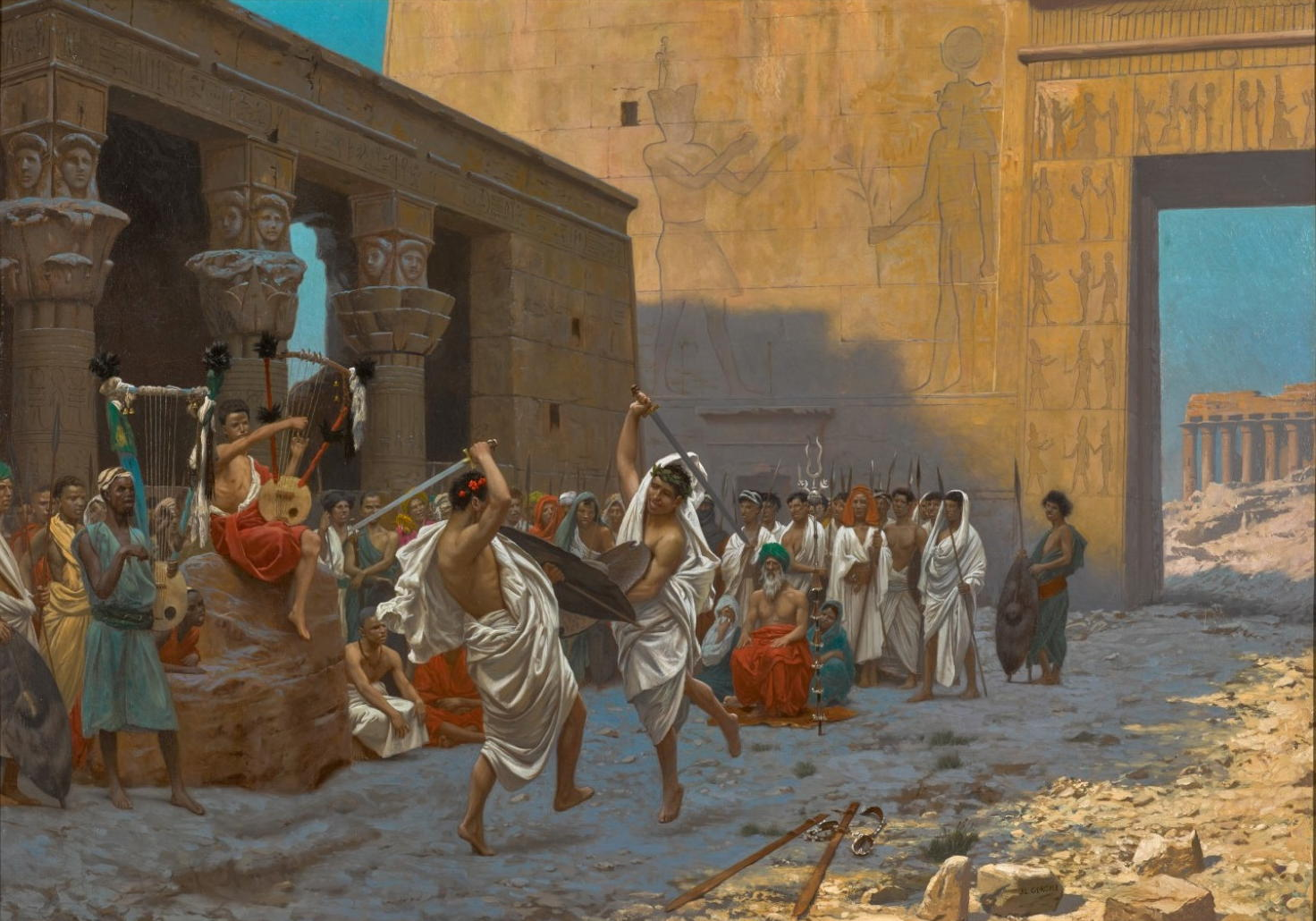
古希臘劍舞，約1890年
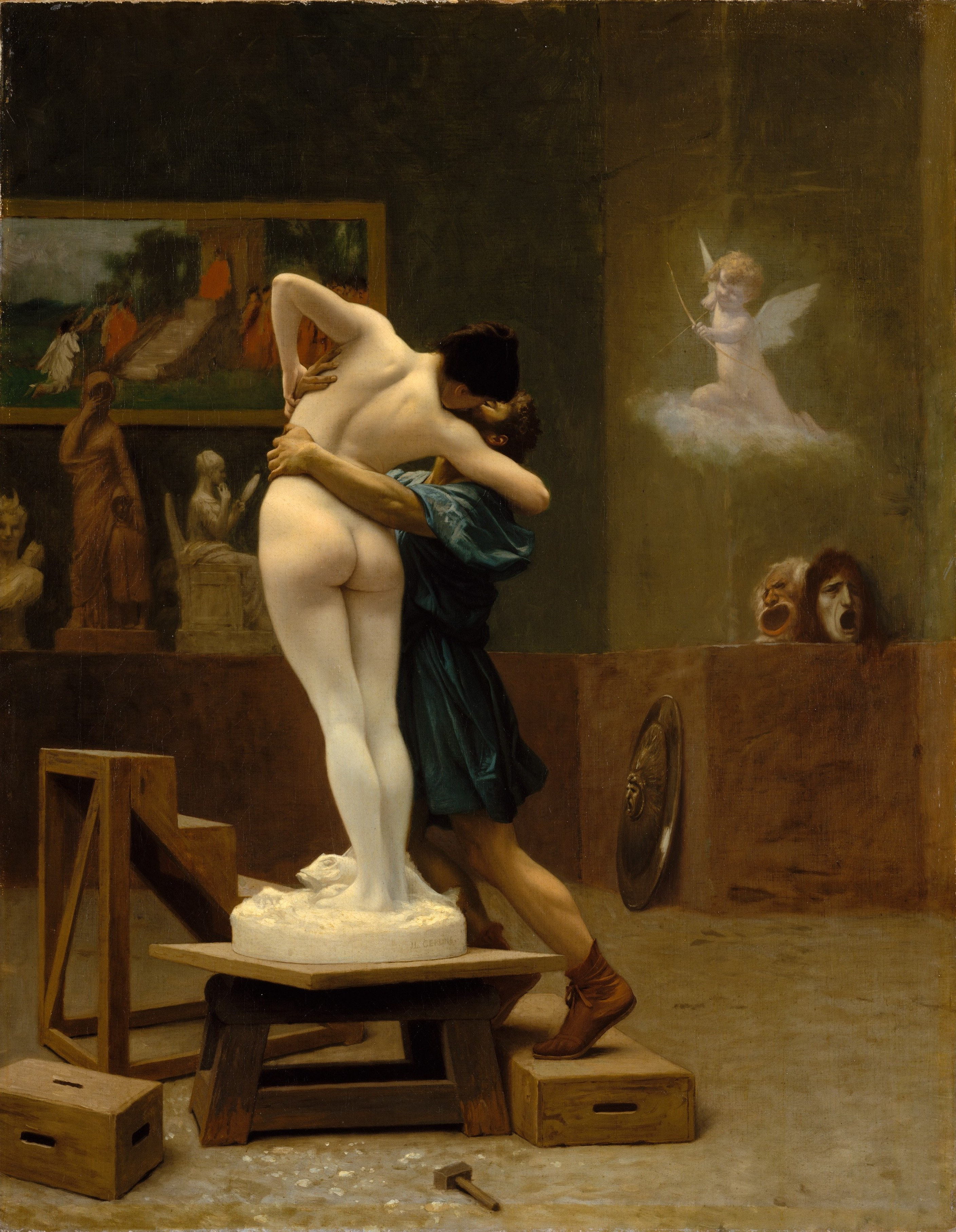
《皮格马利翁和伽拉忒亚》，1890年，大都會藝術博物館藏
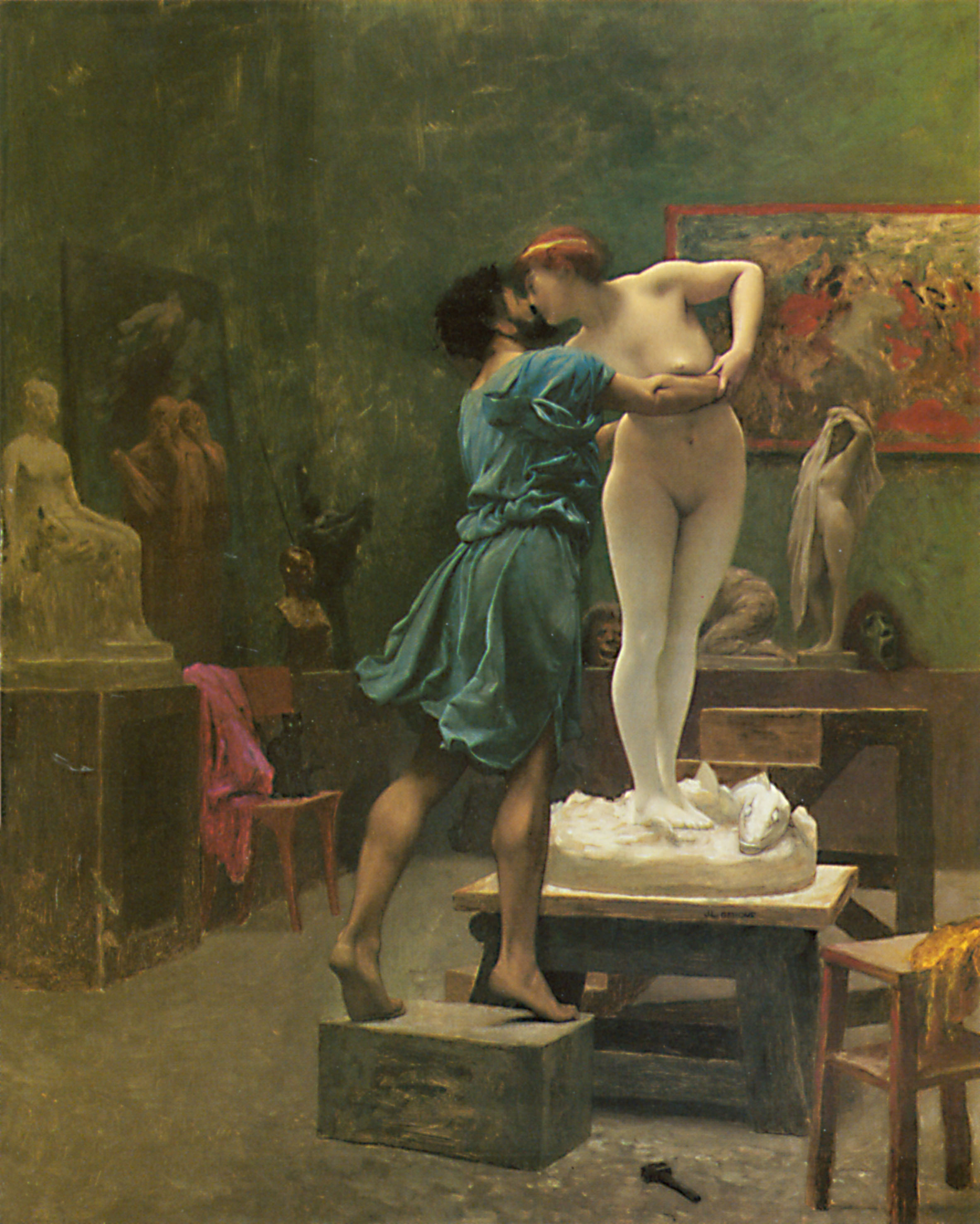
皮格马利翁與伽拉忒亞，約1890年
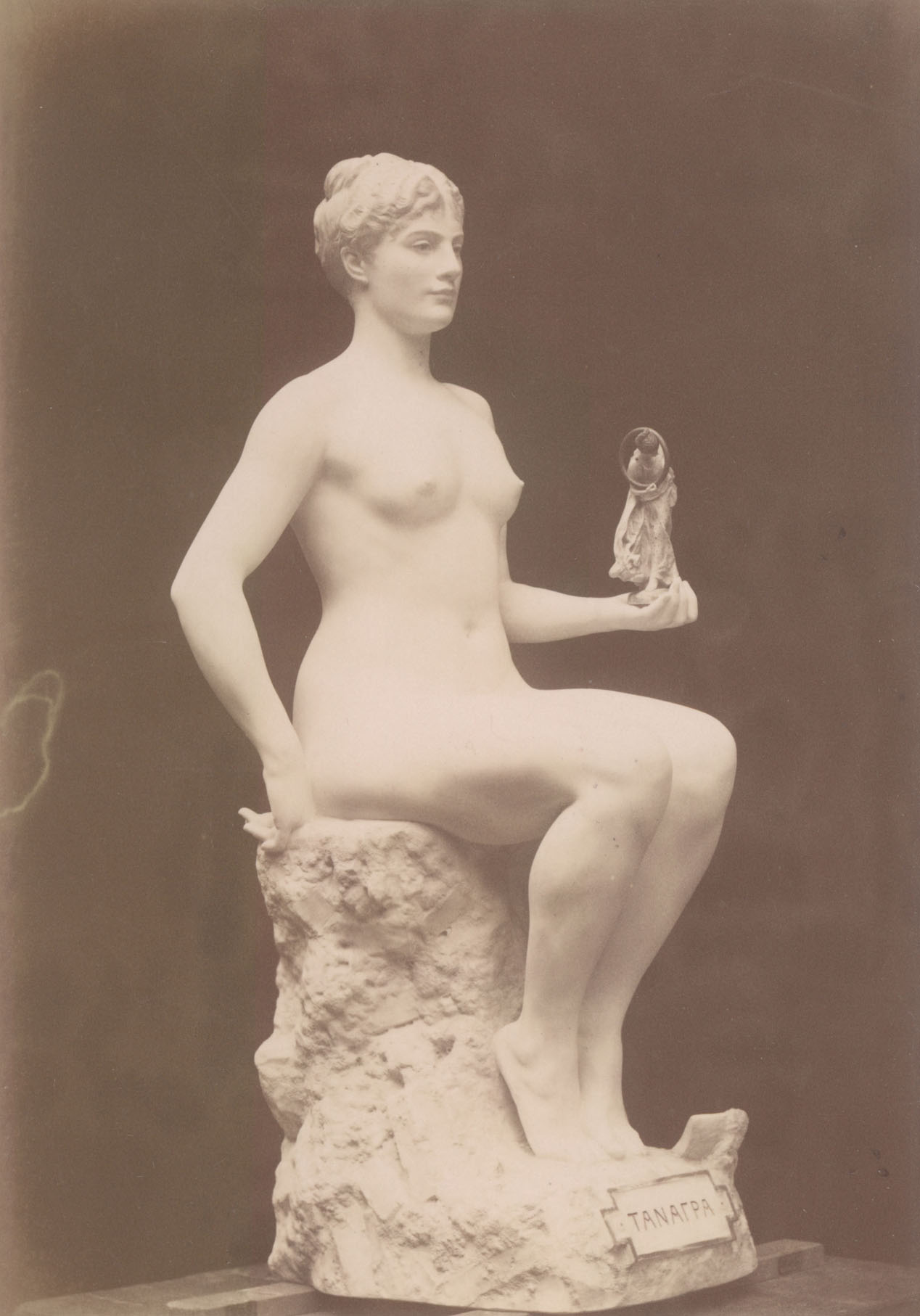
《塔纳格拉》，1890年
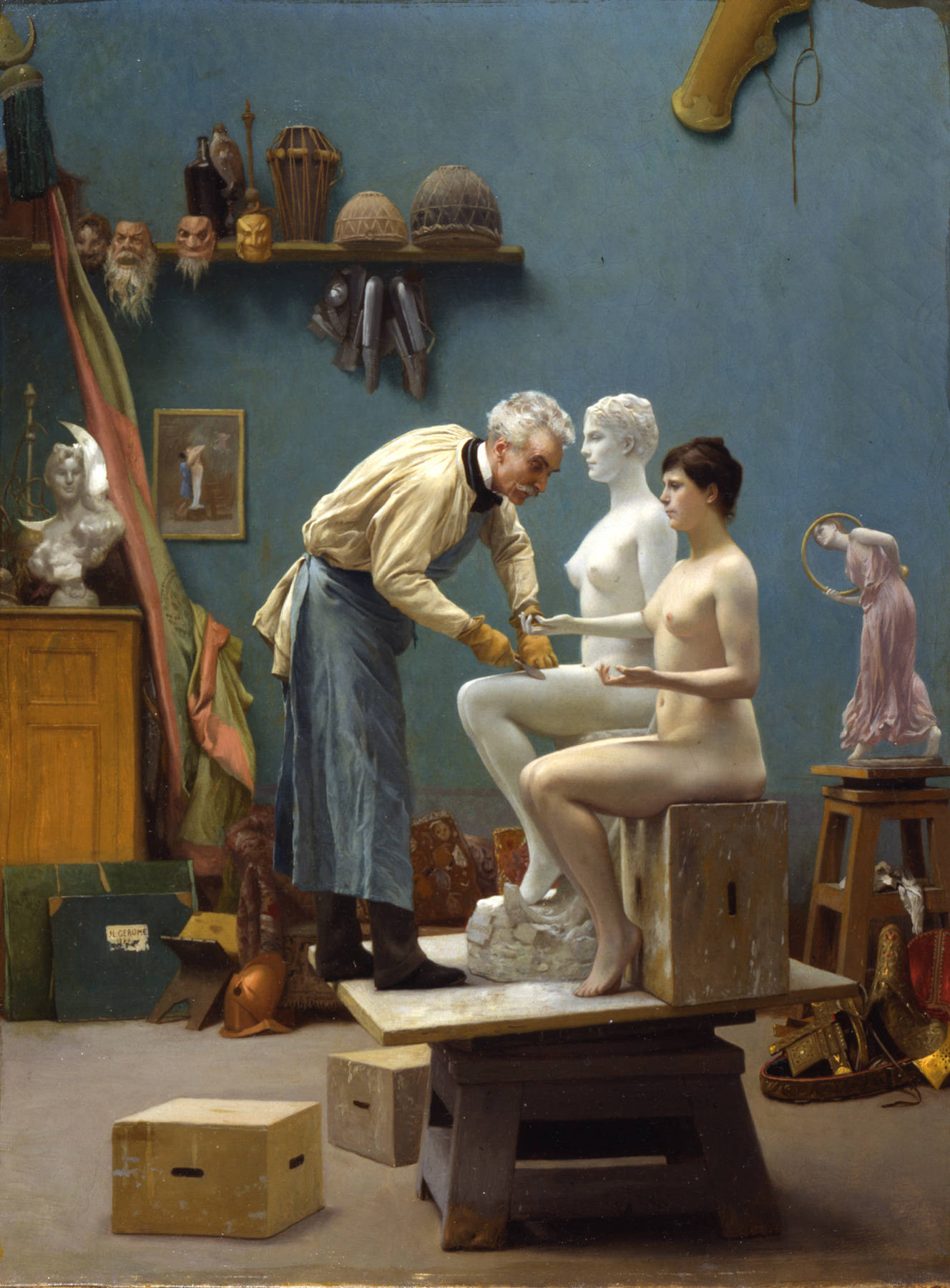
創作大理石雕（自畫像），1890年，達黑什藝術博物館藏
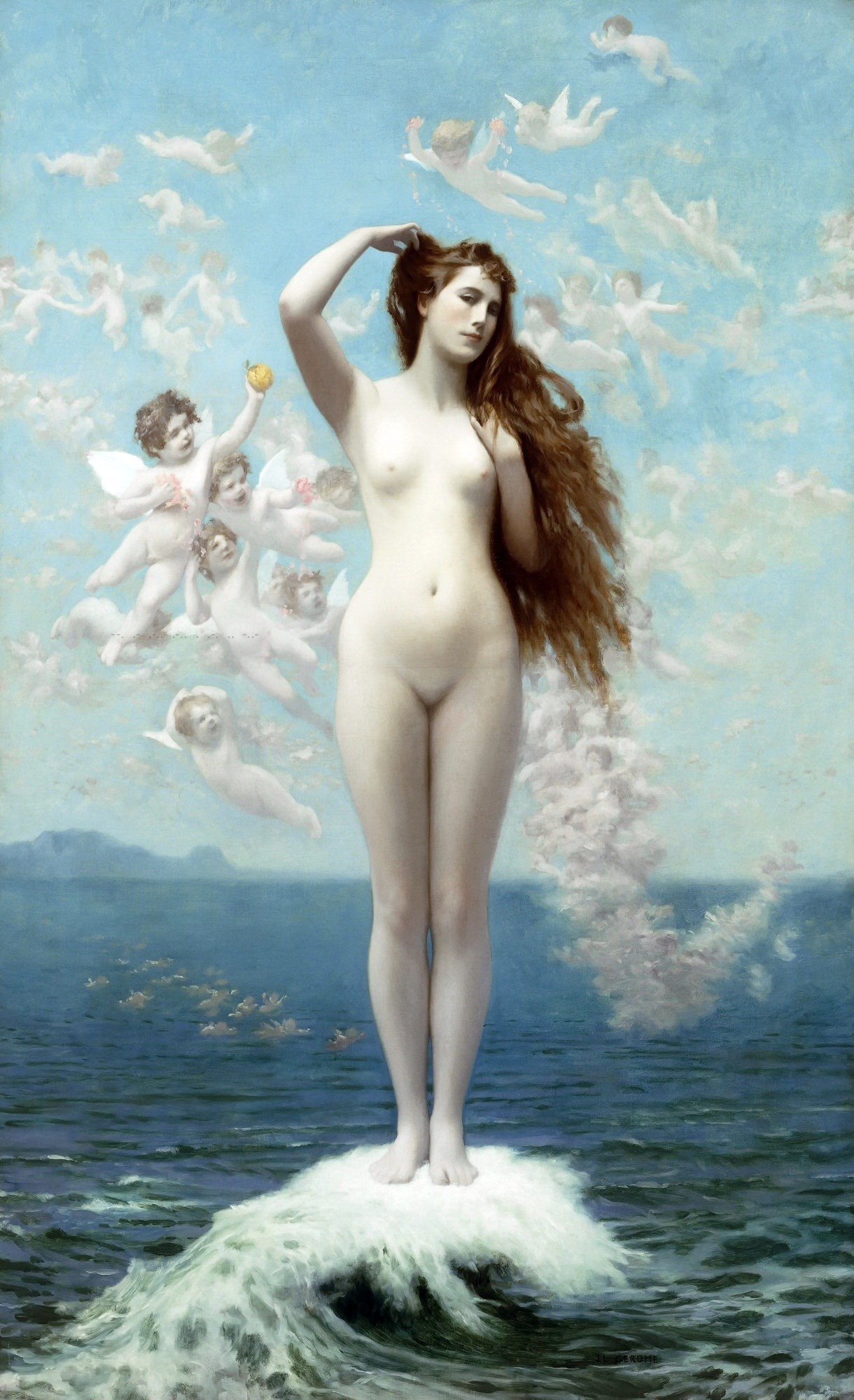
《维纳斯的诞生》，1890年
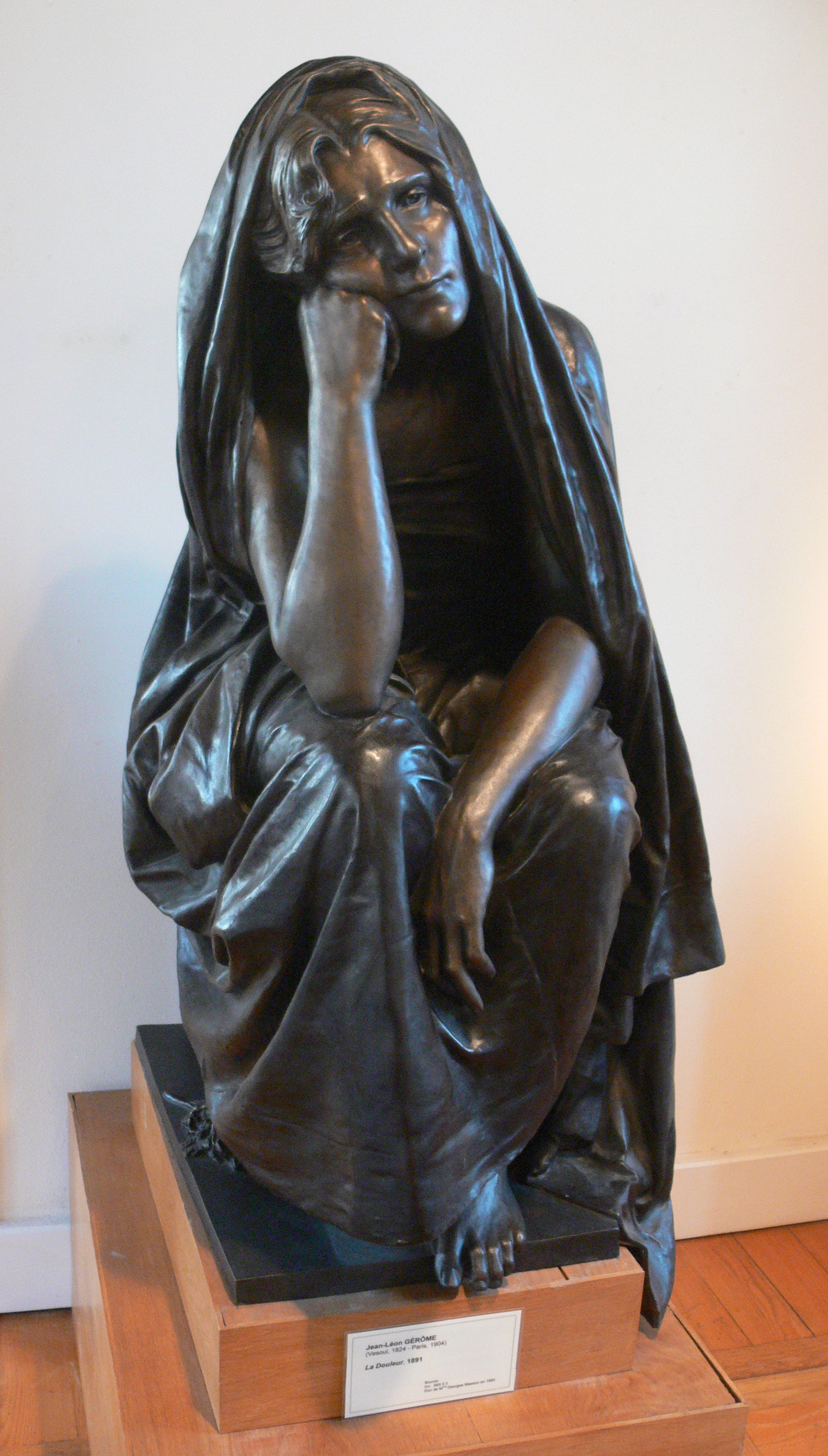
傷痛，1891年
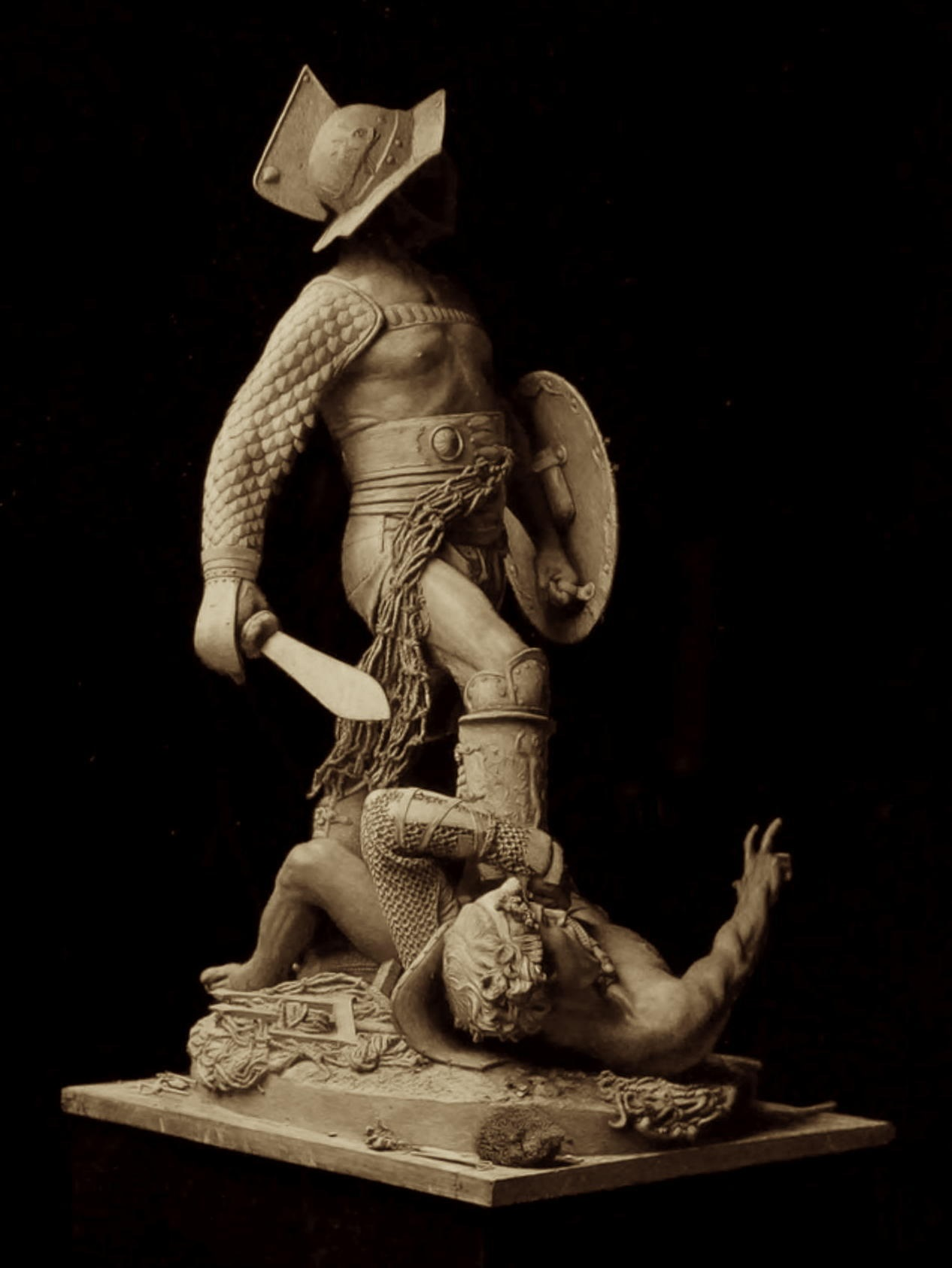
角鬥士，約1892年
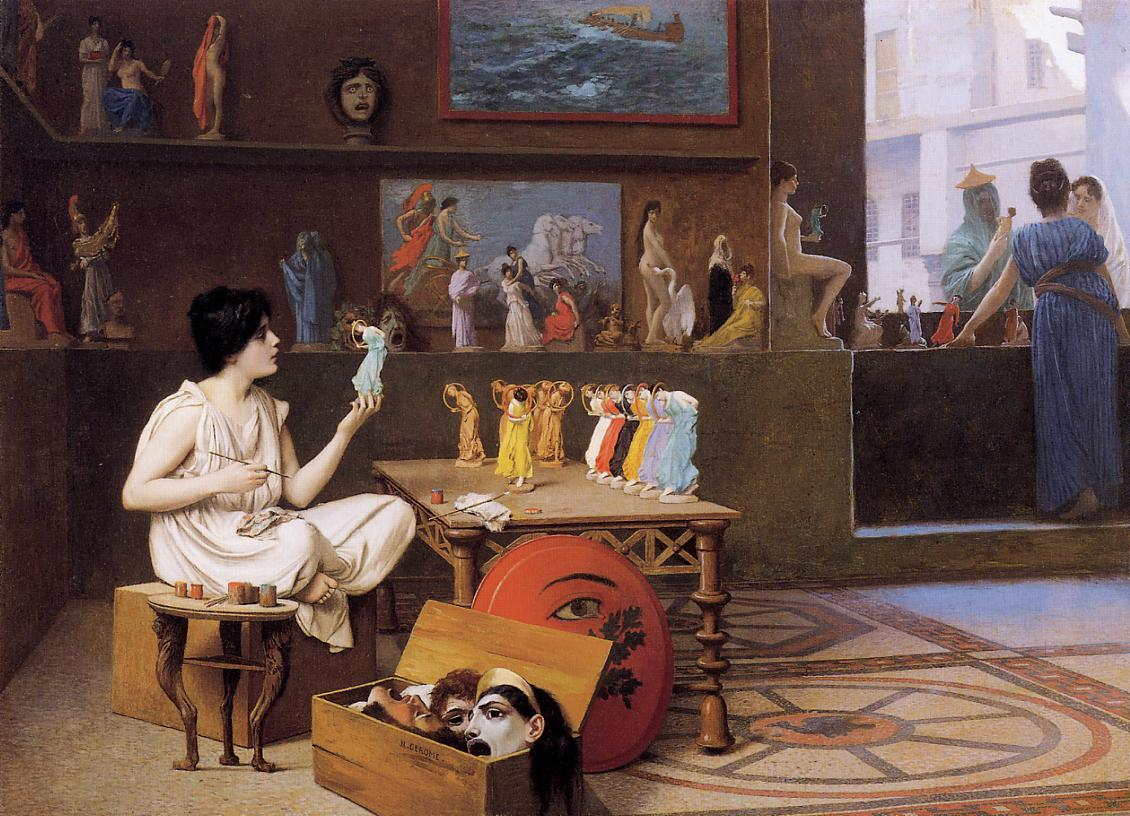
塔納格拉小塑像作坊（第一版），1893年
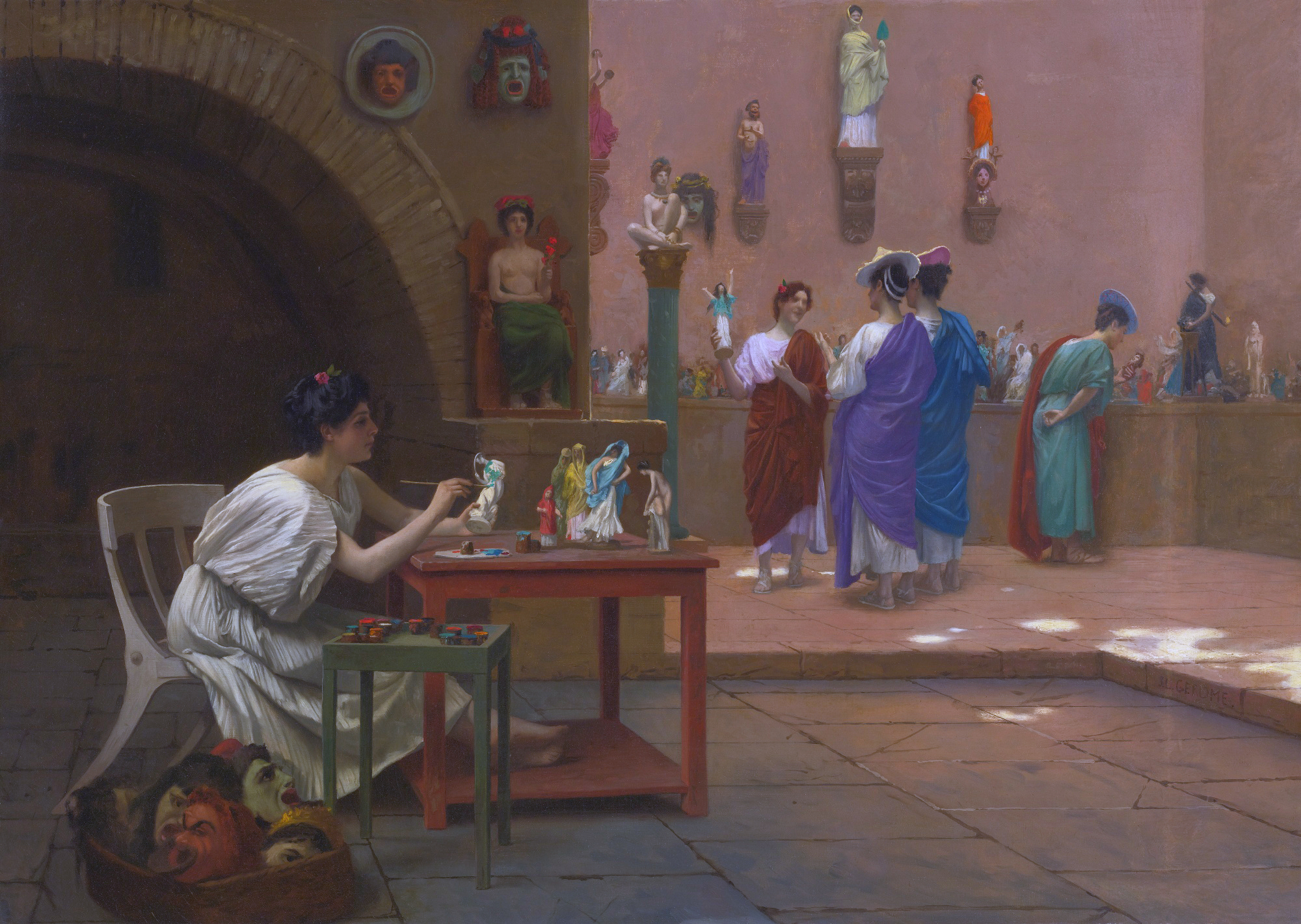
塔納格拉小塑像作坊，1893年
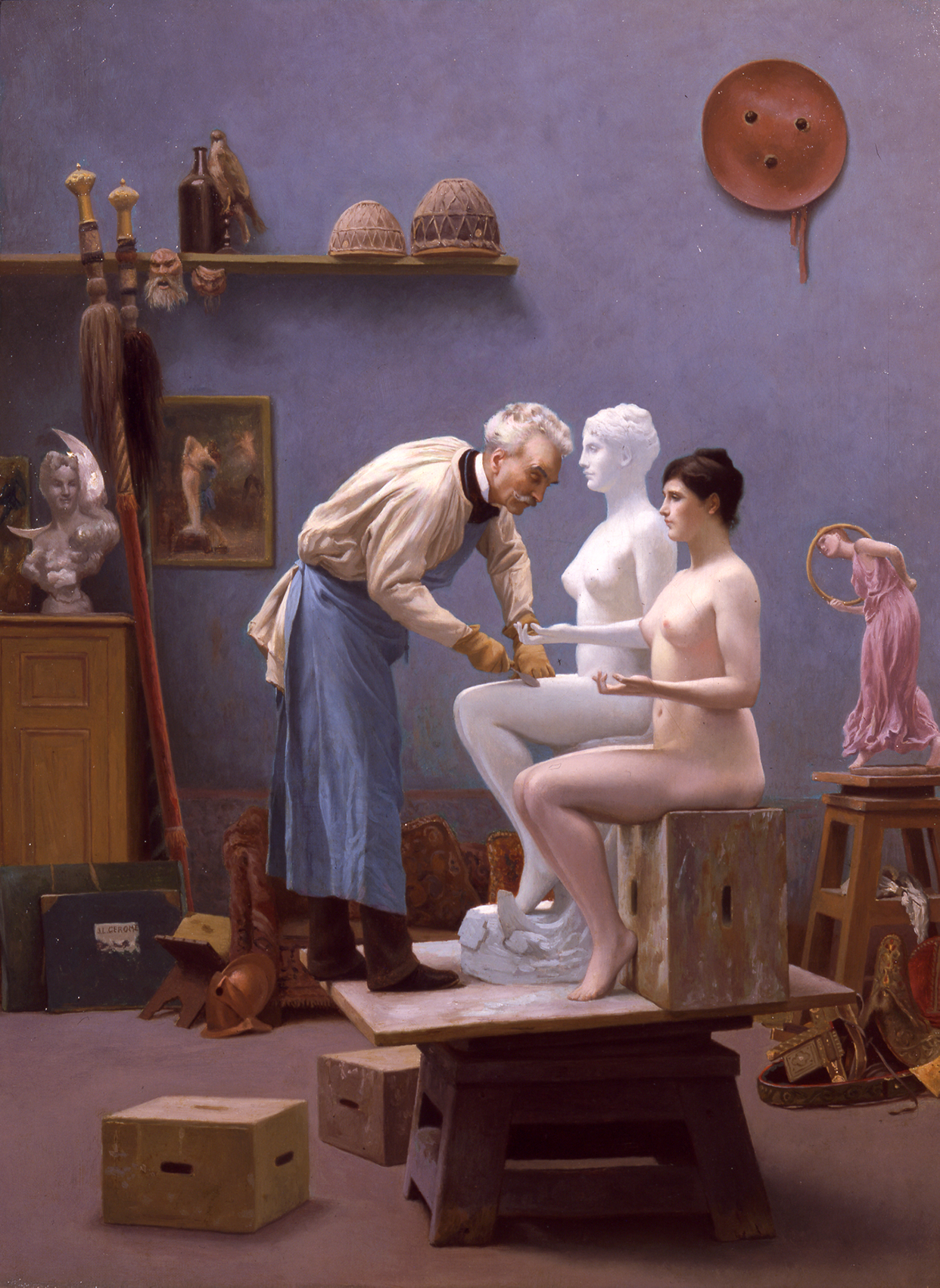
藝術家與他的模特，1895年，Haggin Museum藏
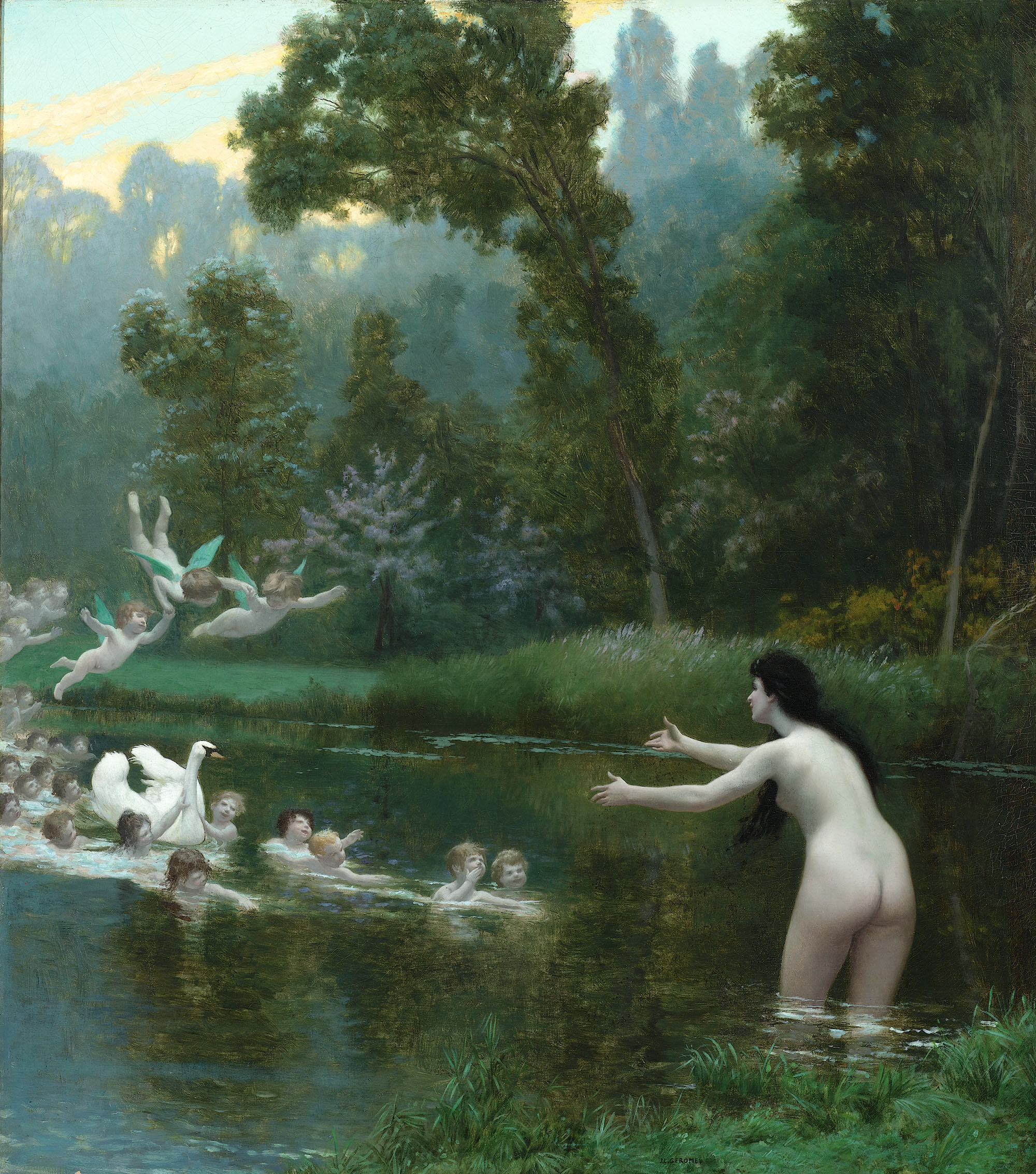
麗妲與天鵝，1895年
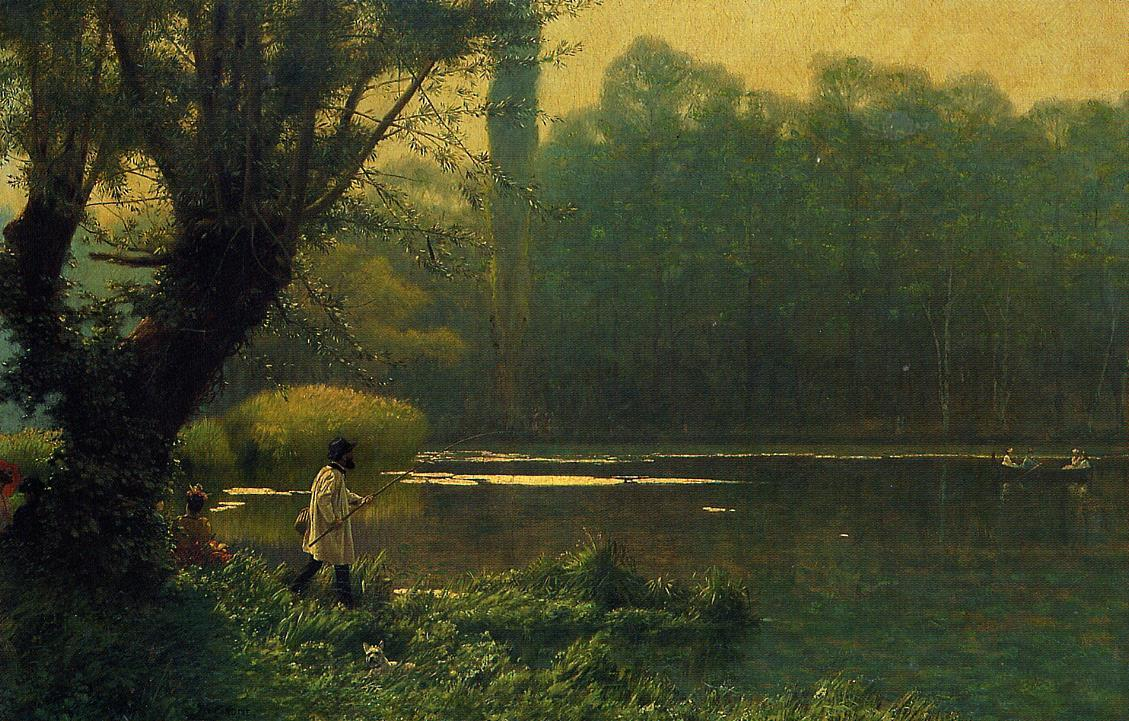
夏日午後湖邊，約1895年
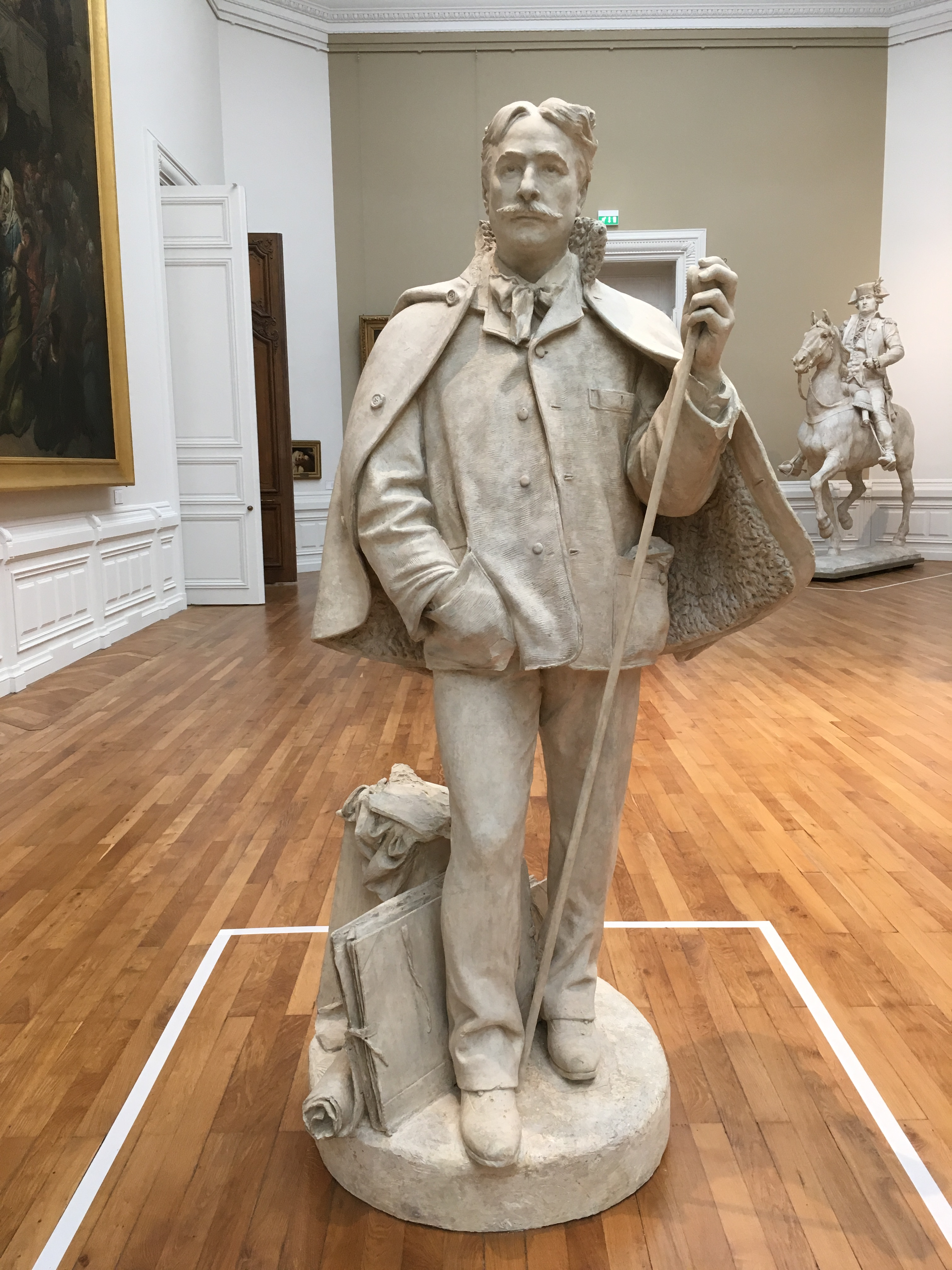
畫家保羅·伯哲（英语：Paul-Jacques-Aimé Baudry）像，約1896年
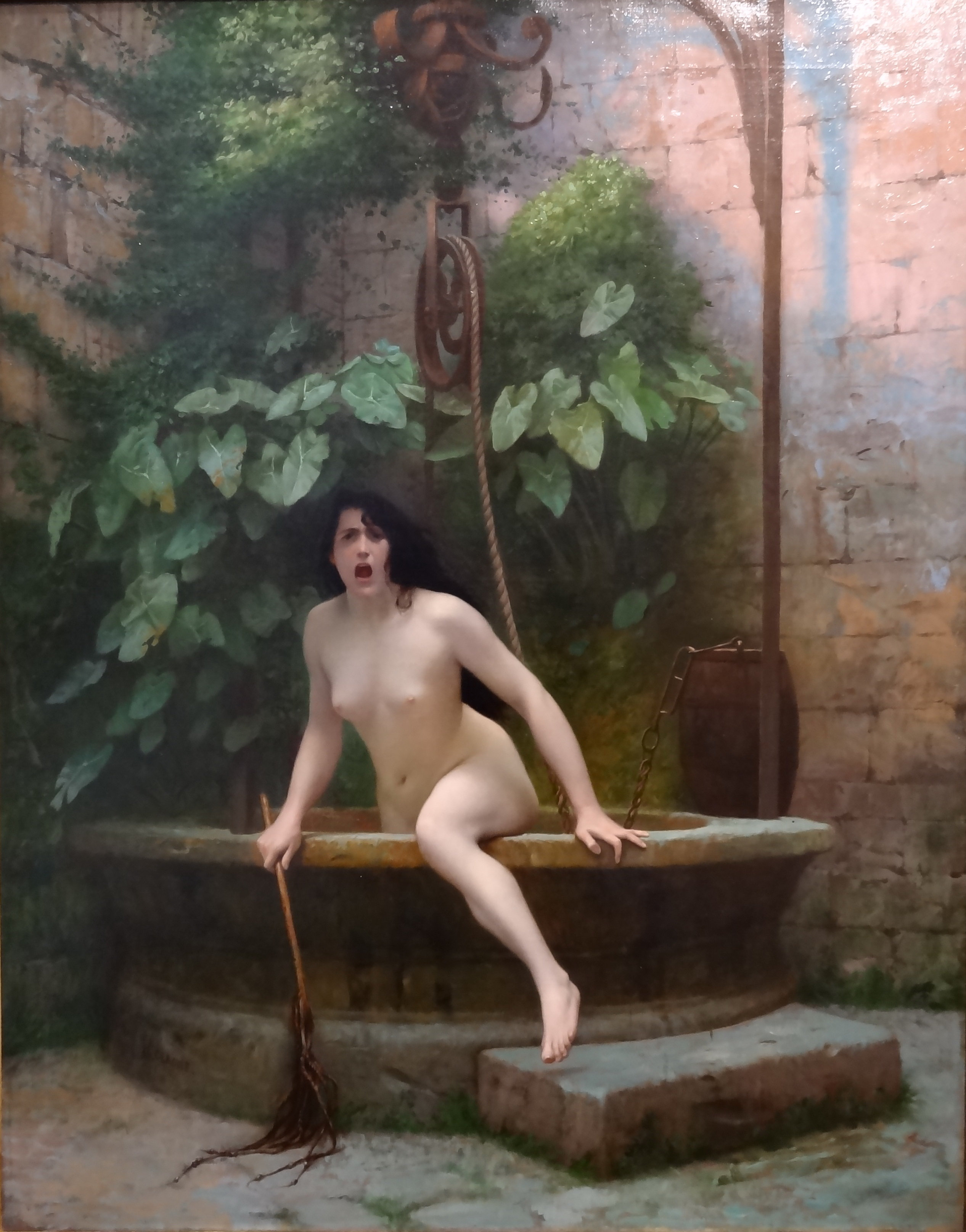
《真理从井里爬出》，1896年，Musée Anne de Beaujeu藏
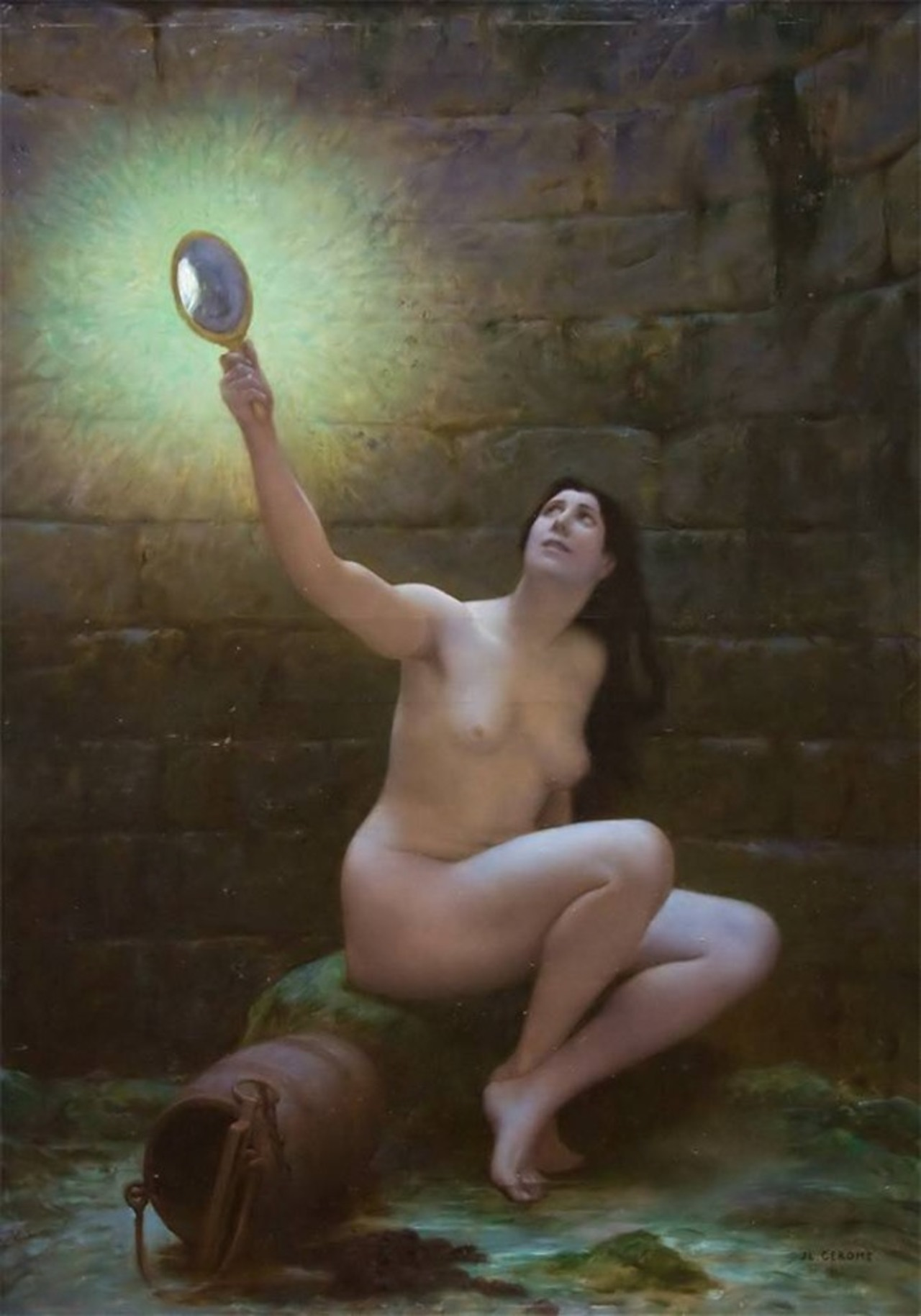
《井里的真理》，約1896年
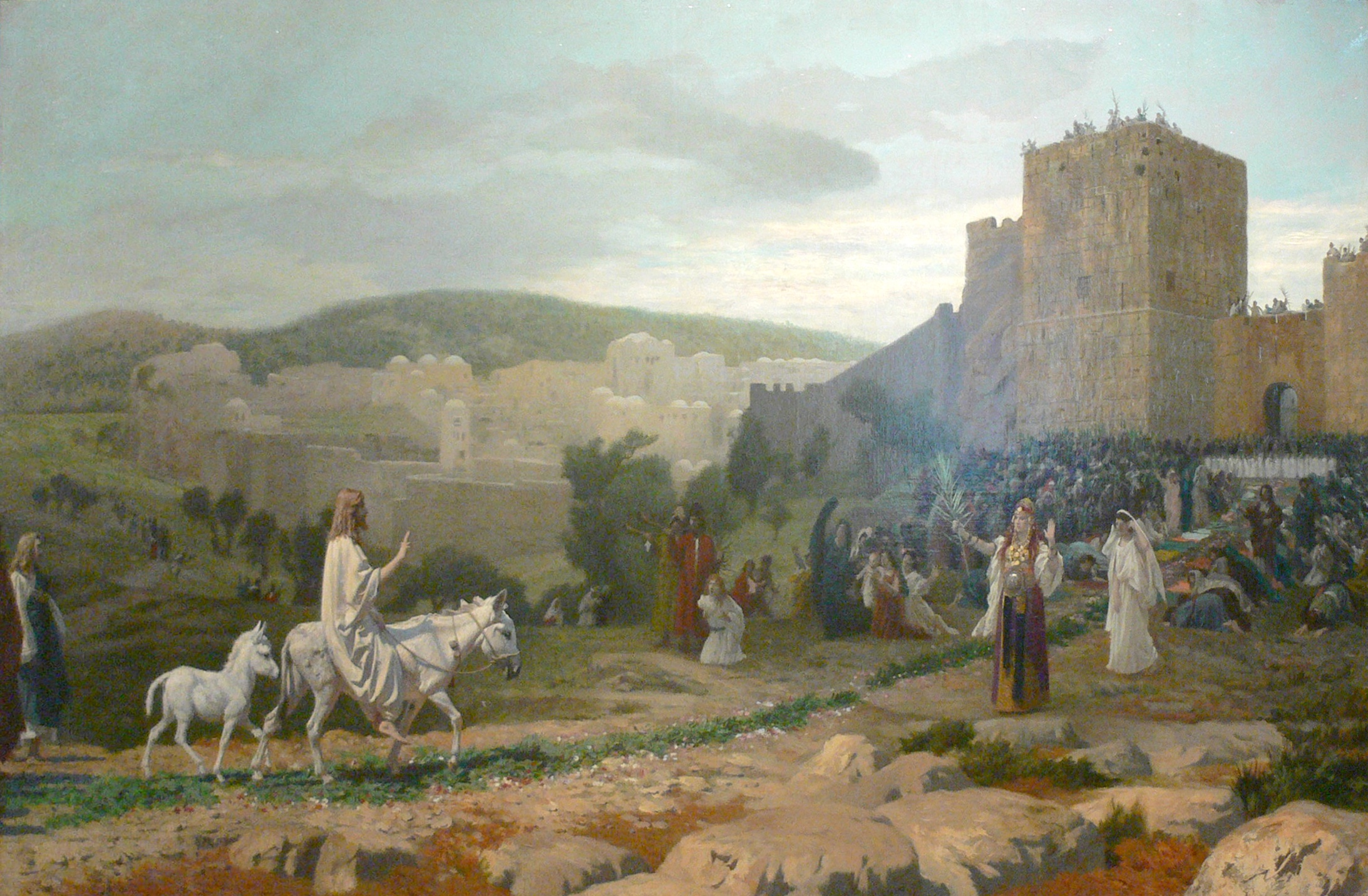
耶穌進耶路撒冷城，1897年，Musée Georges-Garret藏
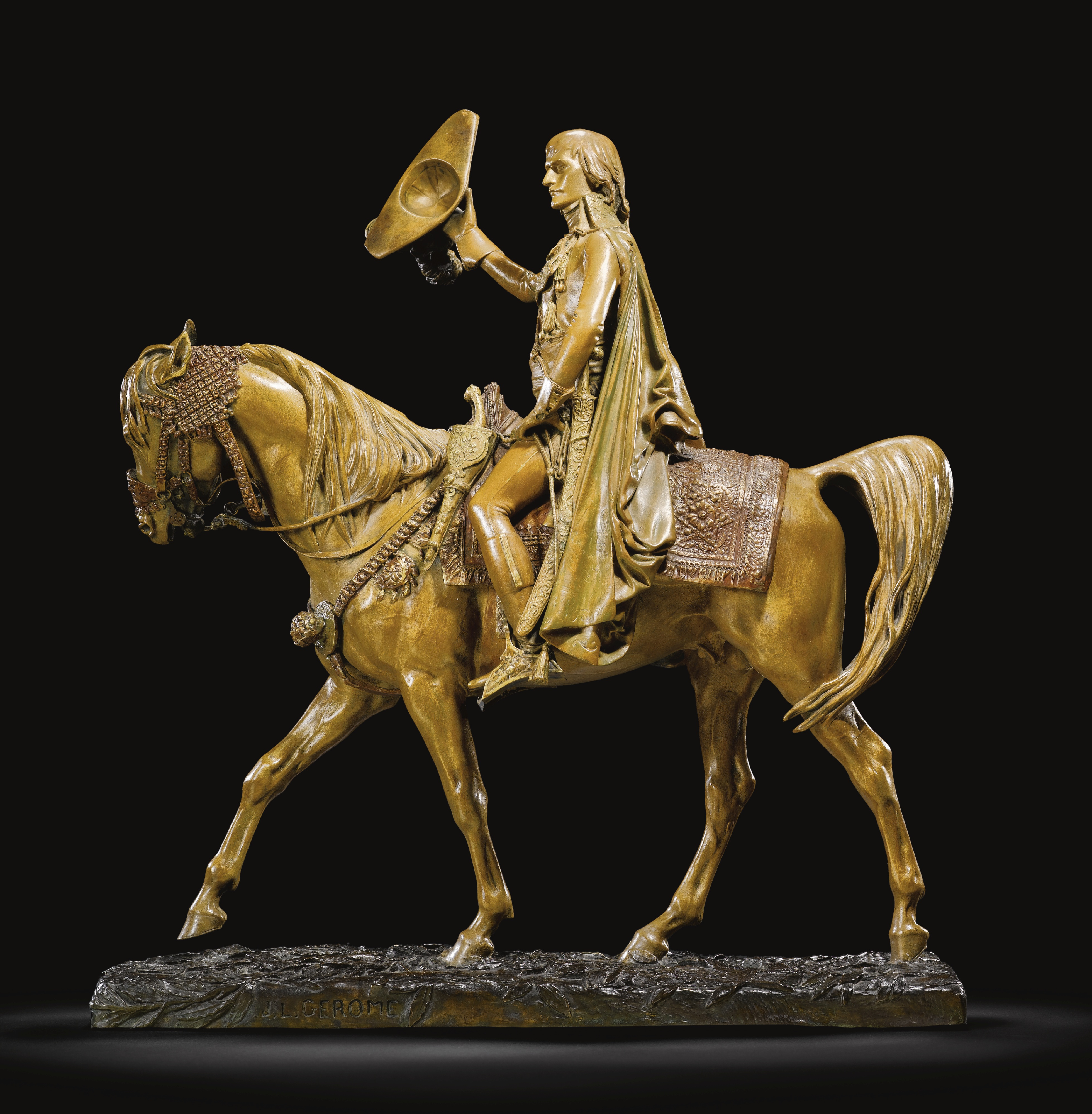
拿破崙·波拿巴進入開羅，約1897年
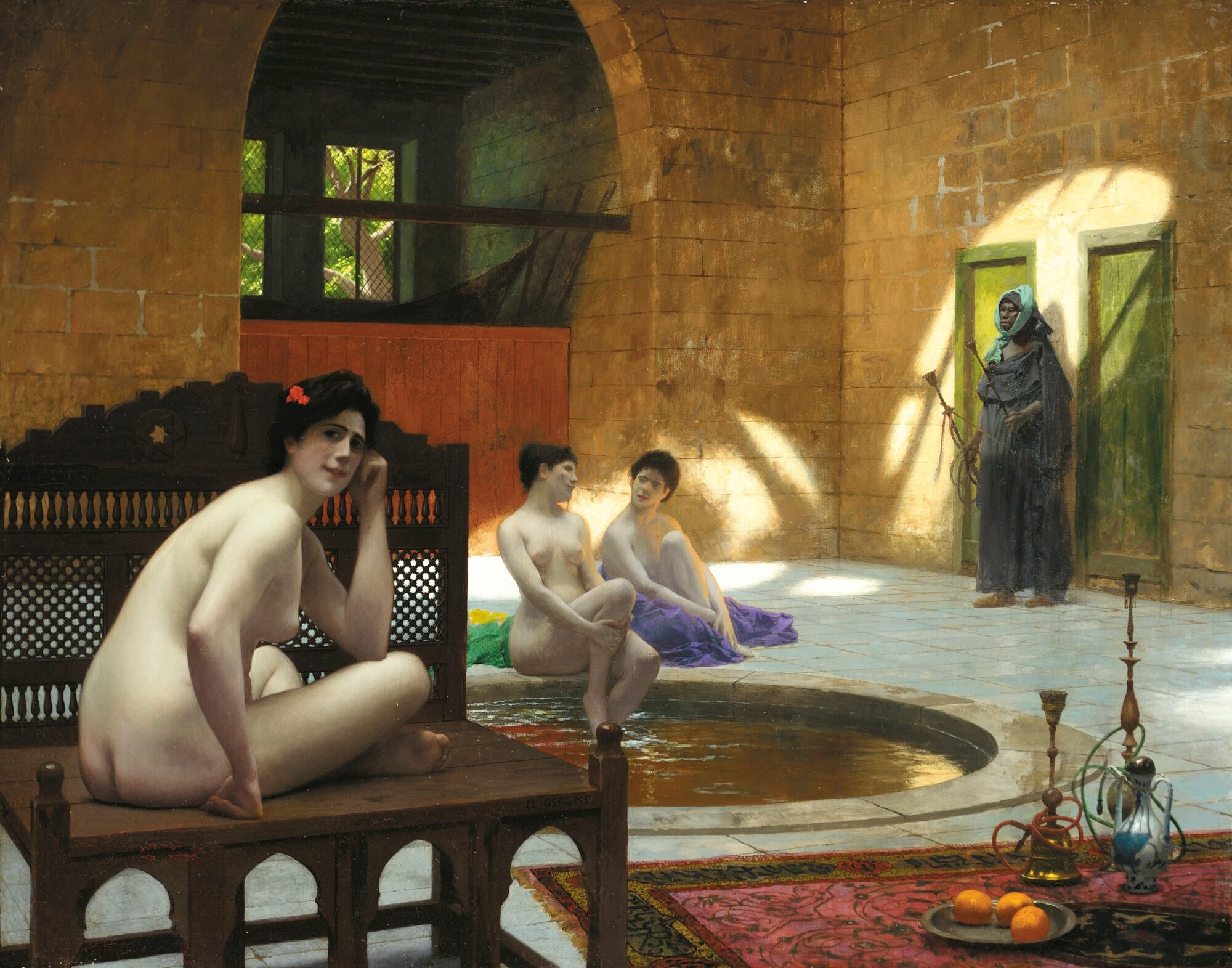
浴場的女人，約1898年
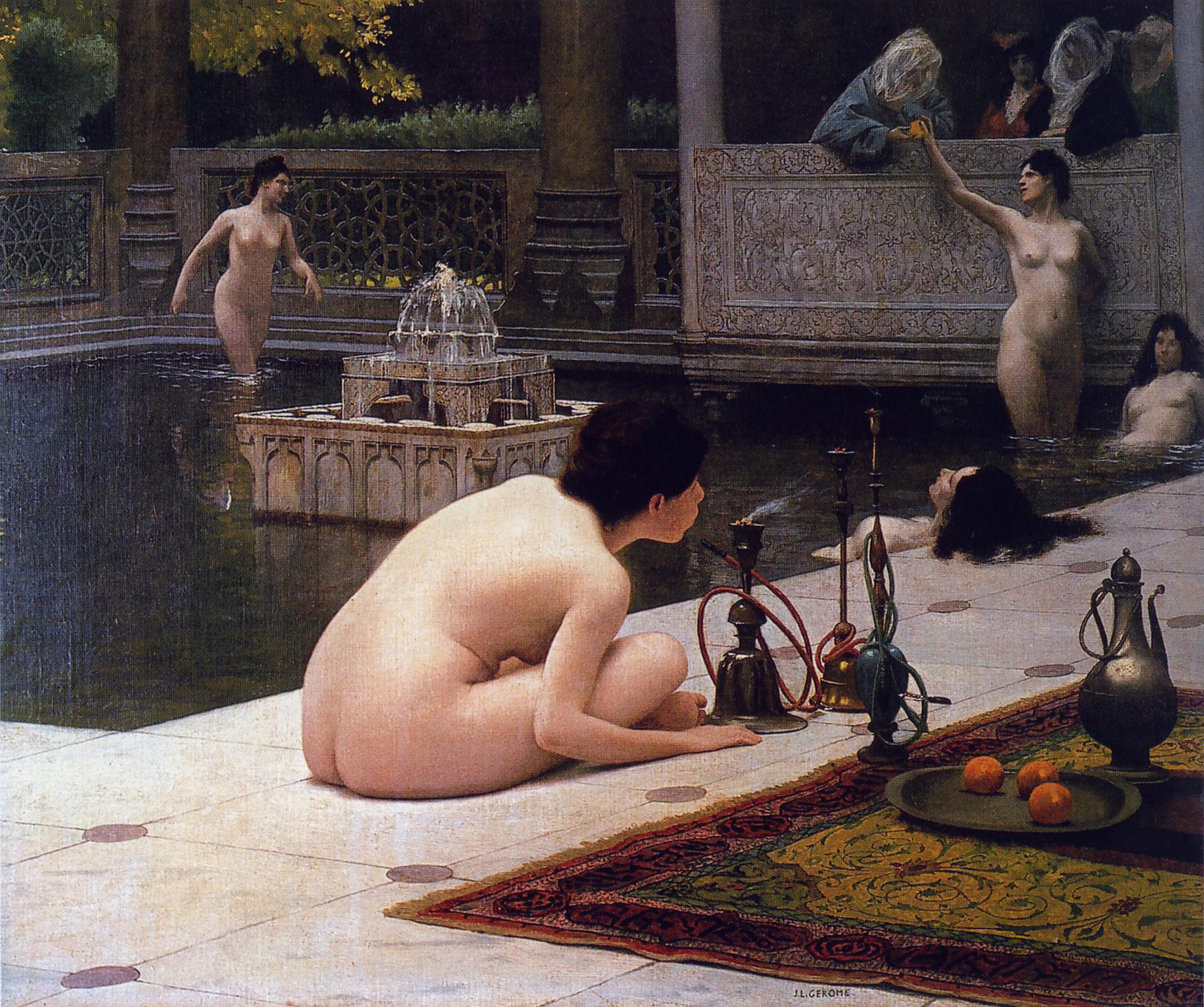
點水煙，約1898年
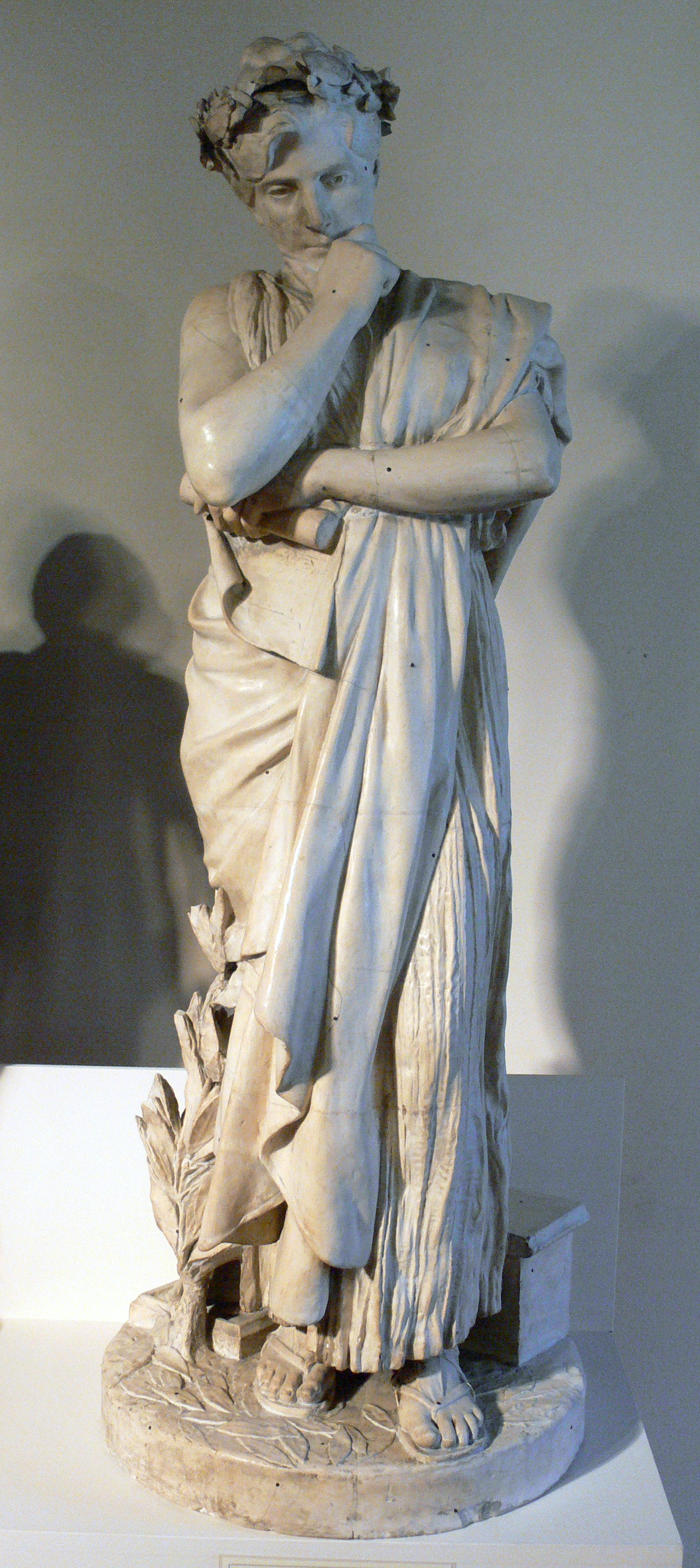
1901年
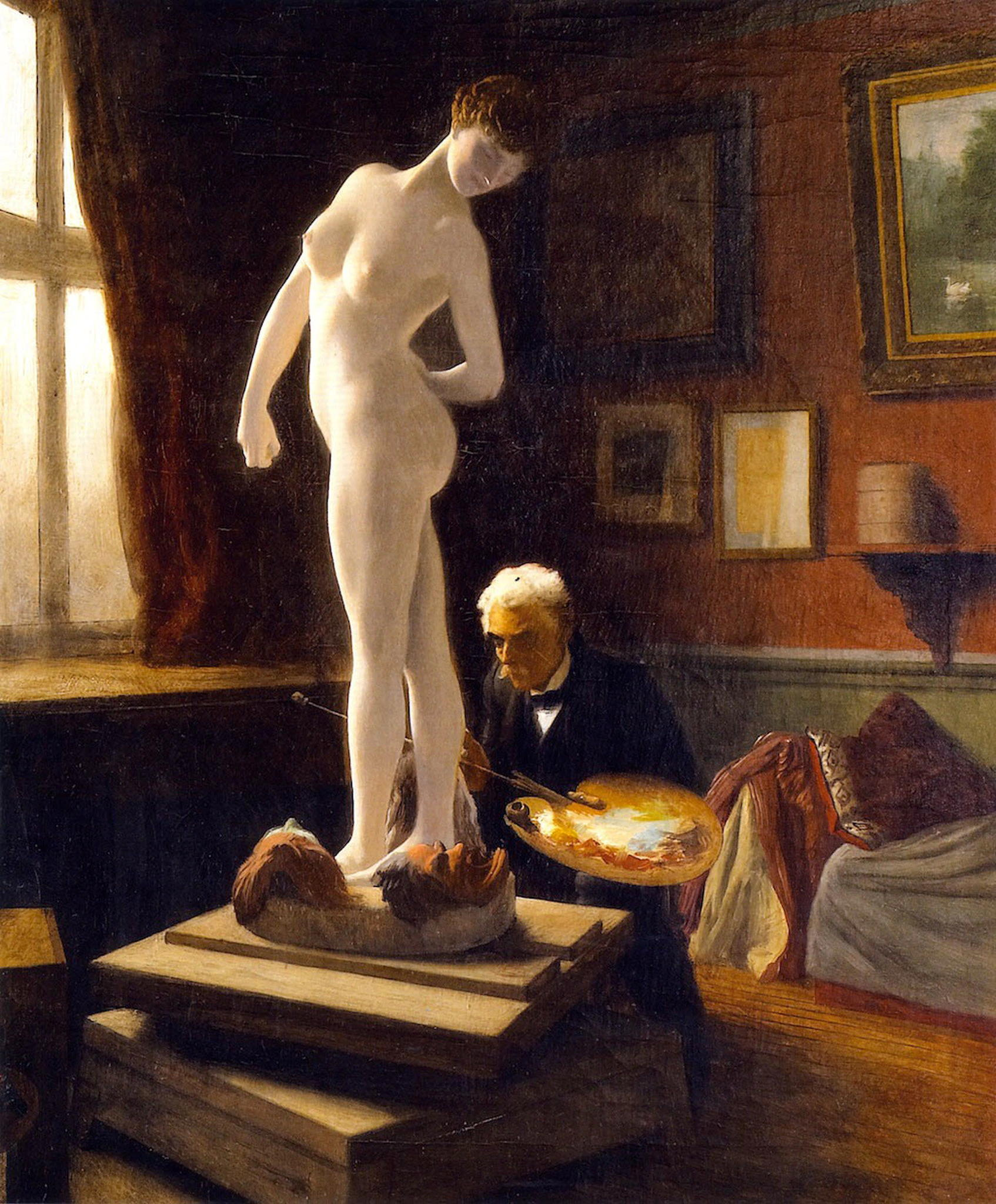
創作《玩球者》時的自畫像，1902年
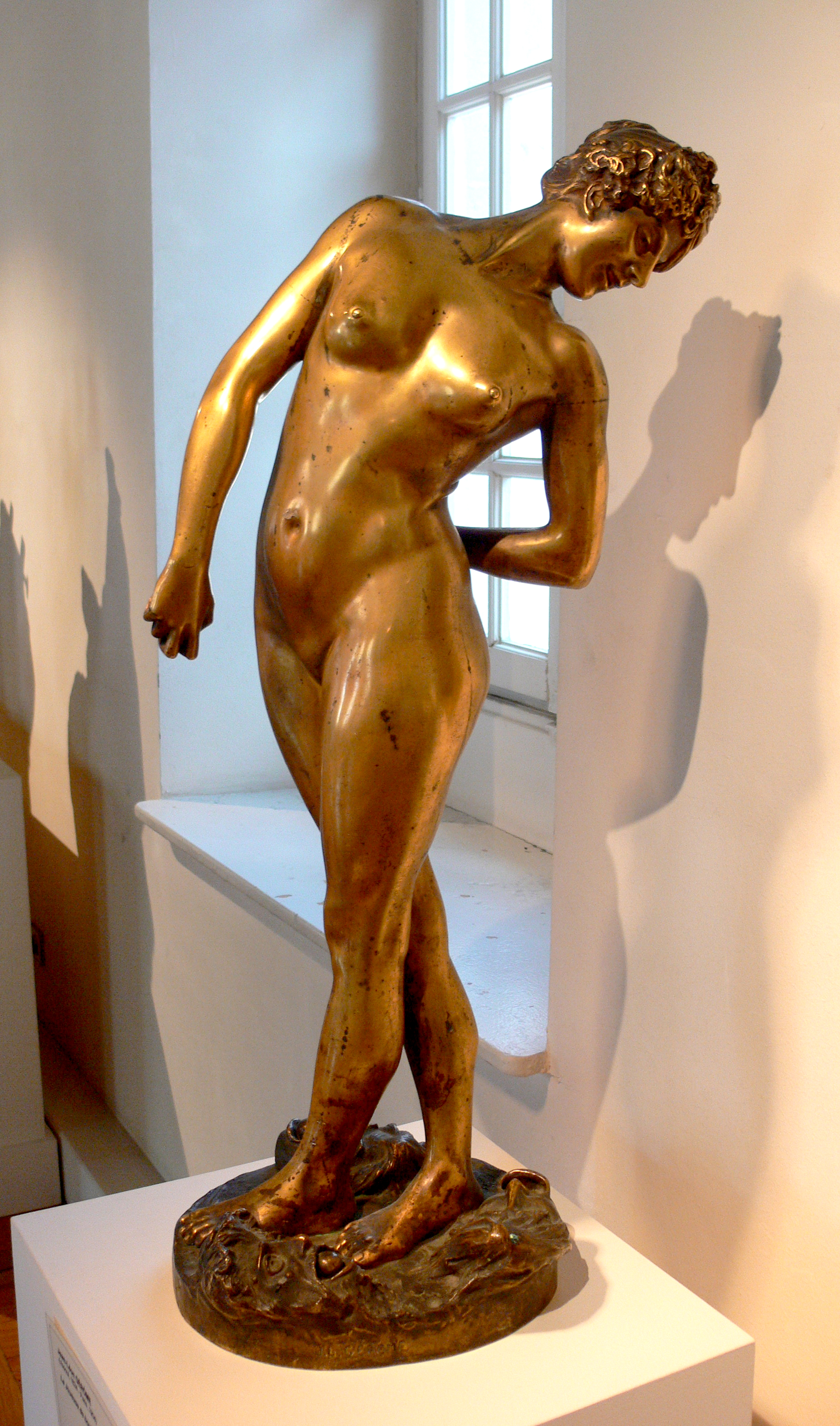
玩球者，1902年
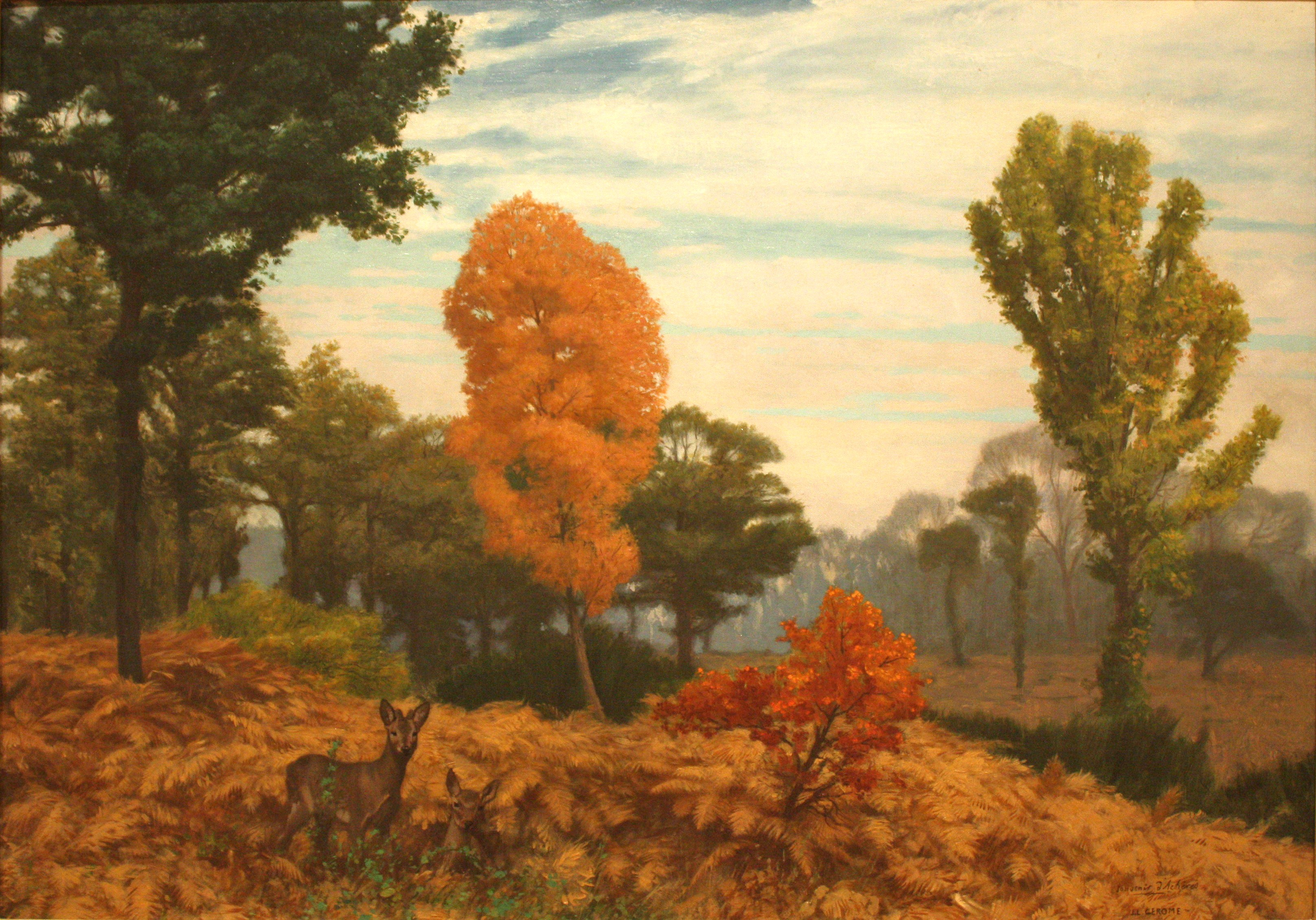
阿謝爾的紀念，1903年，Columbus Museum of Art藏
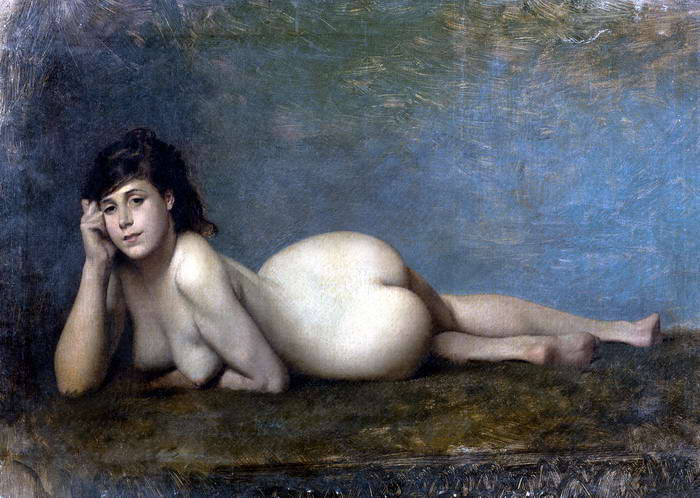
裸女，日期不明
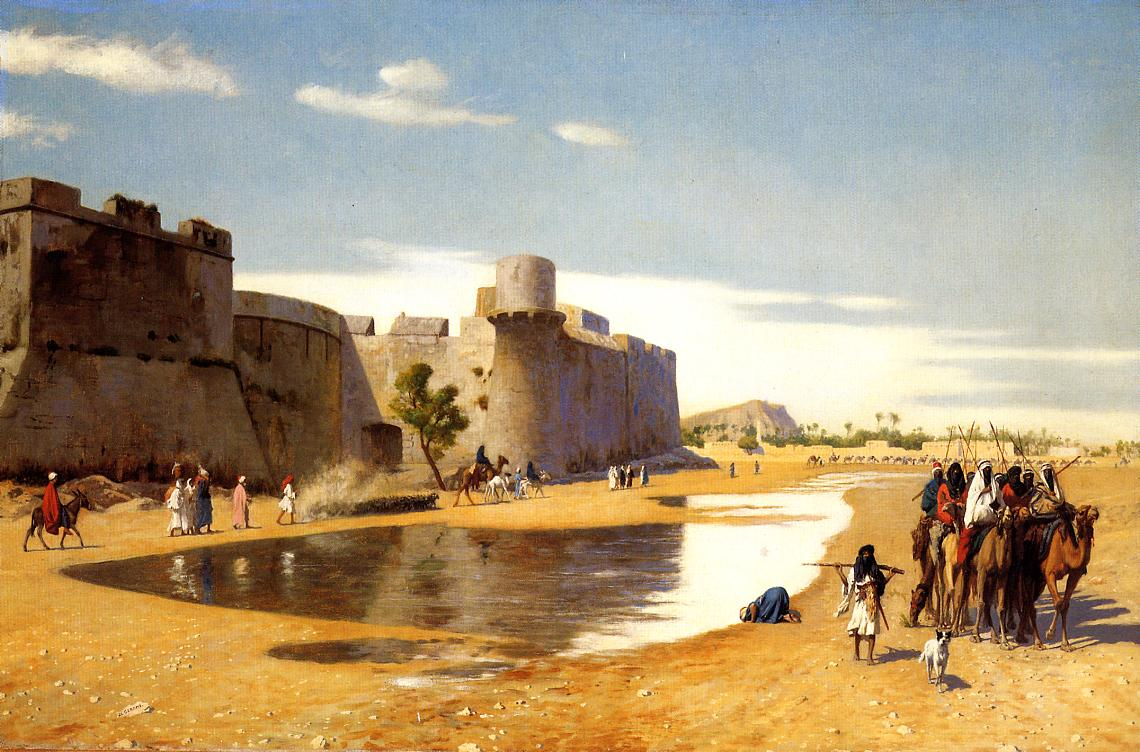
築堡壘的城鎮外的一支阿拉伯商隊，日期不明
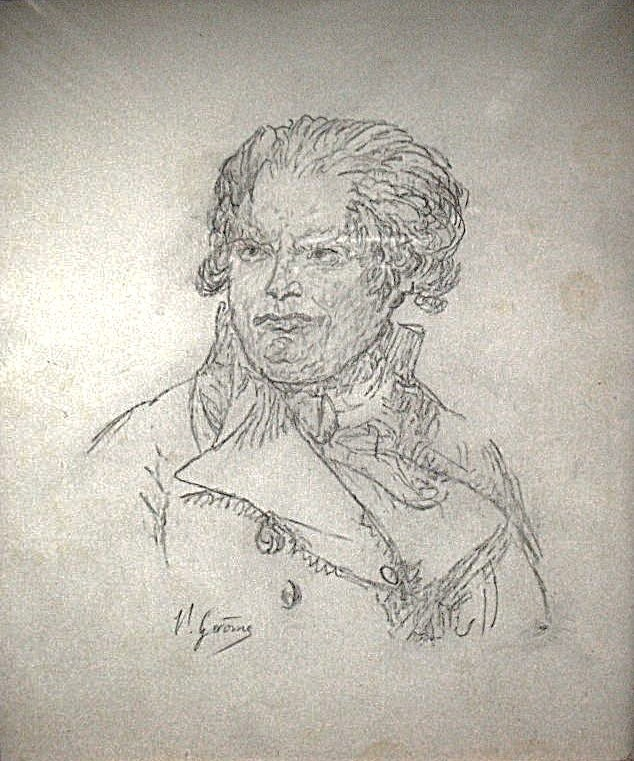
喬治·雅克·丹東肖像，日期不明
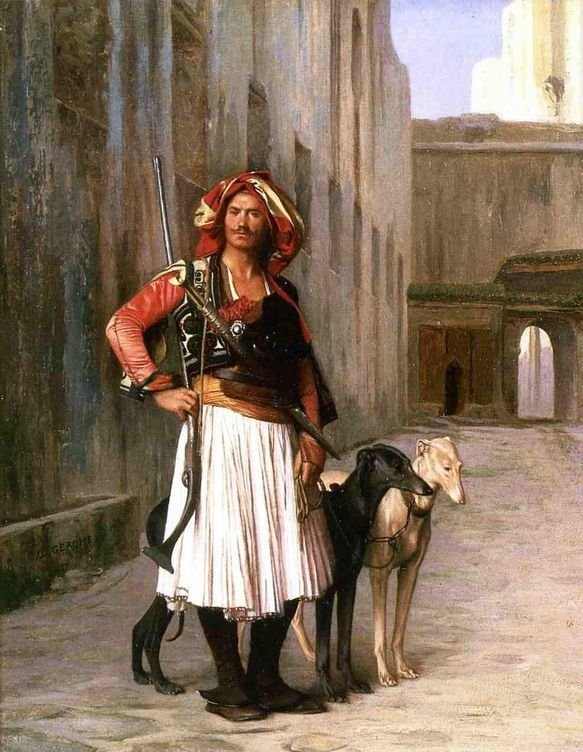
開羅的阿瑙德，日期不明